# Arc-en-Ciel (réseau interurbain du Nord)
Pour les articles homonymes, voir Arc-en-ciel (homonymie).
Ne doit pas être confondu avec Réseau liO Arc-en-Ciel.
Arc-en-Ciel est le réseau interurbain départemental du Nord (France) découpés jusqu'à 2010 en huit secteurs. Il est actuellement composé de quatre secteurs nommés Arc-en-Ciel 1, 2, 3 et 4. Le réseau est exploité par des transporteurs différents en fonction des secteurs.
La région Hauts-de-France est l'autorité organisatrice du réseau.

## Historique
Le 26 août 2010, le réseau Arc-en-Ciel auparavant divisé en sept périmètres géographiques et répartis en sept réseaux est redécoupé et restructuré. Cinq nouveaux périmètres géographiques ont été créés : Flandres, Pévèle, Cambrésis-Solesmois, Caudrésis-Catésis et Avesnois. Ces 5 nouveaux périmètres sont répartis en 4 réseaux :
- Arc-en-Ciel 1, regroupe le périmètre Flandre. Il comprend les lignes numérotées de 100 à 199.
- Arc-en-Ciel 2, regroupe le périmètre Pévèle. Il comprend les lignes numérotées de 200 à 299.
- Arc-en-Ciel 3, regroupe les périmètres Cambrésis-Solesmois et Caudrésis-Catésis. Il comprend les lignes numérotées de 300 à 399.
- Arc-en-Ciel 4, regroupe le périmètre Avesnois. Il comprend les lignes numérotées de 400 à 499.

Dans le cadre de la loi NOTRe, qui transfère des départements aux régions l'organisation des transports interurbains réguliers et scolaires, la région Hauts-de-France récupère la responsabilité du réseau Arc-en-Ciel en 2017.
Au fur et à mesure des élargissements des périmètres de transports urbains des différentes collectivités territoriales du département, certaines lignes (notamment dans les périmètres 2 et 3) ont été soit supprimées, soit restructurées.
Le 1er septembre 2021, les lignes des différents réseaux Arc-en-Ciel ont été renumérotées afin d'harmoniser la numérotation à l'échelle de la région :
- les lignes Arc-en-Ciel 1 sont renumérotées de 900 à 950 [1],
- les lignes Arc-en-Ciel 2 sont renumérotées de 851 à 899 [2],
- les lignes Arc-en-Ciel 3 sont renumérotées de 801 à 850,
- les lignes Arc-en-Ciel 4 sont renumérotées de 951 à 999[3].

De plus, à cette même date, 2 lignes du réseaux Arc-en-Ciel 3 ont été transférées au réseau interurbain du Pas-de-Calais, Oscar.

## Réseau actuel

### Arc-en-Ciel 1
Le réseau est formé des anciens réseaux Flandre Maritime et Flandres-Lys, l'ensemble des villes desservies correspond au territoire de l'arrondissement de Dunkerque sans le réseau DK'Bus (hormis Dunkerque et Bourbourg). Arc-en-Ciel 1 relie également des villes du Pas-de-Calais comme Saint-Omer ou Aire-sur-la-Lys et des villes en dehors de l'arrondissement comme Armentières et Lille.

#### Lignes régulières
| Ligne | Caractéristiques | Caractéristiques                                                                               | Caractéristiques                                                                               | Caractéristiques                                                                               | Caractéristiques                                                                               | Caractéristiques                                                                               | Caractéristiques                                                                               | Caractéristiques                                                                               | Caractéristiques                                                                               |
| 901   | Dunkerque – Gare ⥋ Hondschoote – Place du Général De Gaulle / Steenvoorde – Place Saint-Pierre | Dunkerque – Gare ⥋ Hondschoote – Place du Général De Gaulle / Steenvoorde – Place Saint-Pierre | Dunkerque – Gare ⥋ Hondschoote – Place du Général De Gaulle / Steenvoorde – Place Saint-Pierre | Dunkerque – Gare ⥋ Hondschoote – Place du Général De Gaulle / Steenvoorde – Place Saint-Pierre | Dunkerque – Gare ⥋ Hondschoote – Place du Général De Gaulle / Steenvoorde – Place Saint-Pierre | Dunkerque – Gare ⥋ Hondschoote – Place du Général De Gaulle / Steenvoorde – Place Saint-Pierre | Dunkerque – Gare ⥋ Hondschoote – Place du Général De Gaulle / Steenvoorde – Place Saint-Pierre | Dunkerque – Gare ⥋ Hondschoote – Place du Général De Gaulle / Steenvoorde – Place Saint-Pierre | Dunkerque – Gare ⥋ Hondschoote – Place du Général De Gaulle / Steenvoorde – Place Saint-Pierre |
| ----- | --- | ---------------------------------------------------------------------------------------------- | ---------------------------------------------------------------------------------------------- | ---------------------------------------------------------------------------------------------- | ---------------------------------------------------------------------------------------------- | ---------------------------------------------------------------------------------------------- | ---------------------------------------------------------------------------------------------- | ---------------------------------------------------------------------------------------------- | ---------------------------------------------------------------------------------------------- |
| 901   | Ouverture / Fermeture — / — | Longueur —                                                                                     | Durée 40-85 min                                                                                | Nb. d’arrêts 21                                                                                | Matériel Crossway LE                                                                           | Jours de fonctionnement L, Ma, Me, J, V, S, D                                                  | Jour / Soir / Nuit / Fêtes O / N / N / O                                                       | Voy. / an —                                                                                    | Exploitant Delgrange Mazereeuw                                                                 |
| 901   | Desserte : - Communes : Dunkerque – Les Moëres – Hondschoote – Killem – Oost-Cappel – Houtkerque – Winnezeele – Steenvoorde - Principaux lieux desservis : Gare de Dunkerque |                                                                                                |                                                                                                |                                                                                                |                                                                                                |                                                                                                |                                                                                                |                                                                                                |                                                                                                |
| 901   | Autre : - Amplitude horaire et fréquence : - du lundi au samedi : de 6 h 10 à 19 h 45 avec 6 allers-retours dans la journée. - dimanches et jours fériés : de 10 h 25 à 19 h 45 avec un aller le matin et un retour le soir. - Particularités : - Certaines courses ne circulent pas durant les vacances scolaires. - Certaines courses ont pour origine ou destination Dunkerque – Malo Plage. - La ligne est accessible gratuitement pour tout voyageur effectuant un trajet entre Les Moëres et Dunkerque. - Historique : Jusqu'au 31 août 2021, la ligne était numérotée 101. - Date de dernière mise à jour : 10 avril 2023.       |                                                                                                |                                                                                                |                                                                                                |                                                                                                |                                                                                                |                                                                                                |                                                                                                |                                                                                                |
| 901   | Dernière actualisation : — |                                                                                                |                                                                                                |                                                                                                |                                                                                                |                                                                                                |                                                                                                |                                                                                                |                                                                                                |
| 902   | Dunkerque – Place Vauban ⥋ Oost-Cappel – Place | Dunkerque – Place Vauban ⥋ Oost-Cappel – Place                                                 | Dunkerque – Place Vauban ⥋ Oost-Cappel – Place                                                 | Dunkerque – Place Vauban ⥋ Oost-Cappel – Place                                                 | Dunkerque – Place Vauban ⥋ Oost-Cappel – Place                                                 | Dunkerque – Place Vauban ⥋ Oost-Cappel – Place                                                 | Dunkerque – Place Vauban ⥋ Oost-Cappel – Place                                                 | Dunkerque – Place Vauban ⥋ Oost-Cappel – Place                                                 | Dunkerque – Place Vauban ⥋ Oost-Cappel – Place                                                 |
| 902   | Ouverture / Fermeture — / — | Longueur —                                                                                     | Durée 90 min                                                                                   | Nb. d’arrêts 30                                                                                | Matériel Crossway LE                                                                           | Jours de fonctionnement L, Ma, Me, J, V, S, D                                                  | Jour / Soir / Nuit / Fêtes O / N / N / O                                                       | Voy. / an —                                                                                    | Exploitant Delgrange                                                                           |
| 902   | Desserte : - Communes : Dunkerque – Bergues – Hoymille – Warhem – Rexpoëde – Killem – Hondschoote –Oost-Cappel - Principaux lieux desservis : Gare de Dunkerque, Gare de Bergues |                                                                                                |                                                                                                |                                                                                                |                                                                                                |                                                                                                |                                                                                                |                                                                                                |                                                                                                |
| 902   | Autre : - Amplitude horaire et fréquence : - du lundi au samedi : de 6 h 15 à 19 h 35 avec 4 allers et 5 retours dans la journée. - dimanches et jours fériés : de 10 h 0 à 20 h 10 avec un aller le matin et un retour le soir. - Particularités : - Certaines courses ne circulent pas durant les vacances scolaires. - Certaines courses ont pour origine ou destination Dunkerque – Malo Plage. - Historique : Jusqu'au 31 août 2021, la ligne était numérotée 102. - Date de dernière mise à jour : 10 avril 2023. |                                                                                                |                                                                                                |                                                                                                |                                                                                                |                                                                                                |                                                                                                |                                                                                                |                                                                                                |
| 902   | Dernière actualisation : — |                                                                                                |                                                                                                |                                                                                                |                                                                                                |                                                                                                |                                                                                                |                                                                                                |                                                                                                |
| 903   | Dunkerque – Place Vauban ⥋ Esquelbecq – Gare | Dunkerque – Place Vauban ⥋ Esquelbecq – Gare                                                   | Dunkerque – Place Vauban ⥋ Esquelbecq – Gare                                                   | Dunkerque – Place Vauban ⥋ Esquelbecq – Gare                                                   | Dunkerque – Place Vauban ⥋ Esquelbecq – Gare                                                   | Dunkerque – Place Vauban ⥋ Esquelbecq – Gare                                                   | Dunkerque – Place Vauban ⥋ Esquelbecq – Gare                                                   | Dunkerque – Place Vauban ⥋ Esquelbecq – Gare                                                   | Dunkerque – Place Vauban ⥋ Esquelbecq – Gare                                                   |
| 903   | Ouverture / Fermeture — / — | Longueur —                                                                                     | Durée 70-80 min                                                                                | Nb. d’arrêts 20                                                                                | Matériel Crossway LE                                                                           | Jours de fonctionnement L, Ma, Me, J, V, S                                                     | Jour / Soir / Nuit / Fêtes O / N / N / N                                                       | Voy. / an —                                                                                    | Exploitant Thys                                                                                |
| 903   | Desserte : - Communes : Dunkerque – Bergues – Quaëdypre – Wormhout – Esquelbecq - Principaux lieux desservis : Gare de Dunkerque, Gare de Bergues, Gare d'Esquelbecq |                                                                                                |                                                                                                |                                                                                                |                                                                                                |                                                                                                |                                                                                                |                                                                                                |                                                                                                |
| 903   | Autre : - Amplitude horaire et fréquence : - du lundi au samedi : de 6 h 40 à 19 h 35 avec 4 allers et 6 retours dans la journée. - Particularités : - Certaines courses ne circulent pas durant les vacances scolaires. - Certaines courses ont pour origine ou destination Dunkerque – Malo Plage. - Le dernier départ de Dunkerque est limité à l'arrêt Bergues – Pôle d'Échanges. - L'arrêt Bergues – Marché aux Bestiaux n'est desservi qu'une fois par jour et par sens en période scolaire uniquement. - Historique : Jusqu'au 31 août 2021, la ligne était numérotée 103. - Date de dernière mise à jour : 10 avril 2023.       |                                                                                                |                                                                                                |                                                                                                |                                                                                                |                                                                                                |                                                                                                |                                                                                                |                                                                                                |
| 903   | Dernière actualisation : — |                                                                                                |                                                                                                |                                                                                                |                                                                                                |                                                                                                |                                                                                                |                                                                                                |                                                                                                |
| 904   | Dunkerque – Place Vauban ⥋ Saint-Omer – Place Painlevé | Dunkerque – Place Vauban ⥋ Saint-Omer – Place Painlevé                                         | Dunkerque – Place Vauban ⥋ Saint-Omer – Place Painlevé                                         | Dunkerque – Place Vauban ⥋ Saint-Omer – Place Painlevé                                         | Dunkerque – Place Vauban ⥋ Saint-Omer – Place Painlevé                                         | Dunkerque – Place Vauban ⥋ Saint-Omer – Place Painlevé                                         | Dunkerque – Place Vauban ⥋ Saint-Omer – Place Painlevé                                         | Dunkerque – Place Vauban ⥋ Saint-Omer – Place Painlevé                                         | Dunkerque – Place Vauban ⥋ Saint-Omer – Place Painlevé                                         |
| 904   | Ouverture / Fermeture — / — | Longueur —                                                                                     | Durée 90-95 min                                                                                | Nb. d’arrêts 35                                                                                | Matériel Crossway LE                                                                           | Jours de fonctionnement L, Ma, Me, J, V, S, D                                                  | Jour / Soir / Nuit / Fêtes O / N / N / O                                                       | Voy. / an —                                                                                    | Exploitant Schoonaert                                                                          |
| 904   | Desserte : - Communes : Dunkerque – Petite-Synthe – Bourbourg – Cappelle-Brouck – Saint-Pierre-Brouck – Holque – Watten – Serques – Saint-Momelin – Saint-Omer – Longuenesse - Principaux lieux desservis : Gare de Dunkerque, Gare de Bourbourg, Gare de Watten - Éperlecques, Gare de Saint-Omer |                                                                                                |                                                                                                |                                                                                                |                                                                                                |                                                                                                |                                                                                                |                                                                                                |                                                                                                |
| 904   | Autre : - Amplitude horaire et fréquence : - du lundi au samedi : de 6 h 5 à 20 h 10 avec 9 allers et 11 retours dans la journée. - dimanches et jours fériés : de 10 h 30 à 19 h 35 avec 2 allers-retours. - Particularités : - Certaines courses ne circulent pas durant les vacances scolaires. - Certaines courses ont pour origine ou destination Dunkerque – Malo Plage ou Watten – Grand Place. - La ligne est accessible gratuitement pour tout voyageur effectuant un trajet entre Bourbourg et Dunkerque. - Historique : Jusqu'au 31 août 2021, la ligne était numérotée 104. - Date de dernière mise à jour : 10 avril 2023. |                                                                                                |                                                                                                |                                                                                                |                                                                                                |                                                                                                |                                                                                                |                                                                                                |                                                                                                |
| 904   | Dernière actualisation : — |                                                                                                |                                                                                                |                                                                                                |                                                                                                |                                                                                                |                                                                                                |                                                                                                |                                                                                                |
| 904E  | Dunkerque – Gare ⥋ Longuenesse – Université | Dunkerque – Gare ⥋ Longuenesse – Université                                                    | Dunkerque – Gare ⥋ Longuenesse – Université                                                    | Dunkerque – Gare ⥋ Longuenesse – Université                                                    | Dunkerque – Gare ⥋ Longuenesse – Université                                                    | Dunkerque – Gare ⥋ Longuenesse – Université                                                    | Dunkerque – Gare ⥋ Longuenesse – Université                                                    | Dunkerque – Gare ⥋ Longuenesse – Université                                                    | Dunkerque – Gare ⥋ Longuenesse – Université                                                    |
| 904E  | Ouverture / Fermeture — / — | Longueur —                                                                                     | Durée 55 min                                                                                   | Nb. d’arrêts 5                                                                                 | Matériel Crossway LE                                                                           | Jours de fonctionnement L, Ma, Me, J, V, S                                                     | Jour / Soir / Nuit / Fêtes O / O / N / N                                                       | Voy. / an —                                                                                    | Exploitant Schoonaert                                                                          |
| 904E  | Desserte : - Communes : Dunkerque – Bourbourg – Watten – Saint-Omer – Longuenesse - Principaux lieux desservis : Gare de Dunkerque, Gare de Bourbourg, Gare de Saint-Omer |                                                                                                |                                                                                                |                                                                                                |                                                                                                |                                                                                                |                                                                                                |                                                                                                |                                                                                                |
| 904E  | Autre : - Amplitude horaire et fréquence : - du lundi au samedi : de 6 h 35 à 21 h 25 avec 6 allers-retours dans la journée. - Particularités : - La ligne est accessible gratuitement pour tout voyageur effectuant un trajet entre Bourbourg et Dunkerque. - Historique : Jusqu'au 31 août 2021, la ligne était numérotée 104E. - Date de dernière mise à jour : 10 avril 2023. |                                                                                                |                                                                                                |                                                                                                |                                                                                                |                                                                                                |                                                                                                |                                                                                                |                                                                                                |
| 904E  | Dernière actualisation : — |                                                                                                |                                                                                                |                                                                                                |                                                                                                |                                                                                                |                                                                                                |                                                                                                |                                                                                                |
| 905   | Dunkerque – Place Vauban ⥋ Hazebrouck – Gare SNCF | Dunkerque – Place Vauban ⥋ Hazebrouck – Gare SNCF                                              | Dunkerque – Place Vauban ⥋ Hazebrouck – Gare SNCF                                              | Dunkerque – Place Vauban ⥋ Hazebrouck – Gare SNCF                                              | Dunkerque – Place Vauban ⥋ Hazebrouck – Gare SNCF                                              | Dunkerque – Place Vauban ⥋ Hazebrouck – Gare SNCF                                              | Dunkerque – Place Vauban ⥋ Hazebrouck – Gare SNCF                                              | Dunkerque – Place Vauban ⥋ Hazebrouck – Gare SNCF                                              | Dunkerque – Place Vauban ⥋ Hazebrouck – Gare SNCF                                              |
| 905   | Ouverture / Fermeture — / — | Longueur —                                                                                     | Durée 75-80 min                                                                                | Nb. d’arrêts 31                                                                                | Matériel Crossway LE                                                                           | Jours de fonctionnement L, Ma, Me, J, V, S, D                                                  | Jour / Soir / Nuit / Fêtes O / N / N / O                                                       | Voy. / an —                                                                                    | Exploitant Thys                                                                                |
| 905   | Desserte : - Communes : Dunkerque – Bergues – Quaëdypre – Wormhout – Hardifort – Cassel – Sainte-Marie-Cappel – Saint-Sylvestre-Cappel – Hazebrouck - Principaux lieux desservis : Gare de Dunkerque, Gare de Bergues, Gare d'Hazebrouck |                                                                                                |                                                                                                |                                                                                                |                                                                                                |                                                                                                |                                                                                                |                                                                                                |                                                                                                |
| 905   | Autre : - Amplitude horaire et fréquence : - du lundi au samedi : de 6 h 15 à 19 h 40 avec 5 allers-retours dans la journée. - dimanches et jours fériés : de 10 h 30 à 20 h 5 avec un aller le matin et un retour le soir. - Particularités : - Certaines courses ne circulent pas durant les vacances scolaires. - Certaines courses ont pour origine ou destination Dunkerque – Malo Plage. - Historique : Jusqu'au 31 août 2021, la ligne était numérotée 105. - Date de dernière mise à jour : 10 avril 2023. |                                                                                                |                                                                                                |                                                                                                |                                                                                                |                                                                                                |                                                                                                |                                                                                                |                                                                                                |
| 905   | Dernière actualisation : — |                                                                                                |                                                                                                |                                                                                                |                                                                                                |                                                                                                |                                                                                                |                                                                                                |                                                                                                |
| 906   | Hazebrouck – Gare SNCF ⥋ Aire-sur-la-Lys – Place du Rivage | Hazebrouck – Gare SNCF ⥋ Aire-sur-la-Lys – Place du Rivage                                     | Hazebrouck – Gare SNCF ⥋ Aire-sur-la-Lys – Place du Rivage                                     | Hazebrouck – Gare SNCF ⥋ Aire-sur-la-Lys – Place du Rivage                                     | Hazebrouck – Gare SNCF ⥋ Aire-sur-la-Lys – Place du Rivage                                     | Hazebrouck – Gare SNCF ⥋ Aire-sur-la-Lys – Place du Rivage                                     | Hazebrouck – Gare SNCF ⥋ Aire-sur-la-Lys – Place du Rivage                                     | Hazebrouck – Gare SNCF ⥋ Aire-sur-la-Lys – Place du Rivage                                     | Hazebrouck – Gare SNCF ⥋ Aire-sur-la-Lys – Place du Rivage                                     |
| 906   | Ouverture / Fermeture — / — | Longueur —                                                                                     | Durée 35-55 min                                                                                | Nb. d’arrêts 19                                                                                | Matériel —                                                                                     | Jours de fonctionnement L, Ma, Me, J, V, S                                                     | Jour / Soir / Nuit / Fêtes O / N / N / N                                                       | Voy. / an —                                                                                    | Exploitant Voyages Inglard                                                                     |
| 906   | Desserte : - Communes : Hazebrouck – Morbecque – Steenbecque – Thiennes – Boëseghem – Aire-sur-la-Lys - Principaux lieux desservis : Gare d'Hazebrouck, Gare de Steenbecque |                                                                                                |                                                                                                |                                                                                                |                                                                                                |                                                                                                |                                                                                                |                                                                                                |                                                                                                |
| 906   | Autre : - Amplitude horaire et fréquence : - du lundi au samedi : de 6 h 10 à 19 h 30 avec 6 allers-retours dans la journée. - Particularités : - Certaines courses ont pour origine ou destination Hazebrouck – Centre Commercial La Kreule. - Historique : Jusqu'au 31 août 2021, la ligne était numérotée 106. - Date de dernière mise à jour : 10 avril 2023. |                                                                                                |                                                                                                |                                                                                                |                                                                                                |                                                                                                |                                                                                                |                                                                                                |                                                                                                |
| 906   | Dernière actualisation : — |                                                                                                |                                                                                                |                                                                                                |                                                                                                |                                                                                                |                                                                                                |                                                                                                |                                                                                                |
| 907   | Hazebrouck – Gare SNCF ⥋ Boeschepe – Rue de la Gare | Hazebrouck – Gare SNCF ⥋ Boeschepe – Rue de la Gare                                            | Hazebrouck – Gare SNCF ⥋ Boeschepe – Rue de la Gare                                            | Hazebrouck – Gare SNCF ⥋ Boeschepe – Rue de la Gare                                            | Hazebrouck – Gare SNCF ⥋ Boeschepe – Rue de la Gare                                            | Hazebrouck – Gare SNCF ⥋ Boeschepe – Rue de la Gare                                            | Hazebrouck – Gare SNCF ⥋ Boeschepe – Rue de la Gare                                            | Hazebrouck – Gare SNCF ⥋ Boeschepe – Rue de la Gare                                            | Hazebrouck – Gare SNCF ⥋ Boeschepe – Rue de la Gare                                            |
| 907   | Ouverture / Fermeture — / — | Longueur —                                                                                     | Durée 60 min                                                                                   | Nb. d’arrêts 27                                                                                | Matériel —                                                                                     | Jours de fonctionnement L, Ma, Me, J, V, S                                                     | Jour / Soir / Nuit / Fêtes O / N / N / N                                                       | Voy. / an —                                                                                    | Exploitant —                                                                                   |
| 907   | Desserte : - Communes : Hazebrouck – Hondeghem – Caëstre – Eecke – Steenvoorde – Godewaersvelde – Boeschepe - Principaux lieux desservis : Gare d'Hazebrouck |                                                                                                |                                                                                                |                                                                                                |                                                                                                |                                                                                                |                                                                                                |                                                                                                |                                                                                                |
| 907   | Autre : - Amplitude horaire et fréquence : - du lundi au samedi : de 6 h 40 à 19 h 35 avec 4 allers-retours dans la journée. - Particularités : - Certaines courses desservent Hazebrouck – Centre Commercial Espace Flandres. - Historique : Jusqu'au 31 août 2021, la ligne était numérotée 107. - Date de dernière mise à jour : 10 avril 2023. |                                                                                                |                                                                                                |                                                                                                |                                                                                                |                                                                                                |                                                                                                |                                                                                                |                                                                                                |
| 907   | Dernière actualisation : — |                                                                                                |                                                                                                |                                                                                                |                                                                                                |                                                                                                |                                                                                                |                                                                                                |                                                                                                |
| 908   | Armentières – Gare ⥋ Boeschepe – Rue de la Gare / Godewaersvelde – Place | Armentières – Gare ⥋ Boeschepe – Rue de la Gare / Godewaersvelde – Place                       | Armentières – Gare ⥋ Boeschepe – Rue de la Gare / Godewaersvelde – Place                       | Armentières – Gare ⥋ Boeschepe – Rue de la Gare / Godewaersvelde – Place                       | Armentières – Gare ⥋ Boeschepe – Rue de la Gare / Godewaersvelde – Place                       | Armentières – Gare ⥋ Boeschepe – Rue de la Gare / Godewaersvelde – Place                       | Armentières – Gare ⥋ Boeschepe – Rue de la Gare / Godewaersvelde – Place                       | Armentières – Gare ⥋ Boeschepe – Rue de la Gare / Godewaersvelde – Place                       | Armentières – Gare ⥋ Boeschepe – Rue de la Gare / Godewaersvelde – Place                       |
| 908   | Ouverture / Fermeture — / — | Longueur —                                                                                     | Durée 60-70 min                                                                                | Nb. d’arrêts 30                                                                                | Matériel —                                                                                     | Jours de fonctionnement L, Ma, Me, J, V, S                                                     | Jour / Soir / Nuit / Fêtes O / N / N / N                                                       | Voy. / an —                                                                                    | Exploitant Keolis Nord                                                                         |
| 908   | Desserte : - Communes : Armentières – Nieppe – Bailleul – Steenwerck – Saint-Jans-Cappel – Berthen – Boeschepe – Godewaersvelde - Principaux lieux desservis : Gare d'Armentières, Gare de Steenwerck, Gare de Bailleul |                                                                                                |                                                                                                |                                                                                                |                                                                                                |                                                                                                |                                                                                                |                                                                                                |                                                                                                |
| 908   | Autre : - Amplitude horaire et fréquence : - du lundi au samedi : de 6 h 20 à 20 h 30 avec 5 allers-retours dans la journée. - Particularités : - Certaines courses ne circulent pas durant les vacances scolaires. - Historique : Jusqu'au 31 août 2021, la ligne était numérotée 108. - Date de dernière mise à jour : 10 avril 2023. |                                                                                                |                                                                                                |                                                                                                |                                                                                                |                                                                                                |                                                                                                |                                                                                                |                                                                                                |
| 908   | Dernière actualisation : — |                                                                                                |                                                                                                |                                                                                                |                                                                                                |                                                                                                |                                                                                                |                                                                                                |                                                                                                |
| 909   | Armentières – Gare ⥋ Steenvoorde – Place Saint-Pierre / Winnezeele – École | Armentières – Gare ⥋ Steenvoorde – Place Saint-Pierre / Winnezeele – École                     | Armentières – Gare ⥋ Steenvoorde – Place Saint-Pierre / Winnezeele – École                     | Armentières – Gare ⥋ Steenvoorde – Place Saint-Pierre / Winnezeele – École                     | Armentières – Gare ⥋ Steenvoorde – Place Saint-Pierre / Winnezeele – École                     | Armentières – Gare ⥋ Steenvoorde – Place Saint-Pierre / Winnezeele – École                     | Armentières – Gare ⥋ Steenvoorde – Place Saint-Pierre / Winnezeele – École                     | Armentières – Gare ⥋ Steenvoorde – Place Saint-Pierre / Winnezeele – École                     | Armentières – Gare ⥋ Steenvoorde – Place Saint-Pierre / Winnezeele – École                     |
| 909   | Ouverture / Fermeture — / — | Longueur —                                                                                     | Durée 60-70 min                                                                                | Nb. d’arrêts 32                                                                                | Matériel —                                                                                     | Jours de fonctionnement L, Ma, Me, J, V, S                                                     | Jour / Soir / Nuit / Fêtes O / N / N / N                                                       | Voy. / an —                                                                                    | Exploitant Keolis Nord                                                                         |
| 909   | Desserte : - Communes : Armentières – Nieppe – Bailleul – Méteren – Flêtre – Caëstre – Eecke – Steenvoorde – Winnezeele - Principaux lieux desservis : Gare d'Armentières, Gare de Bailleul |                                                                                                |                                                                                                |                                                                                                |                                                                                                |                                                                                                |                                                                                                |                                                                                                |                                                                                                |
| 909   | Autre : - Amplitude horaire et fréquence : - du lundi au samedi : de 6 h 20 à 19 h 55 avec 5 allers-retours dans la journée. - Particularités : - Certaines courses ne circulent pas durant les vacances scolaires. - Historique : Jusqu'au 31 août 2021, la ligne était numérotée 109. - Date de dernière mise à jour : 10 avril 2023. |                                                                                                |                                                                                                |                                                                                                |                                                                                                |                                                                                                |                                                                                                |                                                                                                |                                                                                                |
| 909   | Dernière actualisation : — |                                                                                                |                                                                                                |                                                                                                |                                                                                                |                                                                                                |                                                                                                |                                                                                                |                                                                                                |
| 910   | Lille – Porte des Postes ⥋ Neuf-Berquin – Centre | Lille – Porte des Postes ⥋ Neuf-Berquin – Centre                                               | Lille – Porte des Postes ⥋ Neuf-Berquin – Centre                                               | Lille – Porte des Postes ⥋ Neuf-Berquin – Centre                                               | Lille – Porte des Postes ⥋ Neuf-Berquin – Centre                                               | Lille – Porte des Postes ⥋ Neuf-Berquin – Centre                                               | Lille – Porte des Postes ⥋ Neuf-Berquin – Centre                                               | Lille – Porte des Postes ⥋ Neuf-Berquin – Centre                                               | Lille – Porte des Postes ⥋ Neuf-Berquin – Centre                                               |
| 910   | Ouverture / Fermeture — / — | Longueur —                                                                                     | Durée 70-90 min                                                                                | Nb. d’arrêts 20                                                                                | Matériel —                                                                                     | Jours de fonctionnement L, Ma, Me, J, V, S, D                                                  | Jour / Soir / Nuit / Fêtes O / N / N / O                                                       | Voy. / an —                                                                                    | Exploitant —                                                                                   |
| 910   | Desserte : - Communes : Lille – Erquinghem-Lys – Sailly-sur-la-Lys – La Gorgue – Estaires – Merville – Neuf-Berquin - Principaux lieux desservis : Porte des Postes |                                                                                                |                                                                                                |                                                                                                |                                                                                                |                                                                                                |                                                                                                |                                                                                                |                                                                                                |
| 910   | Autre : - Amplitude horaire et fréquence : - du lundi au samedi : de 5 h 45 à 20 h 15 avec 9 allers-retours dans la journée. - dimanches et jours fériés : de 10 h 35 à 11 h 45 avec 2 allers-retours. - Historique : Jusqu'au 31 août 2021, la ligne était numérotée 110. - Date de dernière mise à jour : 10 avril 2023. |                                                                                                |                                                                                                |                                                                                                |                                                                                                |                                                                                                |                                                                                                |                                                                                                |                                                                                                |
| 910   | Dernière actualisation : — |                                                                                                |                                                                                                |                                                                                                |                                                                                                |                                                                                                |                                                                                                |                                                                                                |                                                                                                |
| 911   | Armentières – Hôtel de Ville ⥋ Merville – Place | Armentières – Hôtel de Ville ⥋ Merville – Place                                                | Armentières – Hôtel de Ville ⥋ Merville – Place                                                | Armentières – Hôtel de Ville ⥋ Merville – Place                                                | Armentières – Hôtel de Ville ⥋ Merville – Place                                                | Armentières – Hôtel de Ville ⥋ Merville – Place                                                | Armentières – Hôtel de Ville ⥋ Merville – Place                                                | Armentières – Hôtel de Ville ⥋ Merville – Place                                                | Armentières – Hôtel de Ville ⥋ Merville – Place                                                |
| 911   | Ouverture / Fermeture — / — | Longueur —                                                                                     | Durée 45 min                                                                                   | Nb. d’arrêts 30                                                                                | Matériel —                                                                                     | Jours de fonctionnement L, Ma, Me, J, V, S                                                     | Jour / Soir / Nuit / Fêtes O / N / N / N                                                       | Voy. / an —                                                                                    | Exploitant —                                                                                   |
| 911   | Desserte : - Communes : Armentières – Erquinghem-Lys – Sailly-sur-la-Lys – La Gorgue – Estaires – Lestrem – Merville - Principaux lieux desservis : Gare d'Armentières |                                                                                                |                                                                                                |                                                                                                |                                                                                                |                                                                                                |                                                                                                |                                                                                                |                                                                                                |
| 911   | Autre : - Amplitude horaire et fréquence : - du lundi au samedi : de 5 h 45 à 20 h 30 avec un passage toutes les 1 à 2 heures. - Particularités : - Certaines courses ne circulent pas durant les vacances scolaires. - Historique : Jusqu'au 31 août 2021, la ligne était numérotée 111. - Date de dernière mise à jour : 10 avril 2023. |                                                                                                |                                                                                                |                                                                                                |                                                                                                |                                                                                                |                                                                                                |                                                                                                |                                                                                                |
| 911   | Dernière actualisation : — |                                                                                                |                                                                                                |                                                                                                |                                                                                                |                                                                                                |                                                                                                |                                                                                                |                                                                                                |
| 912   | Hazebrouck – Gare SNCF ⥋ Estaires – Église | Hazebrouck – Gare SNCF ⥋ Estaires – Église                                                     | Hazebrouck – Gare SNCF ⥋ Estaires – Église                                                     | Hazebrouck – Gare SNCF ⥋ Estaires – Église                                                     | Hazebrouck – Gare SNCF ⥋ Estaires – Église                                                     | Hazebrouck – Gare SNCF ⥋ Estaires – Église                                                     | Hazebrouck – Gare SNCF ⥋ Estaires – Église                                                     | Hazebrouck – Gare SNCF ⥋ Estaires – Église                                                     | Hazebrouck – Gare SNCF ⥋ Estaires – Église                                                     |
| 912   | Ouverture / Fermeture — / — | Longueur —                                                                                     | Durée 50 min                                                                                   | Nb. d’arrêts 19                                                                                | Matériel —                                                                                     | Jours de fonctionnement L, Ma, Me, J, V, S                                                     | Jour / Soir / Nuit / Fêtes O / N / N / N                                                       | Voy. / an —                                                                                    | Exploitant —                                                                                   |
| 912   | Desserte : - Communes : Hazebrouck – Morbecque – Merville – Lestrem – La Gorgue – Estaires - Principaux lieux desservis : Gare d'Hazebrouck |                                                                                                |                                                                                                |                                                                                                |                                                                                                |                                                                                                |                                                                                                |                                                                                                |                                                                                                |
| 912   | Autre : - Amplitude horaire et fréquence : - du lundi au samedi : de 6 h 50 à 19 h 35 avec un 5 allers et 6 retours. - Historique : Jusqu'au 31 août 2021, la ligne était numérotée 112. - Date de dernière mise à jour : 10 avril 2023. |                                                                                                |                                                                                                |                                                                                                |                                                                                                |                                                                                                |                                                                                                |                                                                                                |                                                                                                |
| 912   | Dernière actualisation : — |                                                                                                |                                                                                                |                                                                                                |                                                                                                |                                                                                                |                                                                                                |                                                                                                |                                                                                                |
| 913   | Armentières – Hôtel de Ville ⥋ Merville – Lotissement | Armentières – Hôtel de Ville ⥋ Merville – Lotissement                                          | Armentières – Hôtel de Ville ⥋ Merville – Lotissement                                          | Armentières – Hôtel de Ville ⥋ Merville – Lotissement                                          | Armentières – Hôtel de Ville ⥋ Merville – Lotissement                                          | Armentières – Hôtel de Ville ⥋ Merville – Lotissement                                          | Armentières – Hôtel de Ville ⥋ Merville – Lotissement                                          | Armentières – Hôtel de Ville ⥋ Merville – Lotissement                                          | Armentières – Hôtel de Ville ⥋ Merville – Lotissement                                          |
| 913   | Ouverture / Fermeture — / — | Longueur —                                                                                     | Durée 60 min                                                                                   | Nb. d’arrêts 24                                                                                | Matériel —                                                                                     | Jours de fonctionnement L, Ma, Me, J, V, S                                                     | Jour / Soir / Nuit / Fêtes O / N / N / N                                                       | Voy. / an —                                                                                    | Exploitant —                                                                                   |
| 913   | Desserte : - Communes : Armentières – Nieppe – Steenwerck – Estaires – Neuf-Berquin – Merville - Principaux lieux desservis : Gare d'Armentières, Gare de Nieppe |                                                                                                |                                                                                                |                                                                                                |                                                                                                |                                                                                                |                                                                                                |                                                                                                |                                                                                                |
| 913   | Autre : - Amplitude horaire et fréquence : - du lundi au samedi : de 6 h 35 à 18 h 55 avec un 4 allers et 6 retours. - Historique : Jusqu'au 31 août 2021, la ligne était numérotée 113. - Date de dernière mise à jour : 10 avril 2023. |                                                                                                |                                                                                                |                                                                                                |                                                                                                |                                                                                                |                                                                                                |                                                                                                |                                                                                                |
| 913   | Dernière actualisation : — |                                                                                                |                                                                                                |                                                                                                |                                                                                                |                                                                                                |                                                                                                |                                                                                                |                                                                                                |
| 921   | Dunkerque – Place Vauban / Bergues – Pôle d'Échanges ⥋ Bollezeele – Maison de Retraite | Dunkerque – Place Vauban / Bergues – Pôle d'Échanges ⥋ Bollezeele – Maison de Retraite         | Dunkerque – Place Vauban / Bergues – Pôle d'Échanges ⥋ Bollezeele – Maison de Retraite         | Dunkerque – Place Vauban / Bergues – Pôle d'Échanges ⥋ Bollezeele – Maison de Retraite         | Dunkerque – Place Vauban / Bergues – Pôle d'Échanges ⥋ Bollezeele – Maison de Retraite         | Dunkerque – Place Vauban / Bergues – Pôle d'Échanges ⥋ Bollezeele – Maison de Retraite         | Dunkerque – Place Vauban / Bergues – Pôle d'Échanges ⥋ Bollezeele – Maison de Retraite         | Dunkerque – Place Vauban / Bergues – Pôle d'Échanges ⥋ Bollezeele – Maison de Retraite         | Dunkerque – Place Vauban / Bergues – Pôle d'Échanges ⥋ Bollezeele – Maison de Retraite         |
| 921   | Ouverture / Fermeture — / — | Longueur —                                                                                     | Durée 30-60 min                                                                                | Nb. d’arrêts 21                                                                                | Matériel —                                                                                     | Jours de fonctionnement L, Ma, Me, J, V, S                                                     | Jour / Soir / Nuit / Fêtes O / N / N / N                                                       | Voy. / an —                                                                                    | Exploitant —                                                                                   |
| 921   | Desserte : - Communes : Dunkerque – Bergues – Quaëdypre – Socx – Bissezeele – Zegerscappel – Bollezeele - Principaux lieux desservis : Gare de Dunkerque, Gare de Bergues |                                                                                                |                                                                                                |                                                                                                |                                                                                                |                                                                                                |                                                                                                |                                                                                                |                                                                                                |
| 921   | Autre : - Amplitude horaire et fréquence : - du lundi au samedi : de 6 h 40 à 19 h 0 avec 4 allers-retours dans la journée. - Particularités : - Certaines courses ne circulent pas durant les vacances scolaires. - Historique : Jusqu'au 31 août 2021, la ligne était numérotée 121. - Date de dernière mise à jour : 10 avril 2023. |                                                                                                |                                                                                                |                                                                                                |                                                                                                |                                                                                                |                                                                                                |                                                                                                |                                                                                                |
| 921   | Dernière actualisation : — |                                                                                                |                                                                                                |                                                                                                |                                                                                                |                                                                                                |                                                                                                |                                                                                                |                                                                                                |
| 922   | Dunkerque – Place Vauban ⥋ Drincham – Médiathèque | Dunkerque – Place Vauban ⥋ Drincham – Médiathèque                                              | Dunkerque – Place Vauban ⥋ Drincham – Médiathèque                                              | Dunkerque – Place Vauban ⥋ Drincham – Médiathèque                                              | Dunkerque – Place Vauban ⥋ Drincham – Médiathèque                                              | Dunkerque – Place Vauban ⥋ Drincham – Médiathèque                                              | Dunkerque – Place Vauban ⥋ Drincham – Médiathèque                                              | Dunkerque – Place Vauban ⥋ Drincham – Médiathèque                                              | Dunkerque – Place Vauban ⥋ Drincham – Médiathèque                                              |
| 922   | Ouverture / Fermeture — / — | Longueur —                                                                                     | Durée 40 min                                                                                   | Nb. d’arrêts 9                                                                                 | Matériel —                                                                                     | Jours de fonctionnement L, Ma, Me, J, V, S                                                     | Jour / Soir / Nuit / Fêtes O / N / N / N                                                       | Voy. / an —                                                                                    | Exploitant —                                                                                   |
| 922   | Desserte : - Communes : Dunkerque – Petite-Synthe – Brouckerque – Looberghe – Drincham - Principaux lieux desservis : Gare de Dunkerque |                                                                                                |                                                                                                |                                                                                                |                                                                                                |                                                                                                |                                                                                                |                                                                                                |                                                                                                |
| 922   | Autre : - Amplitude horaire et fréquence : - du lundi au samedi : de 6 h 35 à 19 h 0 avec 2,5 allers-retours dans la journée. - Particularités : - Certaines courses ne circulent pas durant les vacances scolaires. - Historique : Jusqu'au 31 août 2021, la ligne était numérotée 122. - Date de dernière mise à jour : 10 avril 2023. |                                                                                                |                                                                                                |                                                                                                |                                                                                                |                                                                                                |                                                                                                |                                                                                                |                                                                                                |
| 922   | Dernière actualisation : — |                                                                                                |                                                                                                |                                                                                                |                                                                                                |                                                                                                |                                                                                                |                                                                                                |                                                                                                |
| 923   | Bollezeele – Place ⥋ Saint-Omer – Place Painlevé | Bollezeele – Place ⥋ Saint-Omer – Place Painlevé                                               | Bollezeele – Place ⥋ Saint-Omer – Place Painlevé                                               | Bollezeele – Place ⥋ Saint-Omer – Place Painlevé                                               | Bollezeele – Place ⥋ Saint-Omer – Place Painlevé                                               | Bollezeele – Place ⥋ Saint-Omer – Place Painlevé                                               | Bollezeele – Place ⥋ Saint-Omer – Place Painlevé                                               | Bollezeele – Place ⥋ Saint-Omer – Place Painlevé                                               | Bollezeele – Place ⥋ Saint-Omer – Place Painlevé                                               |
| 923   | Ouverture / Fermeture — / — | Longueur —                                                                                     | Durée 55 min                                                                                   | Nb. d’arrêts 22                                                                                | Matériel —                                                                                     | Jours de fonctionnement L, Ma, Me, J, V, S                                                     | Jour / Soir / Nuit / Fêtes O / N / N / N                                                       | Voy. / an —                                                                                    | Exploitant —                                                                                   |
| 923   | Desserte : - Communes : Bollezeele – Merckeghem – Volckerinckhove – Broxeele – Lederzeele – Nieurlet – Saint-Momelin – Saint-Omer – Longuenesse - Principaux lieux desservis : Gare de Saint-Omer |                                                                                                |                                                                                                |                                                                                                |                                                                                                |                                                                                                |                                                                                                |                                                                                                |                                                                                                |
| 923   | Autre : - Amplitude horaire et fréquence : - du lundi au samedi : de 6 h 50 à 19 h 5 avec 3 allers-retours dans la journée. - Particularités : - Certaines courses ne circulent pas durant les vacances scolaires. - Historique : Jusqu'au 31 août 2021, la ligne était numérotée 123. - Date de dernière mise à jour : 10 avril 2023. |                                                                                                |                                                                                                |                                                                                                |                                                                                                |                                                                                                |                                                                                                |                                                                                                |                                                                                                |
| 923   | Dernière actualisation : — |                                                                                                |                                                                                                |                                                                                                |                                                                                                |                                                                                                |                                                                                                |                                                                                                |                                                                                                |
| 924   | Dunkerque – Place Vauban ⥋ Bergues – Centre | Dunkerque – Place Vauban ⥋ Bergues – Centre                                                    | Dunkerque – Place Vauban ⥋ Bergues – Centre                                                    | Dunkerque – Place Vauban ⥋ Bergues – Centre                                                    | Dunkerque – Place Vauban ⥋ Bergues – Centre                                                    | Dunkerque – Place Vauban ⥋ Bergues – Centre                                                    | Dunkerque – Place Vauban ⥋ Bergues – Centre                                                    | Dunkerque – Place Vauban ⥋ Bergues – Centre                                                    | Dunkerque – Place Vauban ⥋ Bergues – Centre                                                    |
| 924   | Ouverture / Fermeture — / — | Longueur —                                                                                     | Durée 45-50 min                                                                                | Nb. d’arrêts 11                                                                                | Matériel —                                                                                     | Jours de fonctionnement L, Ma, Me, J, V, S                                                     | Jour / Soir / Nuit / Fêtes O / N / N / N                                                       | Voy. / an —                                                                                    | Exploitant —                                                                                   |
| 924   | Desserte : - Communes : Dunkerque – Petite-Synthe – Steene – Bierne – Bergues - Principaux lieux desservis : Gare de Dunkerque, Gare de Bergues |                                                                                                |                                                                                                |                                                                                                |                                                                                                |                                                                                                |                                                                                                |                                                                                                |                                                                                                |
| 924   | Autre : - Amplitude horaire et fréquence : - du lundi au samedi : de 7 h 55 à 18 h 40 avec 2,5 allers-retours dans la journée. - Particularités : - Certaines courses ne circulent pas durant les vacances scolaires. - Historique : Jusqu'au 31 août 2021, la ligne était numérotée 124. - Date de dernière mise à jour : 10 avril 2023. |                                                                                                |                                                                                                |                                                                                                |                                                                                                |                                                                                                |                                                                                                |                                                                                                |                                                                                                |
| 924   | Dernière actualisation : — |                                                                                                |                                                                                                |                                                                                                |                                                                                                |                                                                                                |                                                                                                |                                                                                                |                                                                                                |
| 925   | Wormhout – Place Perception ⥋ Wormhout – Pont de Wylder | Wormhout – Place Perception ⥋ Wormhout – Pont de Wylder                                        | Wormhout – Place Perception ⥋ Wormhout – Pont de Wylder                                        | Wormhout – Place Perception ⥋ Wormhout – Pont de Wylder                                        | Wormhout – Place Perception ⥋ Wormhout – Pont de Wylder                                        | Wormhout – Place Perception ⥋ Wormhout – Pont de Wylder                                        | Wormhout – Place Perception ⥋ Wormhout – Pont de Wylder                                        | Wormhout – Place Perception ⥋ Wormhout – Pont de Wylder                                        | Wormhout – Place Perception ⥋ Wormhout – Pont de Wylder                                        |
| 925   | Ouverture / Fermeture — / — | Longueur —                                                                                     | Durée 25-30 min                                                                                | Nb. d’arrêts 11                                                                                | Matériel —                                                                                     | Jours de fonctionnement L, Ma, Me, J, V, S                                                     | Jour / Soir / Nuit / Fêtes O / N / N / N                                                       | Voy. / an —                                                                                    | Exploitant —                                                                                   |
| 925   | Desserte : - Communes : Wormhout – Herzeele – Bambecque – West-Cappel – Wylder - Principaux lieux desservis : |                                                                                                |                                                                                                |                                                                                                |                                                                                                |                                                                                                |                                                                                                |                                                                                                |                                                                                                |
| 925   | Autre : - Amplitude horaire et fréquence : - du lundi au samedi : de 6 h 25 à 19 h 35 avec 3 allers-retours dans la journée. - Particularités : - Certaines courses ne circulent pas durant les vacances scolaires. - Certaines courses ont pour origine ou destination Wormhout – LEP. - Historique : Jusqu'au 31 août 2021, la ligne était numérotée 125. - Date de dernière mise à jour : 10 avril 2023. |                                                                                                |                                                                                                |                                                                                                |                                                                                                |                                                                                                |                                                                                                |                                                                                                |                                                                                                |
| 925   | Dernière actualisation : — |                                                                                                |                                                                                                |                                                                                                |                                                                                                |                                                                                                |                                                                                                |                                                                                                |                                                                                                |
| 926   | Hazebrouck – Gare SNCF ⥋ Houtkerque – Carrefour Saint-Éloi | Hazebrouck – Gare SNCF ⥋ Houtkerque – Carrefour Saint-Éloi                                     | Hazebrouck – Gare SNCF ⥋ Houtkerque – Carrefour Saint-Éloi                                     | Hazebrouck – Gare SNCF ⥋ Houtkerque – Carrefour Saint-Éloi                                     | Hazebrouck – Gare SNCF ⥋ Houtkerque – Carrefour Saint-Éloi                                     | Hazebrouck – Gare SNCF ⥋ Houtkerque – Carrefour Saint-Éloi                                     | Hazebrouck – Gare SNCF ⥋ Houtkerque – Carrefour Saint-Éloi                                     | Hazebrouck – Gare SNCF ⥋ Houtkerque – Carrefour Saint-Éloi                                     | Hazebrouck – Gare SNCF ⥋ Houtkerque – Carrefour Saint-Éloi                                     |
| 926   | Ouverture / Fermeture — / — | Longueur —                                                                                     | Durée 50-60 min                                                                                | Nb. d’arrêts 20                                                                                | Matériel —                                                                                     | Jours de fonctionnement L, Ma, Me, J, V, S                                                     | Jour / Soir / Nuit / Fêtes O / N / N / N                                                       | Voy. / an —                                                                                    | Exploitant —                                                                                   |
| 926   | Desserte : - Communes : Hazebrouck – Saint-Sylvestre-Cappel – Steenvoorde – Winnezeele – Houtkerque - Principaux lieux desservis : Gare d'Hazebrouck |                                                                                                |                                                                                                |                                                                                                |                                                                                                |                                                                                                |                                                                                                |                                                                                                |                                                                                                |
| 926   | Autre : - Amplitude horaire et fréquence : - du lundi au samedi : de 6 h 45 à 18 h 40 avec 4 allers-retours dans la journée. - Particularités : - Certaines courses ne circulent pas durant les vacances scolaires. - Historique : Jusqu'au 31 août 2021, la ligne était numérotée 126. - Date de dernière mise à jour : 10 avril 2023. |                                                                                                |                                                                                                |                                                                                                |                                                                                                |                                                                                                |                                                                                                |                                                                                                |                                                                                                |
| 926   | Dernière actualisation : — |                                                                                                |                                                                                                |                                                                                                |                                                                                                |                                                                                                |                                                                                                |                                                                                                |                                                                                                |
| 927   | Hazebrouck – Gare SNCF ⥋ Cassel – Place | Hazebrouck – Gare SNCF ⥋ Cassel – Place                                                        | Hazebrouck – Gare SNCF ⥋ Cassel – Place                                                        | Hazebrouck – Gare SNCF ⥋ Cassel – Place                                                        | Hazebrouck – Gare SNCF ⥋ Cassel – Place                                                        | Hazebrouck – Gare SNCF ⥋ Cassel – Place                                                        | Hazebrouck – Gare SNCF ⥋ Cassel – Place                                                        | Hazebrouck – Gare SNCF ⥋ Cassel – Place                                                        | Hazebrouck – Gare SNCF ⥋ Cassel – Place                                                        |
| 927   | Ouverture / Fermeture — / — | Longueur —                                                                                     | Durée 45 min                                                                                   | Nb. d’arrêts 21                                                                                | Matériel —                                                                                     | Jours de fonctionnement L, Ma, Me, J, V, S                                                     | Jour / Soir / Nuit / Fêtes O / N / N / N                                                       | Voy. / an —                                                                                    | Exploitant —                                                                                   |
| 927   | Desserte : - Communes : Hazebrouck – Hondeghem – Sainte-Marie-Cappel – Cassel – Oxelaëre - Principaux lieux desservis : Gare d'Hazebrouck |                                                                                                |                                                                                                |                                                                                                |                                                                                                |                                                                                                |                                                                                                |                                                                                                |                                                                                                |
| 927   | Autre : - Amplitude horaire et fréquence : - du lundi au samedi : de 6 h 50 à 18 h 55 avec 4 allers-retours dans la journée. - Particularités : - Certaines courses ne circulent pas durant les vacances scolaires. - Historique : Jusqu'au 31 août 2021, la ligne était numérotée 127. - Date de dernière mise à jour : 10 avril 2023. |                                                                                                |                                                                                                |                                                                                                |                                                                                                |                                                                                                |                                                                                                |                                                                                                |                                                                                                |
| 927   | Dernière actualisation : — |                                                                                                |                                                                                                |                                                                                                |                                                                                                |                                                                                                |                                                                                                |                                                                                                |                                                                                                |
| 928   | Hazebrouck – Gare SNCF ⥋ Buysscheure – Place | Hazebrouck – Gare SNCF ⥋ Buysscheure – Place                                                   | Hazebrouck – Gare SNCF ⥋ Buysscheure – Place                                                   | Hazebrouck – Gare SNCF ⥋ Buysscheure – Place                                                   | Hazebrouck – Gare SNCF ⥋ Buysscheure – Place                                                   | Hazebrouck – Gare SNCF ⥋ Buysscheure – Place                                                   | Hazebrouck – Gare SNCF ⥋ Buysscheure – Place                                                   | Hazebrouck – Gare SNCF ⥋ Buysscheure – Place                                                   | Hazebrouck – Gare SNCF ⥋ Buysscheure – Place                                                   |
| 928   | Ouverture / Fermeture — / — | Longueur —                                                                                     | Durée 70-80 min                                                                                | Nb. d’arrêts 30                                                                                | Matériel —                                                                                     | Jours de fonctionnement L, Ma, Me, J, V, S                                                     | Jour / Soir / Nuit / Fêtes O / N / N / N                                                       | Voy. / an —                                                                                    | Exploitant —                                                                                   |
| 928   | Desserte : - Communes : Hazebrouck – Wallon-Cappel – Staple – Ebblinghem – Renescure – Bavinchove – Oxelaëre – Zuytpeene – Noordpeene – Buysscheure - Principaux lieux desservis : Gare d'Hazebrouck, Gare de Cassel |                                                                                                |                                                                                                |                                                                                                |                                                                                                |                                                                                                |                                                                                                |                                                                                                |                                                                                                |
| 928   | Autre : - Amplitude horaire et fréquence : - du lundi au samedi : de 6 h 35 à 18 h 55 avec 3 allers-retours dans la journée. - Particularités : - Certaines courses ne circulent pas durant les vacances scolaires. - Historique : Jusqu'au 31 août 2021, la ligne était numérotée 128. - Date de dernière mise à jour : 10 avril 2023. |                                                                                                |                                                                                                |                                                                                                |                                                                                                |                                                                                                |                                                                                                |                                                                                                |                                                                                                |
| 928   | Dernière actualisation : — |                                                                                                |                                                                                                |                                                                                                |                                                                                                |                                                                                                |                                                                                                |                                                                                                |                                                                                                |
| 929   | Hazebrouck – Gare SNCF ⥋ Renescure – Place du Marché | Hazebrouck – Gare SNCF ⥋ Renescure – Place du Marché                                           | Hazebrouck – Gare SNCF ⥋ Renescure – Place du Marché                                           | Hazebrouck – Gare SNCF ⥋ Renescure – Place du Marché                                           | Hazebrouck – Gare SNCF ⥋ Renescure – Place du Marché                                           | Hazebrouck – Gare SNCF ⥋ Renescure – Place du Marché                                           | Hazebrouck – Gare SNCF ⥋ Renescure – Place du Marché                                           | Hazebrouck – Gare SNCF ⥋ Renescure – Place du Marché                                           | Hazebrouck – Gare SNCF ⥋ Renescure – Place du Marché                                           |
| 929   | Ouverture / Fermeture — / — | Longueur —                                                                                     | Durée 55-60 min                                                                                | Nb. d’arrêts 26                                                                                | Matériel —                                                                                     | Jours de fonctionnement L, Ma, Me, J, V, S                                                     | Jour / Soir / Nuit / Fêtes O / N / N / N                                                       | Voy. / an —                                                                                    | Exploitant —                                                                                   |
| 929   | Desserte : - Communes : Hazebrouck – Wallon-Cappel – Morbecque – Sercus – Lynde – Blaringhem – Renescure - Principaux lieux desservis : Gare d'Hazebrouck |                                                                                                |                                                                                                |                                                                                                |                                                                                                |                                                                                                |                                                                                                |                                                                                                |                                                                                                |
| 929   | Autre : - Amplitude horaire et fréquence : - du lundi au samedi : de 6 h 50 à 18 h 45 avec 2,5 allers-retours dans la journée. - Particularités : - Certaines courses ne circulent pas durant les vacances scolaires. - Historique : Jusqu'au 31 août 2021, la ligne était numérotée 129. - Date de dernière mise à jour : 10 avril 2023. |                                                                                                |                                                                                                |                                                                                                |                                                                                                |                                                                                                |                                                                                                |                                                                                                |                                                                                                |
| 929   | Dernière actualisation : — |                                                                                                |                                                                                                |                                                                                                |                                                                                                |                                                                                                |                                                                                                |                                                                                                |                                                                                                |
| 930   | Hazebrouck – Gare SNCF ⥋ Bailleul – Gare | Hazebrouck – Gare SNCF ⥋ Bailleul – Gare                                                       | Hazebrouck – Gare SNCF ⥋ Bailleul – Gare                                                       | Hazebrouck – Gare SNCF ⥋ Bailleul – Gare                                                       | Hazebrouck – Gare SNCF ⥋ Bailleul – Gare                                                       | Hazebrouck – Gare SNCF ⥋ Bailleul – Gare                                                       | Hazebrouck – Gare SNCF ⥋ Bailleul – Gare                                                       | Hazebrouck – Gare SNCF ⥋ Bailleul – Gare                                                       | Hazebrouck – Gare SNCF ⥋ Bailleul – Gare                                                       |
| 930   | Ouverture / Fermeture — / — | Longueur —                                                                                     | Durée 45-60 min                                                                                | Nb. d’arrêts 21                                                                                | Matériel —                                                                                     | Jours de fonctionnement L, Ma, Me, J, V, S                                                     | Jour / Soir / Nuit / Fêtes O / N / N / N                                                       | Voy. / an —                                                                                    | Exploitant —                                                                                   |
| 930   | Desserte : - Communes : Hazebrouck – Borre – Pradelles – Strazeele – Vieux-Berquin – Merris – Bailleul - Principaux lieux desservis : Gare d'Hazebrouck, Gare de Strazeele, Gare de Bailleul |                                                                                                |                                                                                                |                                                                                                |                                                                                                |                                                                                                |                                                                                                |                                                                                                |                                                                                                |
| 930   | Autre : - Amplitude horaire et fréquence : - du lundi au samedi : de 6 h 45 à 18 h 50 avec 4,5 allers-retours dans la journée. - Particularités : - Certaines courses ne circulent pas durant les vacances scolaires. - Certaines courses desservent Hazebrouck – Lycée des Flandres. - Historique : Jusqu'au 31 août 2021, la ligne était numérotée 130. - Date de dernière mise à jour : 10 avril 2023. |                                                                                                |                                                                                                |                                                                                                |                                                                                                |                                                                                                |                                                                                                |                                                                                                |                                                                                                |
| 930   | Dernière actualisation : — |                                                                                                |                                                                                                |                                                                                                |                                                                                                |                                                                                                |                                                                                                |                                                                                                |                                                                                                |
| 931   | (Circulaire) Bailleul – Gare ⥋ via Le Doulieu, Neuf-Berquin, Merville, La Gorgue, Estaires | (Circulaire) Bailleul – Gare ⥋ via Le Doulieu, Neuf-Berquin, Merville, La Gorgue, Estaires     | (Circulaire) Bailleul – Gare ⥋ via Le Doulieu, Neuf-Berquin, Merville, La Gorgue, Estaires     | (Circulaire) Bailleul – Gare ⥋ via Le Doulieu, Neuf-Berquin, Merville, La Gorgue, Estaires     | (Circulaire) Bailleul – Gare ⥋ via Le Doulieu, Neuf-Berquin, Merville, La Gorgue, Estaires     | (Circulaire) Bailleul – Gare ⥋ via Le Doulieu, Neuf-Berquin, Merville, La Gorgue, Estaires     | (Circulaire) Bailleul – Gare ⥋ via Le Doulieu, Neuf-Berquin, Merville, La Gorgue, Estaires     | (Circulaire) Bailleul – Gare ⥋ via Le Doulieu, Neuf-Berquin, Merville, La Gorgue, Estaires     | (Circulaire) Bailleul – Gare ⥋ via Le Doulieu, Neuf-Berquin, Merville, La Gorgue, Estaires     |
| 931   | Ouverture / Fermeture — / — | Longueur —                                                                                     | Durée 80 min                                                                                   | Nb. d’arrêts 31                                                                                | Matériel —                                                                                     | Jours de fonctionnement L, Ma, Me, J, V, S                                                     | Jour / Soir / Nuit / Fêtes O / N / N / N                                                       | Voy. / an —                                                                                    | Exploitant —                                                                                   |
| 931   | Desserte : - Communes : Bailleul – Le Doulieu – Neuf-Berquin – Merville – La Gorgue – Estaires - Principaux lieux desservis : Gare de Bailleul |                                                                                                |                                                                                                |                                                                                                |                                                                                                |                                                                                                |                                                                                                |                                                                                                |                                                                                                |
| 931   | Autre : - Amplitude horaire et fréquence : - du lundi au samedi : de 6 h 45 à 18 h 50 avec 4,5 allers-retours dans la journée. - Particularités : - La ligne 931 est une ligne circulaire à sens unique. - Certaines courses ne circulent pas durant les vacances scolaires. - Certaines courses desservent Bailleul – Collège Maxime Deyts. - Historique : Jusqu'au 31 août 2021, la ligne était numérotée 131. - Date de dernière mise à jour : 10 avril 2023. |                                                                                                |                                                                                                |                                                                                                |                                                                                                |                                                                                                |                                                                                                |                                                                                                |                                                                                                |
| 931   | Dernière actualisation : — |                                                                                                |                                                                                                |                                                                                                |                                                                                                |                                                                                                |                                                                                                |                                                                                                |                                                                                                |

#### Lignes scolaires
Les services desservant les établissements scolaires sont identifiables par la lettre "S" accolée au numéro de ligne. Ainsi un service scolaire de la ligne 901 sera numéroté 901S.

### Arc-en-Ciel 2

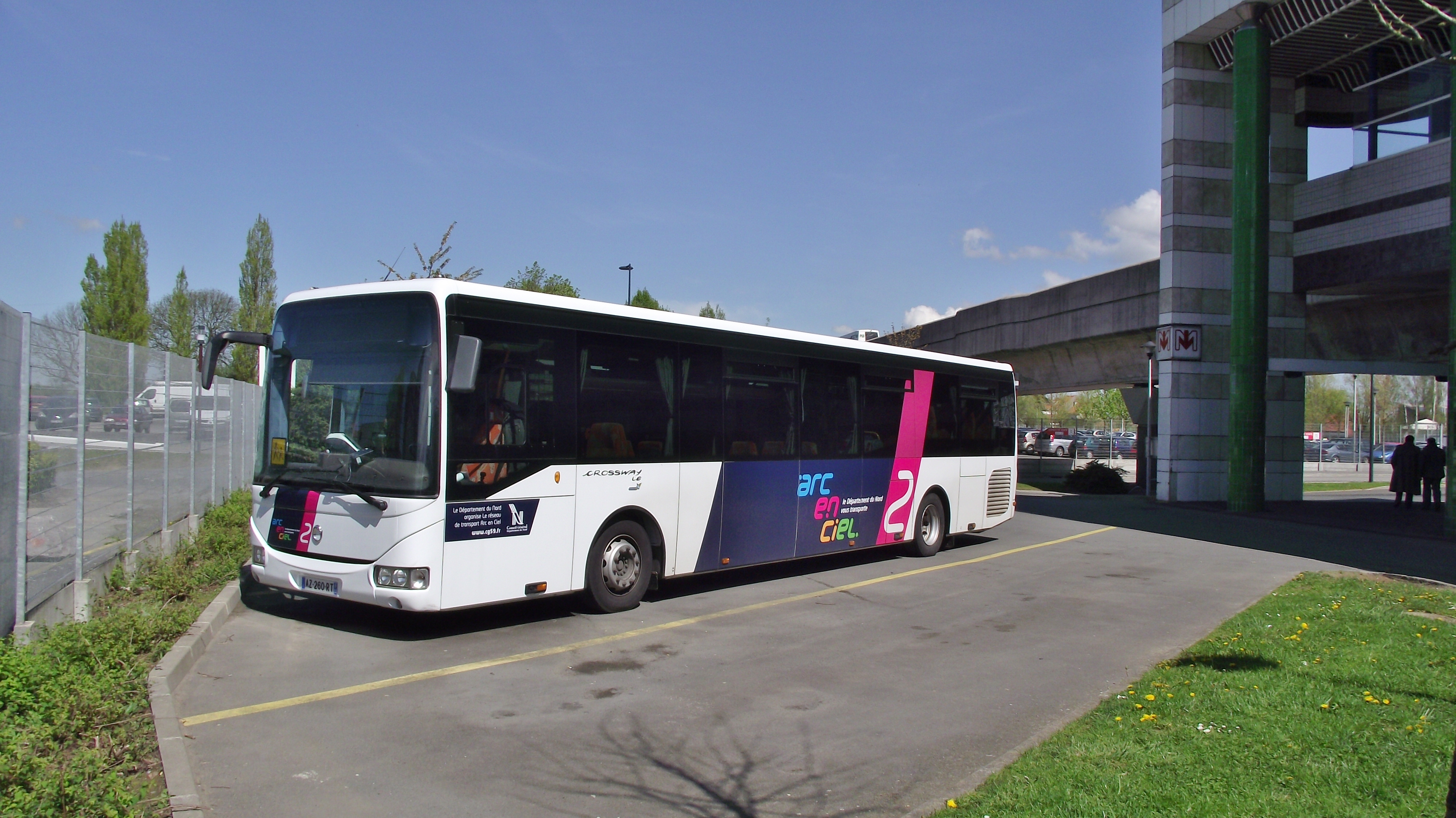
Un autocar Arc-en-Ciel 2 près de la station de métro Saint-Philibert

#### Lignes régulières
| Ligne | Caractéristiques | Caractéristiques                                                                                              | Caractéristiques                                                                                              | Caractéristiques                                                                                              | Caractéristiques                                                                                              | Caractéristiques                                                                                              | Caractéristiques                                                                                              | Caractéristiques                                                                                              | Caractéristiques                                                                                              |
| 851   | Villeneuve-d'Ascq – Les Prés – Edgard Pisani / Orchies – Gare SNCF ⥋ Somain – Gare / Aniche – Delforge | Villeneuve-d'Ascq – Les Prés – Edgard Pisani / Orchies – Gare SNCF ⥋ Somain – Gare / Aniche – Delforge        | Villeneuve-d'Ascq – Les Prés – Edgard Pisani / Orchies – Gare SNCF ⥋ Somain – Gare / Aniche – Delforge        | Villeneuve-d'Ascq – Les Prés – Edgard Pisani / Orchies – Gare SNCF ⥋ Somain – Gare / Aniche – Delforge        | Villeneuve-d'Ascq – Les Prés – Edgard Pisani / Orchies – Gare SNCF ⥋ Somain – Gare / Aniche – Delforge        | Villeneuve-d'Ascq – Les Prés – Edgard Pisani / Orchies – Gare SNCF ⥋ Somain – Gare / Aniche – Delforge        | Villeneuve-d'Ascq – Les Prés – Edgard Pisani / Orchies – Gare SNCF ⥋ Somain – Gare / Aniche – Delforge        | Villeneuve-d'Ascq – Les Prés – Edgard Pisani / Orchies – Gare SNCF ⥋ Somain – Gare / Aniche – Delforge        | Villeneuve-d'Ascq – Les Prés – Edgard Pisani / Orchies – Gare SNCF ⥋ Somain – Gare / Aniche – Delforge        |
| ----- | --- | --- | --- | --- | --- | --- | --- | --- | --- |
| 851   | Ouverture / Fermeture — / — | Longueur — | Durée 35-80 min                                                                                               | Nb. d’arrêts 32                                                                                               | Matériel — | Jours de fonctionnement L, Ma, Me, J, V, S, D                                                                 | Jour / Soir / Nuit / Fêtes O / N / N / O                                                                      | Voy. / an —                                                                                                   | Exploitant —                                                                                                  |
| 851   | Desserte : - Communes : Villeneuve-d'Ascq – Orchies – Beuvry-la-Forêt – Marchiennes – Bouvignies – Rieulay – Somain – Aniche - Principaux lieux desservis : Les Prés – Edgard Pisani, Quatre Cantons – Stade Pierre Mauroy, Gare d'Orchies, Gare de Somain | | | | | | | | |
| 851   | Autre : - Amplitude horaire et fréquence : - du lundi au samedi : de 6 h 10 à 20 h 5 avec un passage toutes les heures en moyenne. - dimanches et jours fériés : de 12 h 50 à 19 h 55 avec 2 allers-retours. - Particularités : - Certaines courses ne circulent pas durant les vacances scolaires. - La desserte de Rieulay n'est effectuée qu'une fois par jour et par sens en période scolaire. - Historique : Jusqu'au 31 août 2021, la ligne était numérotée 201. - Date de dernière mise à jour : 13 avril 2023.                                                                                              | | | | | | | | |
| 851   | Dernière actualisation : — | | | | | | | | |
| 852   | Lille – Porte de Douai ⥋ Libercourt – Gare | Lille – Porte de Douai ⥋ Libercourt – Gare                                                                    | Lille – Porte de Douai ⥋ Libercourt – Gare                                                                    | Lille – Porte de Douai ⥋ Libercourt – Gare                                                                    | Lille – Porte de Douai ⥋ Libercourt – Gare                                                                    | Lille – Porte de Douai ⥋ Libercourt – Gare                                                                    | Lille – Porte de Douai ⥋ Libercourt – Gare                                                                    | Lille – Porte de Douai ⥋ Libercourt – Gare                                                                    | Lille – Porte de Douai ⥋ Libercourt – Gare                                                                    |
| 852   | Ouverture / Fermeture — / — | Longueur — | Durée 85 min                                                                                                  | Nb. d’arrêts 47                                                                                               | Matériel — | Jours de fonctionnement L, Ma, Me, J, V, S                                                                    | Jour / Soir / Nuit / Fêtes O / N / N / N                                                                      | Voy. / an —                                                                                                   | Exploitant —                                                                                                  |
| 852   | Desserte : - Communes : Lille – Faches-Thumesnil – Wattignies – Templemars – Seclin – Attiches – Tourmignies –La Neuville – Thumeries – Wahagnies – Ostricourt – Oignies – Libercourt - Principaux lieux desservis : Porte de Douai - Jardin des Plantes, Porte d'Arras, Gare de Wattignies - Templemars, Gare de Seclin, Gare de Libercourt | | | | | | | | |
| 852   | Autre : - Amplitude horaire et fréquence : - du lundi au samedi : de 5 h 50 à 19 h 45 avec 9 allers-retours dans la journée. - Particularités : - Certaines courses ne circulent pas durant les vacances scolaires. - Certaines courses desservent Wahagnies – Les Mésanges et Thumeries – Pasteur. - Historique : Jusqu'au 31 août 2021, la ligne était numérotée 202. - Date de dernière mise à jour : 13 avril 2023. | | | | | | | | |
| 852   | Dernière actualisation : — | | | | | | | | |
| 853   | Douai – Lycée Edmond Labbé ⥋ Libercourt – Gare | Douai – Lycée Edmond Labbé ⥋ Libercourt – Gare                                                                | Douai – Lycée Edmond Labbé ⥋ Libercourt – Gare                                                                | Douai – Lycée Edmond Labbé ⥋ Libercourt – Gare                                                                | Douai – Lycée Edmond Labbé ⥋ Libercourt – Gare                                                                | Douai – Lycée Edmond Labbé ⥋ Libercourt – Gare                                                                | Douai – Lycée Edmond Labbé ⥋ Libercourt – Gare                                                                | Douai – Lycée Edmond Labbé ⥋ Libercourt – Gare                                                                | Douai – Lycée Edmond Labbé ⥋ Libercourt – Gare                                                                |
| 853   | Ouverture / Fermeture — / — | Longueur — | Durée 50-60 min                                                                                               | Nb. d’arrêts 38                                                                                               | Matériel — | Jours de fonctionnement L, Ma, Me, J, V, S                                                                    | Jour / Soir / Nuit / Fêtes O / N / N / N                                                                      | Voy. / an —                                                                                                   | Exploitant —                                                                                                  |
| 853   | Desserte : - Communes : Douai – Flers-en-Escrebieux – Auby – Leforest – Moncheaux – Thumeries – Ostricourt – Oignies – Libercourt - Principaux lieux desservis : Gare de Pont-de-la-Deûle, Gare de Leforest, Gare de Libercourt | | | | | | | | |
| 853   | Autre : - Amplitude horaire et fréquence : - du lundi au samedi : de 6 h 45 à 19 h 10 avec 5 allers-retours dans la journée. - Particularités : - Certaines courses ne circulent pas durant les vacances scolaires. - Historique : Jusqu'au 31 août 2021, la ligne était numérotée 203. - Date de dernière mise à jour : 13 avril 2023. | | | | | | | | |
| 853   | Dernière actualisation : — | | | | | | | | |
| 854   | Villeneuve-d'Ascq – Quatre Cantons – Stade Pierre Mauroy ⥋ Louvil – Place / Cysoing – Place / Mouchin – Place | Villeneuve-d'Ascq – Quatre Cantons – Stade Pierre Mauroy ⥋ Louvil – Place / Cysoing – Place / Mouchin – Place | Villeneuve-d'Ascq – Quatre Cantons – Stade Pierre Mauroy ⥋ Louvil – Place / Cysoing – Place / Mouchin – Place | Villeneuve-d'Ascq – Quatre Cantons – Stade Pierre Mauroy ⥋ Louvil – Place / Cysoing – Place / Mouchin – Place | Villeneuve-d'Ascq – Quatre Cantons – Stade Pierre Mauroy ⥋ Louvil – Place / Cysoing – Place / Mouchin – Place | Villeneuve-d'Ascq – Quatre Cantons – Stade Pierre Mauroy ⥋ Louvil – Place / Cysoing – Place / Mouchin – Place | Villeneuve-d'Ascq – Quatre Cantons – Stade Pierre Mauroy ⥋ Louvil – Place / Cysoing – Place / Mouchin – Place | Villeneuve-d'Ascq – Quatre Cantons – Stade Pierre Mauroy ⥋ Louvil – Place / Cysoing – Place / Mouchin – Place | Villeneuve-d'Ascq – Quatre Cantons – Stade Pierre Mauroy ⥋ Louvil – Place / Cysoing – Place / Mouchin – Place |
| 854   | Ouverture / Fermeture — / — | Longueur — | Durée 20-40 min                                                                                               | Nb. d’arrêts 28                                                                                               | Matériel — | Jours de fonctionnement L, Ma, Me, J, V, S, D                                                                 | Jour / Soir / Nuit / Fêtes O / N / N / O                                                                      | Voy. / an —                                                                                                   | Exploitant Keolis Nord                                                                                        |
| 854   | Desserte : - Communes : Villeneuve-d'Ascq – Sainghin-en-Mélantois – Bouvines – Cysoing – Louvil – Bourghelles – Bachy – Mouchin - Principaux lieux desservis : Quatre Cantons – Stade Pierre Mauroy | | | | | | | | |
| 854   | Autre : - Amplitude horaire et fréquence : - du lundi au samedi : de 6 h 0 à 19 h 50 avec un passage toutes les 1 à 2 heures. - dimanches et jours fériés : de 13 h 10 à 18 h 20 avec un aller-retour. - Particularités : - Certaines courses ne circulent pas durant les vacances scolaires. - Historique : Jusqu'au 31 août 2021, la ligne était numérotée 204. - Date de dernière mise à jour : 13 avril 2023. | | | | | | | | |
| 854   | Dernière actualisation : — | | | | | | | | |
| 855   | Villeneuve-d'Ascq – Quatre Cantons – Stade Pierre Mauroy ⥋ Pont-à-Marcq – Collège Dolto | Villeneuve-d'Ascq – Quatre Cantons – Stade Pierre Mauroy ⥋ Pont-à-Marcq – Collège Dolto                       | Villeneuve-d'Ascq – Quatre Cantons – Stade Pierre Mauroy ⥋ Pont-à-Marcq – Collège Dolto                       | Villeneuve-d'Ascq – Quatre Cantons – Stade Pierre Mauroy ⥋ Pont-à-Marcq – Collège Dolto                       | Villeneuve-d'Ascq – Quatre Cantons – Stade Pierre Mauroy ⥋ Pont-à-Marcq – Collège Dolto                       | Villeneuve-d'Ascq – Quatre Cantons – Stade Pierre Mauroy ⥋ Pont-à-Marcq – Collège Dolto                       | Villeneuve-d'Ascq – Quatre Cantons – Stade Pierre Mauroy ⥋ Pont-à-Marcq – Collège Dolto                       | Villeneuve-d'Ascq – Quatre Cantons – Stade Pierre Mauroy ⥋ Pont-à-Marcq – Collège Dolto                       | Villeneuve-d'Ascq – Quatre Cantons – Stade Pierre Mauroy ⥋ Pont-à-Marcq – Collège Dolto                       |
| 855   | Ouverture / Fermeture — / — | Longueur — | Durée 35 min                                                                                                  | Nb. d’arrêts 19                                                                                               | Matériel — | Jours de fonctionnement L, Ma, Me, J, V, S                                                                    | Jour / Soir / Nuit / Fêtes O / N / N / N                                                                      | Voy. / an —                                                                                                   | Exploitant Mariot Gamelin                                                                                     |
| 855   | Desserte : - Communes : Villeneuve-d'Ascq – Lesquin – Fretin – Avelin – Pont-à-Marcq - Principaux lieux desservis : Quatre Cantons – Stade Pierre Mauroy, Gare de Lesquin, Aéroport de Lille-Lesquin | | | | | | | | |
| 855   | Autre : - Amplitude horaire et fréquence : - du lundi au samedi : de 6 h 10 à 19 h 25 avec 5 à 7 allers-retours dans la journée. - Particularités : - Certaines courses ne circulent pas le samedi ou durant les vacances scolaires. - La desserte de Avelin – Hameau d'Ennetières n'est effectuée qu'une à deux fois par jour et par sens, uniquement en période scolaire. - Historique : Jusqu'au 31 août 2021, la ligne était numérotée 205. - Date de dernière mise à jour : 13 avril 2023. | | | | | | | | |
| 855   | Dernière actualisation : — | | | | | | | | |
| 856   | Lille – Porte de Douai ⥋ Douai – Place De Gaulle | Lille – Porte de Douai ⥋ Douai – Place De Gaulle                                                              | Lille – Porte de Douai ⥋ Douai – Place De Gaulle                                                              | Lille – Porte de Douai ⥋ Douai – Place De Gaulle                                                              | Lille – Porte de Douai ⥋ Douai – Place De Gaulle                                                              | Lille – Porte de Douai ⥋ Douai – Place De Gaulle                                                              | Lille – Porte de Douai ⥋ Douai – Place De Gaulle                                                              | Lille – Porte de Douai ⥋ Douai – Place De Gaulle                                                              | Lille – Porte de Douai ⥋ Douai – Place De Gaulle                                                              |
| 856   | Ouverture / Fermeture — / — | Longueur — | Durée 90 min                                                                                                  | Nb. d’arrêts 58                                                                                               | Matériel — | Jours de fonctionnement L, Ma, Me, J, V, S                                                                    | Jour / Soir / Nuit / Fêtes O / N / N / N                                                                      | Voy. / an —                                                                                                   | Exploitant Mariot Gamelin Lolli                                                                               |
| 856   | Desserte : - Communes : Lille – Faches-Thumesnil – Wattignies – Templemars – Seclin – Avelin – Ennevelin – Pont-à-Marcq – Mérignies – Mons-en-Pévèle – Bersée – Faumont – Râches – Waziers – Douai - Principaux lieux desservis : Porte de Douai - Jardin des Plantes, Porte d'Arras, Gare de Wattignies - Templemars, Gare de Douai | | | | | | | | |
| 856   | Autre : - Amplitude horaire et fréquence : - du lundi au samedi : de 6 h 5 à 19 h 50 avec un passage toutes les 60 à 90 minutes. - Particularités : - Certaines courses ne circulent pas durant les vacances scolaires. - Historique : Jusqu'au 31 août 2021, la ligne était numérotée 206. - Date de dernière mise à jour : 13 avril 2023. | | | | | | | | |
| 856   | Dernière actualisation : — | | | | | | | | |
| 857   | Douai – Place De Gaulle ⥋ Orchies – Gare SNCF | Douai – Place De Gaulle ⥋ Orchies – Gare SNCF                                                                 | Douai – Place De Gaulle ⥋ Orchies – Gare SNCF                                                                 | Douai – Place De Gaulle ⥋ Orchies – Gare SNCF                                                                 | Douai – Place De Gaulle ⥋ Orchies – Gare SNCF                                                                 | Douai – Place De Gaulle ⥋ Orchies – Gare SNCF                                                                 | Douai – Place De Gaulle ⥋ Orchies – Gare SNCF                                                                 | Douai – Place De Gaulle ⥋ Orchies – Gare SNCF                                                                 | Douai – Place De Gaulle ⥋ Orchies – Gare SNCF                                                                 |
| 857   | Ouverture / Fermeture — / — | Longueur — | Durée 45 min                                                                                                  | Nb. d’arrêts 38                                                                                               | Matériel — | Jours de fonctionnement L, Ma, Me, J, V, S                                                                    | Jour / Soir / Nuit / Fêtes O / N / N / N                                                                      | Voy. / an —                                                                                                   | Exploitant Lapage                                                                                             |
| 857   | Desserte : - Communes : Douai – Waziers – Roost-Warendin – Râches – Flines-lez-Raches – Coutiches – Bouvignies – Marchiennes – Beuvry-la-Forêt – Orchies - Principaux lieux desservis : Gare de Douai, Gare d'Orchies | | | | | | | | |
| 857   | Autre : - Amplitude horaire et fréquence : - du lundi au samedi : de 5 h 15 à 20 h 15 avec un passage toutes les heures en moyenne. - Particularités : - Certaines courses ne circulent pas durant les vacances scolaires. - Historique : Jusqu'au 31 août 2021, la ligne était numérotée 207. - Date de dernière mise à jour : 13 avril 2023. | | | | | | | | |
| 857   | Dernière actualisation : — | | | | | | | | |
| 858   | Lille – Porte de Douai ⥋ Annœullin – Gare / Bauvin – Stade / Billy-Berclau – École Maternelle | Lille – Porte de Douai ⥋ Annœullin – Gare / Bauvin – Stade / Billy-Berclau – École Maternelle                 | Lille – Porte de Douai ⥋ Annœullin – Gare / Bauvin – Stade / Billy-Berclau – École Maternelle                 | Lille – Porte de Douai ⥋ Annœullin – Gare / Bauvin – Stade / Billy-Berclau – École Maternelle                 | Lille – Porte de Douai ⥋ Annœullin – Gare / Bauvin – Stade / Billy-Berclau – École Maternelle                 | Lille – Porte de Douai ⥋ Annœullin – Gare / Bauvin – Stade / Billy-Berclau – École Maternelle                 | Lille – Porte de Douai ⥋ Annœullin – Gare / Bauvin – Stade / Billy-Berclau – École Maternelle                 | Lille – Porte de Douai ⥋ Annœullin – Gare / Bauvin – Stade / Billy-Berclau – École Maternelle                 | Lille – Porte de Douai ⥋ Annœullin – Gare / Bauvin – Stade / Billy-Berclau – École Maternelle                 |
| 858   | Ouverture / Fermeture — / — | Longueur — | Durée 45-70 min                                                                                               | Nb. d’arrêts 39                                                                                               | Matériel — | Jours de fonctionnement L, Ma, Me, J, V, S, D                                                                 | Jour / Soir / Nuit / Fêtes O / N / N / O                                                                      | Voy. / an —                                                                                                   | Exploitant Keolis Nord                                                                                        |
| 858   | Desserte : - Communes : Lille – Faches-Thumesnil – Wattignies – Templemars – Seclin – Gondecourt – Herrin – Allennes-les-Marais – Annœullin – Provin – Bauvin – Billy-Berclau - Principaux lieux desservis : Porte de Douai - Jardin des Plantes, Porte d'Arras, Gare de Wattignies - Templemars, Gare de Bauvin - Provin | | | | | | | | |
| 858   | Autre : - Amplitude horaire et fréquence : - du lundi au samedi : de 5 h 50 à 20 h 20 avec un passage toutes les heures en moyenne. - dimanches et jours fériés : de 8 h 55 à 20 h 15 avec un 5 allers-retours dans la journée. - Particularités : - Certaines courses ne circulent pas durant les vacances scolaires. - Les dimanches et jours fériés, entre Lille et Annœullin, la ligne reprend l'itinéraire des lignes 879 et 882. Le terminus de la ligne devient Lille – CHU – Eurasanté. - Historique : Jusqu'au 31 août 2021, la ligne était numérotée 209. - Date de dernière mise à jour : 13 avril 2023. | | | | | | | | |
| 858   | Dernière actualisation : — | | | | | | | | |
| 870   | Villeneuve-d'Ascq – Quatre Cantons – Stade Pierre Mauroy ⥋ Genech – Lycée Perriand / Cobrieux – Grand Place | Villeneuve-d'Ascq – Quatre Cantons – Stade Pierre Mauroy ⥋ Genech – Lycée Perriand / Cobrieux – Grand Place   | Villeneuve-d'Ascq – Quatre Cantons – Stade Pierre Mauroy ⥋ Genech – Lycée Perriand / Cobrieux – Grand Place   | Villeneuve-d'Ascq – Quatre Cantons – Stade Pierre Mauroy ⥋ Genech – Lycée Perriand / Cobrieux – Grand Place   | Villeneuve-d'Ascq – Quatre Cantons – Stade Pierre Mauroy ⥋ Genech – Lycée Perriand / Cobrieux – Grand Place   | Villeneuve-d'Ascq – Quatre Cantons – Stade Pierre Mauroy ⥋ Genech – Lycée Perriand / Cobrieux – Grand Place   | Villeneuve-d'Ascq – Quatre Cantons – Stade Pierre Mauroy ⥋ Genech – Lycée Perriand / Cobrieux – Grand Place   | Villeneuve-d'Ascq – Quatre Cantons – Stade Pierre Mauroy ⥋ Genech – Lycée Perriand / Cobrieux – Grand Place   | Villeneuve-d'Ascq – Quatre Cantons – Stade Pierre Mauroy ⥋ Genech – Lycée Perriand / Cobrieux – Grand Place   |
| 870   | Ouverture / Fermeture — / — | Longueur — | Durée 40 min                                                                                                  | Nb. d’arrêts 22                                                                                               | Matériel — | Jours de fonctionnement L, Ma, Me, J, V, S                                                                    | Jour / Soir / Nuit / Fêtes O / N / N / N                                                                      | Voy. / an —                                                                                                   | Exploitant —                                                                                                  |
| 870   | Desserte : - Communes : Villeneuve-d'Ascq – Sainghin-en-Mélantois – Péronne-en-Mélantois – Fretin – Ennevelin – Templeuve-en-Pévèle – Genech – Cobrieux - Principaux lieux desservis : Quatre Cantons – Stade Pierre Mauroy, Gare de Fretin, Gare de Templeuve | | | | | | | | |
| 870   | Autre : - Amplitude horaire et fréquence : - du lundi au samedi : de 6 h 30 à 19 h 40 avec 8,5 allers-retours dans la journée. - Particularités : - Certaines courses ne circulent pas durant les vacances scolaires. - Historique : Jusqu'au 31 août 2021, la ligne était numérotée 220. - Date de dernière mise à jour : 13 avril 2023. | | | | | | | | |
| 870   | Dernière actualisation : — | | | | | | | | |
| 871   | Lille – Porte d'Arras ⥋ Orchies – Gare SNCF | Lille – Porte d'Arras ⥋ Orchies – Gare SNCF                                                                   | Lille – Porte d'Arras ⥋ Orchies – Gare SNCF                                                                   | Lille – Porte d'Arras ⥋ Orchies – Gare SNCF                                                                   | Lille – Porte d'Arras ⥋ Orchies – Gare SNCF                                                                   | Lille – Porte d'Arras ⥋ Orchies – Gare SNCF                                                                   | Lille – Porte d'Arras ⥋ Orchies – Gare SNCF                                                                   | Lille – Porte d'Arras ⥋ Orchies – Gare SNCF                                                                   | Lille – Porte d'Arras ⥋ Orchies – Gare SNCF                                                                   |
| 871   | Ouverture / Fermeture — / — | Longueur — | Durée 60-65 min                                                                                               | Nb. d’arrêts 37                                                                                               | Matériel — | Jours de fonctionnement L, Ma, Me, J, V, S                                                                    | Jour / Soir / Nuit / Fêtes O / N / N / N                                                                      | Voy. / an —                                                                                                   | Exploitant —                                                                                                  |
| 871   | Desserte : - Communes : Lille – Faches-Thumesnil – Ronchin – Lesquin – Fretin – Avelin – Ennevelin – Templeuve-en-Pévèle – Cappelle-en-Pévèle – Nomain – Auchy-lez-Orchies – Orchies - Principaux lieux desservis : Porte d'Arras, Porte de Douai - Jardin des Plantes, Gare de Ronchin, Aéroport de Lille-Lesquin, Gare de Templeuve, Gare d'Orchies | | | | | | | | |
| 871   | Autre : - Amplitude horaire et fréquence : - du lundi au samedi : de 6 h 0 à 20 h 30 avec 6 allers-retours dans la journée. - Particularités : - Certaines courses ne circulent pas durant les vacances scolaires. - Historique : Jusqu'au 31 août 2021, la ligne était numérotée 221. - Date de dernière mise à jour : 13 avril 2023. | | | | | | | | |
| 871   | Dernière actualisation : — | | | | | | | | |
| 872   | Saint-Amand-les-Eaux – Lycée Couteaux ⥋ Mouchin – Pharmacie | Saint-Amand-les-Eaux – Lycée Couteaux ⥋ Mouchin – Pharmacie                                                   | Saint-Amand-les-Eaux – Lycée Couteaux ⥋ Mouchin – Pharmacie                                                   | Saint-Amand-les-Eaux – Lycée Couteaux ⥋ Mouchin – Pharmacie                                                   | Saint-Amand-les-Eaux – Lycée Couteaux ⥋ Mouchin – Pharmacie                                                   | Saint-Amand-les-Eaux – Lycée Couteaux ⥋ Mouchin – Pharmacie                                                   | Saint-Amand-les-Eaux – Lycée Couteaux ⥋ Mouchin – Pharmacie                                                   | Saint-Amand-les-Eaux – Lycée Couteaux ⥋ Mouchin – Pharmacie                                                   | Saint-Amand-les-Eaux – Lycée Couteaux ⥋ Mouchin – Pharmacie                                                   |
| 872   | Ouverture / Fermeture — / — | Longueur — | Durée 50-60 min                                                                                               | Nb. d’arrêts 31                                                                                               | Matériel — | Jours de fonctionnement L, Ma, Me, J, V, S                                                                    | Jour / Soir / Nuit / Fêtes O / N / N / N                                                                      | Voy. / an —                                                                                                   | Exploitant —                                                                                                  |
| 872   | Desserte : - Communes : Saint-Amand-les-Eaux – Rosult – Saméon – Rumegies – Aix-en-Pévèle – Mouchin - Principaux lieux desservis : Gare de Saint-Amand-les-Eaux, Gare de Rosult | | | | | | | | |
| 872   | Autre : - Amplitude horaire et fréquence : - du lundi au samedi : de 6 h 45 à 18 h 35 avec 2 à 4 allers-retours dans la journée. - Particularités : - Certaines courses ne circulent pas durant les vacances scolaires. - Historique : Jusqu'au 31 août 2021, la ligne était numérotée 222. - Date de dernière mise à jour : 13 avril 2023. | | | | | | | | |
| 872   | Dernière actualisation : — | | | | | | | | |
| 874   | Saint-Amand-les-Eaux – Lycée Couteaux ⥋ Orchies – Gare SNCF | Saint-Amand-les-Eaux – Lycée Couteaux ⥋ Orchies – Gare SNCF                                                   | Saint-Amand-les-Eaux – Lycée Couteaux ⥋ Orchies – Gare SNCF                                                   | Saint-Amand-les-Eaux – Lycée Couteaux ⥋ Orchies – Gare SNCF                                                   | Saint-Amand-les-Eaux – Lycée Couteaux ⥋ Orchies – Gare SNCF                                                   | Saint-Amand-les-Eaux – Lycée Couteaux ⥋ Orchies – Gare SNCF                                                   | Saint-Amand-les-Eaux – Lycée Couteaux ⥋ Orchies – Gare SNCF                                                   | Saint-Amand-les-Eaux – Lycée Couteaux ⥋ Orchies – Gare SNCF                                                   | Saint-Amand-les-Eaux – Lycée Couteaux ⥋ Orchies – Gare SNCF                                                   |
| 874   | Ouverture / Fermeture — / — | Longueur — | Durée 40-45 min                                                                                               | Nb. d’arrêts 24                                                                                               | Matériel — | Jours de fonctionnement L, Ma, Me, J, V, S                                                                    | Jour / Soir / Nuit / Fêtes O / N / N / N                                                                      | Voy. / an —                                                                                                   | Exploitant —                                                                                                  |
| 874   | Desserte : - Communes : Saint-Amand-les-Eaux – Rosult – Sars-et-Rosières – Bousignies – Brillon – Beuvry-la-Forêt – Orchies - Principaux lieux desservis : Gare de Saint-Amand-les-Eaux, Gare d'Orchies | | | | | | | | |
| 874   | Autre : - Amplitude horaire et fréquence : - du lundi au samedi : de 7 h 15 à 18 h 0 avec 4 allers-retours dans la journée. - Particularités : - Certaines courses ne circulent pas durant les vacances scolaires. - Historique : Jusqu'au 31 août 2021, la ligne était numérotée 224. - Date de dernière mise à jour : 13 avril 2023. | | | | | | | | |
| 874   | Dernière actualisation : — | | | | | | | | |
| 875   | Orchies – Centre (Place De Lattre) ⥋ Mouchin – Place | Orchies – Centre (Place De Lattre) ⥋ Mouchin – Place                                                          | Orchies – Centre (Place De Lattre) ⥋ Mouchin – Place                                                          | Orchies – Centre (Place De Lattre) ⥋ Mouchin – Place                                                          | Orchies – Centre (Place De Lattre) ⥋ Mouchin – Place                                                          | Orchies – Centre (Place De Lattre) ⥋ Mouchin – Place                                                          | Orchies – Centre (Place De Lattre) ⥋ Mouchin – Place                                                          | Orchies – Centre (Place De Lattre) ⥋ Mouchin – Place                                                          | Orchies – Centre (Place De Lattre) ⥋ Mouchin – Place                                                          |
| 875   | Ouverture / Fermeture — / — | Longueur — | Durée 30-35 min                                                                                               | Nb. d’arrêts 21                                                                                               | Matériel — | Jours de fonctionnement L, Ma, Me, J, V, S                                                                    | Jour / Soir / Nuit / Fêtes O / N / N / N                                                                      | Voy. / an —                                                                                                   | Exploitant —                                                                                                  |
| 875   | Desserte : - Communes : Orchies – Nomain – Landas – Aix-en-Pévèle – Mouchin - Principaux lieux desservis : Gare d'Orchies | | | | | | | | |
| 875   | Autre : - Amplitude horaire et fréquence : - du lundi au samedi : de 6 h 15 à 18 h 55 avec un 1 à 2 allers-retous par jour. - Particularités : - Certaines courses ne circulent pas durant les vacances scolaires. - Historique : Jusqu'au 31 août 2021, la ligne était numérotée 225. - Date de dernière mise à jour : 13 avril 2023. | | | | | | | | |
| 875   | Dernière actualisation : — | | | | | | | | |
| 876   | Villeneuve-d'Ascq – Pont de Bois / Quatre Cantons – Stade Pierre Mauroy ⥋ Cysoing – Place (Rue Salengro) | Villeneuve-d'Ascq – Pont de Bois / Quatre Cantons – Stade Pierre Mauroy ⥋ Cysoing – Place (Rue Salengro)      | Villeneuve-d'Ascq – Pont de Bois / Quatre Cantons – Stade Pierre Mauroy ⥋ Cysoing – Place (Rue Salengro)      | Villeneuve-d'Ascq – Pont de Bois / Quatre Cantons – Stade Pierre Mauroy ⥋ Cysoing – Place (Rue Salengro)      | Villeneuve-d'Ascq – Pont de Bois / Quatre Cantons – Stade Pierre Mauroy ⥋ Cysoing – Place (Rue Salengro)      | Villeneuve-d'Ascq – Pont de Bois / Quatre Cantons – Stade Pierre Mauroy ⥋ Cysoing – Place (Rue Salengro)      | Villeneuve-d'Ascq – Pont de Bois / Quatre Cantons – Stade Pierre Mauroy ⥋ Cysoing – Place (Rue Salengro)      | Villeneuve-d'Ascq – Pont de Bois / Quatre Cantons – Stade Pierre Mauroy ⥋ Cysoing – Place (Rue Salengro)      | Villeneuve-d'Ascq – Pont de Bois / Quatre Cantons – Stade Pierre Mauroy ⥋ Cysoing – Place (Rue Salengro)      |
| 876   | Ouverture / Fermeture 1er septembre 2021 / — | Longueur — | Durée 30-35 min                                                                                               | Nb. d’arrêts 23                                                                                               | Matériel — | Jours de fonctionnement L, Ma, Me, J, V, S, D                                                                 | Jour / Soir / Nuit / Fêtes O / N / N / O                                                                      | Voy. / an —                                                                                                   | Exploitant —                                                                                                  |
| 876   | Desserte : - Communes : Villeneuve-d'Ascq – Camphin-en-Pévèle – Wannehain – Bourghelles – Cysoing - Principaux lieux desservis : Quatre Cantons – Stade Pierre Mauroy, Pont de Bois, Gare de Pont-de-Bois | | | | | | | | |
| 876   | Autre : - Amplitude horaire et fréquence : - du lundi au samedi : de 6 h 20 à 18 h 35 avec 10 allers-retours dans la journée. - dimanches et jours fériés : de 11 h 30 à 17 h 0 avec un aller le matin et un retour le soir. - Particularités : - Certaines courses ne circulent pas durant les vacances scolaires. - Historique : La ligne 876 est issue de la fusion des anciennes lignes 226 et 227. - Date de dernière mise à jour : 13 avril 2023. | | | | | | | | |
| 876   | Dernière actualisation : — | | | | | | | | |
| 879   | Lille – CHU – Eurasanté ⥋ Gondecourt – Lycée Marguerite de Flandre / Chemy – Mairie | Lille – CHU – Eurasanté ⥋ Gondecourt – Lycée Marguerite de Flandre / Chemy – Mairie                           | Lille – CHU – Eurasanté ⥋ Gondecourt – Lycée Marguerite de Flandre / Chemy – Mairie                           | Lille – CHU – Eurasanté ⥋ Gondecourt – Lycée Marguerite de Flandre / Chemy – Mairie                           | Lille – CHU – Eurasanté ⥋ Gondecourt – Lycée Marguerite de Flandre / Chemy – Mairie                           | Lille – CHU – Eurasanté ⥋ Gondecourt – Lycée Marguerite de Flandre / Chemy – Mairie                           | Lille – CHU – Eurasanté ⥋ Gondecourt – Lycée Marguerite de Flandre / Chemy – Mairie                           | Lille – CHU – Eurasanté ⥋ Gondecourt – Lycée Marguerite de Flandre / Chemy – Mairie                           | Lille – CHU – Eurasanté ⥋ Gondecourt – Lycée Marguerite de Flandre / Chemy – Mairie                           |
| 879   | Ouverture / Fermeture — / — | Longueur — | Durée 50-60 min                                                                                               | Nb. d’arrêts 37                                                                                               | Matériel — | Jours de fonctionnement L, Ma, Me, J, V, S                                                                    | Jour / Soir / Nuit / Fêtes O / N / N / N                                                                      | Voy. / an —                                                                                                   | Exploitant —                                                                                                  |
| 879   | Desserte : - Communes : Lille – Loos – Emmerin – Noyelles-lès-Seclin – Houplin-Ancoisne – Seclin – Gondecourt – Chemy - Principaux lieux desservis : CHU – Eurasanté, Centre hospitalier universitaire de Lille, Gare de Seclin | | | | | | | | |
| 879   | Autre : - Amplitude horaire et fréquence : - du lundi au samedi : de 6 h 0 à 19 h 55 avec 15 allers-retours dans la journée. - Particularités : - Certaines courses ne circulent pas durant les vacances scolaires. - Historique : Jusqu'au 31 août 2021, la ligne était numérotée 229. - Date de dernière mise à jour : 13 avril 2023. | | | | | | | | |
| 879   | Dernière actualisation : — | | | | | | | | |
| 880   | Sainghin-en-Weppes – Gare de Don ⥋ Carnin – Salengro / Chemy – Mairie / Phalempin – Mairie | Sainghin-en-Weppes – Gare de Don ⥋ Carnin – Salengro / Chemy – Mairie / Phalempin – Mairie                    | Sainghin-en-Weppes – Gare de Don ⥋ Carnin – Salengro / Chemy – Mairie / Phalempin – Mairie                    | Sainghin-en-Weppes – Gare de Don ⥋ Carnin – Salengro / Chemy – Mairie / Phalempin – Mairie                    | Sainghin-en-Weppes – Gare de Don ⥋ Carnin – Salengro / Chemy – Mairie / Phalempin – Mairie                    | Sainghin-en-Weppes – Gare de Don ⥋ Carnin – Salengro / Chemy – Mairie / Phalempin – Mairie                    | Sainghin-en-Weppes – Gare de Don ⥋ Carnin – Salengro / Chemy – Mairie / Phalempin – Mairie                    | Sainghin-en-Weppes – Gare de Don ⥋ Carnin – Salengro / Chemy – Mairie / Phalempin – Mairie                    | Sainghin-en-Weppes – Gare de Don ⥋ Carnin – Salengro / Chemy – Mairie / Phalempin – Mairie                    |
| 880   | Ouverture / Fermeture — / — | Longueur — | Durée 20-45 min                                                                                               | Nb. d’arrêts 21                                                                                               | Matériel — | Jours de fonctionnement L, Ma, Me, J, V, S                                                                    | Jour / Soir / Nuit / Fêtes O / N / N / N                                                                      | Voy. / an —                                                                                                   | Exploitant —                                                                                                  |
| 880   | Desserte : - Communes : Sainghin-en-Weppes – Don – Annœullin – Carnin – Allennes-les-Marais – Herrin – Gondecourt – Chemy – Phalempin - Principaux lieux desservis : Gare de Don - Sainghin | | | | | | | | |
| 880   | Autre : - Amplitude horaire et fréquence : - du lundi au samedi : de 6 h 20 à 19 h 35 avec 9 allers-retours dans la journée. - Particularités : - Certaines courses ne circulent pas durant les vacances scolaires. - Historique : Jusqu'au 31 août 2021, la ligne était numérotée 230. - Date de dernière mise à jour : 13 avril 2023. | | | | | | | | |
| 880   | Dernière actualisation : — | | | | | | | | |
| 882   | Lille – CHU – Eurasanté ⥋ Gondecourt – Lycée Marguerite de Flandre | Lille – CHU – Eurasanté ⥋ Gondecourt – Lycée Marguerite de Flandre                                            | Lille – CHU – Eurasanté ⥋ Gondecourt – Lycée Marguerite de Flandre                                            | Lille – CHU – Eurasanté ⥋ Gondecourt – Lycée Marguerite de Flandre                                            | Lille – CHU – Eurasanté ⥋ Gondecourt – Lycée Marguerite de Flandre                                            | Lille – CHU – Eurasanté ⥋ Gondecourt – Lycée Marguerite de Flandre                                            | Lille – CHU – Eurasanté ⥋ Gondecourt – Lycée Marguerite de Flandre                                            | Lille – CHU – Eurasanté ⥋ Gondecourt – Lycée Marguerite de Flandre                                            | Lille – CHU – Eurasanté ⥋ Gondecourt – Lycée Marguerite de Flandre                                            |
| 882   | Ouverture / Fermeture — / — | Longueur — | Durée 40-50 min                                                                                               | Nb. d’arrêts 25                                                                                               | Matériel — | Jours de fonctionnement L, Ma, Me, J, V, S                                                                    | Jour / Soir / Nuit / Fêtes O / N / N / N                                                                      | Voy. / an —                                                                                                   | Exploitant —                                                                                                  |
| 882   | Desserte : - Communes : Lille – Loos – Emmerin – Noyelles-lès-Seclin – Houplin-Ancoisne – Wavrin – Gondecourt - Principaux lieux desservis : CHU – Eurasanté, Centre hospitalier universitaire de Lille | | | | | | | | |
| 882   | Autre : - Amplitude horaire et fréquence : - du lundi au samedi : de 6 h 45 à 20 h 20 avec 6 allers-retours dans la journée. - Particularités : - Certaines courses ne circulent pas durant les vacances scolaires. - Historique : Jusqu'au 31 août 2021, la ligne était numérotée 232. - Date de dernière mise à jour : 13 avril 2023. | | | | | | | | |
| 882   | Dernière actualisation : — | | | | | | | | |
| 883   | Lille – Porte d'Arras ⥋ Carvin – Gambetta | Lille – Porte d'Arras ⥋ Carvin – Gambetta                                                                     | Lille – Porte d'Arras ⥋ Carvin – Gambetta                                                                     | Lille – Porte d'Arras ⥋ Carvin – Gambetta                                                                     | Lille – Porte d'Arras ⥋ Carvin – Gambetta                                                                     | Lille – Porte d'Arras ⥋ Carvin – Gambetta                                                                     | Lille – Porte d'Arras ⥋ Carvin – Gambetta                                                                     | Lille – Porte d'Arras ⥋ Carvin – Gambetta                                                                     | Lille – Porte d'Arras ⥋ Carvin – Gambetta                                                                     |
| 883   | Ouverture / Fermeture — / — | Longueur — | Durée 50-60 min                                                                                               | Nb. d’arrêts 39                                                                                               | Matériel — | Jours de fonctionnement L, Ma, Me, J, V, S                                                                    | Jour / Soir / Nuit / Fêtes O / N / N / N                                                                      | Voy. / an —                                                                                                   | Exploitant —                                                                                                  |
| 883   | Desserte : - Communes : Lille – Faches-Thumesnil – Wattignies – Templemars – Seclin – Gondecourt – Chemy – Phalempin – Camphin-en-Carembault – Carvin - Principaux lieux desservis : Porte d'Arras, Gare de Wattignies - Templemars | | | | | | | | |
| 883   | Autre : - Amplitude horaire et fréquence : - du lundi au samedi : de 5 h 45 à 19 h 10 avec 10 allers-retours dans la journée. - Particularités : - Certaines courses ne circulent pas durant les vacances scolaires. - Historique : Jusqu'au 31 août 2021, la ligne était numérotée 233. - Date de dernière mise à jour : 13 avril 2023. | | | | | | | | |
| 883   | Dernière actualisation : — | | | | | | | | |
| 884   | Orchies – Gare SNCF ⥋ Saméon – Mairie | Orchies – Gare SNCF ⥋ Saméon – Mairie                                                                         | Orchies – Gare SNCF ⥋ Saméon – Mairie                                                                         | Orchies – Gare SNCF ⥋ Saméon – Mairie                                                                         | Orchies – Gare SNCF ⥋ Saméon – Mairie                                                                         | Orchies – Gare SNCF ⥋ Saméon – Mairie                                                                         | Orchies – Gare SNCF ⥋ Saméon – Mairie                                                                         | Orchies – Gare SNCF ⥋ Saméon – Mairie                                                                         | Orchies – Gare SNCF ⥋ Saméon – Mairie                                                                         |
| 884   | Ouverture / Fermeture — / — | Longueur — | Durée 30-35 min                                                                                               | Nb. d’arrêts 18                                                                                               | Matériel — | Jours de fonctionnement L, Ma, Me, J, V, S                                                                    | Jour / Soir / Nuit / Fêtes O / N / N / N                                                                      | Voy. / an —                                                                                                   | Exploitant —                                                                                                  |
| 884   | Desserte : - Communes : Orchies – Beuvry-la-Forêt – Landas – Saméon - Principaux lieux desservis : Gare d'Orchies, Gare de Landas | | | | | | | | |
| 884   | Autre : - Amplitude horaire et fréquence : - du lundi au samedi : de 6 h 15 à 18 h 50 avec 3 allers-retours dans la journée. - Particularités : - Certaines courses ne circulent pas durant les vacances scolaires. - Historique : Jusqu'au 31 août 2021, la ligne était numérotée 234. - Date de dernière mise à jour : 13 avril 2023. | | | | | | | | |
| 884   | Dernière actualisation : — | | | | | | | | |
| 889   | (Circulaire) Templeuve-en-Pévèle – Gare ⥋ via Cysoing, Cobrieux, Ennevelin, Pont-à-Marcq, Mérignies, Bersée | (Circulaire) Templeuve-en-Pévèle – Gare ⥋ via Cysoing, Cobrieux, Ennevelin, Pont-à-Marcq, Mérignies, Bersée   | (Circulaire) Templeuve-en-Pévèle – Gare ⥋ via Cysoing, Cobrieux, Ennevelin, Pont-à-Marcq, Mérignies, Bersée   | (Circulaire) Templeuve-en-Pévèle – Gare ⥋ via Cysoing, Cobrieux, Ennevelin, Pont-à-Marcq, Mérignies, Bersée   | (Circulaire) Templeuve-en-Pévèle – Gare ⥋ via Cysoing, Cobrieux, Ennevelin, Pont-à-Marcq, Mérignies, Bersée   | (Circulaire) Templeuve-en-Pévèle – Gare ⥋ via Cysoing, Cobrieux, Ennevelin, Pont-à-Marcq, Mérignies, Bersée   | (Circulaire) Templeuve-en-Pévèle – Gare ⥋ via Cysoing, Cobrieux, Ennevelin, Pont-à-Marcq, Mérignies, Bersée   | (Circulaire) Templeuve-en-Pévèle – Gare ⥋ via Cysoing, Cobrieux, Ennevelin, Pont-à-Marcq, Mérignies, Bersée   | (Circulaire) Templeuve-en-Pévèle – Gare ⥋ via Cysoing, Cobrieux, Ennevelin, Pont-à-Marcq, Mérignies, Bersée   |
| 889   | Ouverture / Fermeture — / — | Longueur — | Durée 90 min                                                                                                  | Nb. d’arrêts 22                                                                                               | Matériel — | Jours de fonctionnement L, Ma, Me, J, V, S                                                                    | Jour / Soir / Nuit / Fêtes O / N / N / N                                                                      | Voy. / an —                                                                                                   | Exploitant —                                                                                                  |
| 889   | Desserte : - Communes : Templeuve-en-Pévèle – Louvil – Cysoing – Bourghelles – Bachy – Cobrieux – Genech – Ennevelin – Avelin – Pont-à-Marcq – Mérignies – Bersée – Cappelle-en-Pévèle - Principaux lieux desservis : Gare de Templeuve | | | | | | | | |
| 889   | Autre : - Amplitude horaire et fréquence : - du lundi au samedi : de 6 h 35 à 20 h 5 avec 5 rotations par sens dans la journée. - Particularités : - La ligne 889 est également appelée "Pev'Ailes" en référence à la forme d'ailes de son tracé et au territoire qu'elle dessert. - Historique : Jusqu'au 31 août 2021, la ligne était numérotée 239. - Date de dernière mise à jour : 13 avril 2023. | | | | | | | | |
| 889   | Dernière actualisation : — | | | | | | | | |
| 895   | Gondecourt – Lycée Marguerite de Flandre ⥋ Genech – Lycée Perriand | Gondecourt – Lycée Marguerite de Flandre ⥋ Genech – Lycée Perriand                                            | Gondecourt – Lycée Marguerite de Flandre ⥋ Genech – Lycée Perriand                                            | Gondecourt – Lycée Marguerite de Flandre ⥋ Genech – Lycée Perriand                                            | Gondecourt – Lycée Marguerite de Flandre ⥋ Genech – Lycée Perriand                                            | Gondecourt – Lycée Marguerite de Flandre ⥋ Genech – Lycée Perriand                                            | Gondecourt – Lycée Marguerite de Flandre ⥋ Genech – Lycée Perriand                                            | Gondecourt – Lycée Marguerite de Flandre ⥋ Genech – Lycée Perriand                                            | Gondecourt – Lycée Marguerite de Flandre ⥋ Genech – Lycée Perriand                                            |
| 895   | Ouverture / Fermeture — / — | Longueur — | Durée 50 min                                                                                                  | Nb. d’arrêts 21                                                                                               | Matériel — | Jours de fonctionnement L, Ma, Me, J, V                                                                       | Jour / Soir / Nuit / Fêtes O / N / N / N                                                                      | Voy. / an —                                                                                                   | Exploitant —                                                                                                  |
| 895   | Desserte : - Communes : Gondecourt – Seclin – Avelin – Pont-à-Marcq – Templeuve-en-Pévèle – Genech - Principaux lieux desservis : Gare de Templeuve, Gare de Seclin | | | | | | | | |
| 895   | Autre : - Amplitude horaire et fréquence : - du lundi au vendredi : de 13 h 15 à 16 h 30 avec un aller-retour. - Particularités : - La ligne ne circule pas durant les vacances scolaires. - Historique : Jusqu'au 31 août 2021, la ligne était numérotée 250. - Date de dernière mise à jour : 13 avril 2023. | | | | | | | | |
| 895   | Dernière actualisation : — | | | | | | | | |

#### Lignes scolaires
Les services desservant les établissements scolaires sont identifiables par la lettre "S" accolée au numéro de ligne. Ainsi un service scolaire de la ligne 851 sera numéroté 851S.

### Arc-en-Ciel 3
Avant le 26 août 2010 ce périmètre formait le réseau I-Cars grand Cambrésis.

#### Périmètre Cambrésis-Solesmois
Le périmètre Cambrésis-Solesmois regroupe les lignes partant de Cambrai et Solesmes.

##### Lignes régulières
| Ligne | Caractéristiques | Caractéristiques                                                   | Caractéristiques                                                   | Caractéristiques                                                   | Caractéristiques                                                   | Caractéristiques                                                   | Caractéristiques                                                   | Caractéristiques                                                   | Caractéristiques                                                   |
| 801   | Cambrai – Station Bus ⥋ Le Cateau-Cambrésis – Gare | Cambrai – Station Bus ⥋ Le Cateau-Cambrésis – Gare                 | Cambrai – Station Bus ⥋ Le Cateau-Cambrésis – Gare                 | Cambrai – Station Bus ⥋ Le Cateau-Cambrésis – Gare                 | Cambrai – Station Bus ⥋ Le Cateau-Cambrésis – Gare                 | Cambrai – Station Bus ⥋ Le Cateau-Cambrésis – Gare                 | Cambrai – Station Bus ⥋ Le Cateau-Cambrésis – Gare                 | Cambrai – Station Bus ⥋ Le Cateau-Cambrésis – Gare                 | Cambrai – Station Bus ⥋ Le Cateau-Cambrésis – Gare                 |
| ----- | --- | ------------------------------------------------------------------ | ------------------------------------------------------------------ | ------------------------------------------------------------------ | ------------------------------------------------------------------ | ------------------------------------------------------------------ | ------------------------------------------------------------------ | ------------------------------------------------------------------ | ------------------------------------------------------------------ |
| 801   | Ouverture / Fermeture — / — | Longueur —                                                         | Durée 60 min                                                       | Nb. d’arrêts 27                                                    | Matériel —                                                         | Jours de fonctionnement L, Ma, Me, J, V, S, D                      | Jour / Soir / Nuit / Fêtes O / N / N / O                           | Voy. / an —                                                        | Exploitant —                                                       |
| 801   | Desserte : - Communes : Cambrai – Awoingt – Estourmel – Carnières – Beauvois-en-Cambrésis – Caudry – Beaumont-en-Cambrésis – Inchy – Troisvilles – Le Cateau-Cambrésis - Principaux lieux desservis : Gare de Cambrai, Gare du Cateau |                                                                    |                                                                    |                                                                    |                                                                    |                                                                    |                                                                    |                                                                    |                                                                    |
| 801   | Autre : - Amplitude horaire et fréquence : - du lundi au samedi : de 5 h 35 à 20 h 20 avec un passage 9 allers-retours dans la journée. - dimanches et jours fériés : de 9 h 0 à 20 h 0 avec 4 allers-retours. - Particularités : - Certaines courses ne circulent pas durant les vacances scolaires. - Historique : Jusqu'au 31 août 2021, la ligne était numérotée 301. - Date de dernière mise à jour : 16 avril 2023. |                                                                    |                                                                    |                                                                    |                                                                    |                                                                    |                                                                    |                                                                    |                                                                    |
| 801   | Dernière actualisation : — |                                                                    |                                                                    |                                                                    |                                                                    |                                                                    |                                                                    |                                                                    |                                                                    |
| 801E  | Cambrai – Station Bus ⥋ Le Cateau-Cambrésis – Gare Routière | Cambrai – Station Bus ⥋ Le Cateau-Cambrésis – Gare Routière        | Cambrai – Station Bus ⥋ Le Cateau-Cambrésis – Gare Routière        | Cambrai – Station Bus ⥋ Le Cateau-Cambrésis – Gare Routière        | Cambrai – Station Bus ⥋ Le Cateau-Cambrésis – Gare Routière        | Cambrai – Station Bus ⥋ Le Cateau-Cambrésis – Gare Routière        | Cambrai – Station Bus ⥋ Le Cateau-Cambrésis – Gare Routière        | Cambrai – Station Bus ⥋ Le Cateau-Cambrésis – Gare Routière        | Cambrai – Station Bus ⥋ Le Cateau-Cambrésis – Gare Routière        |
| 801E  | Ouverture / Fermeture — / — | Longueur —                                                         | Durée 40 min                                                       | Nb. d’arrêts 3                                                     | Matériel —                                                         | Jours de fonctionnement L, Ma, Me, J, V, S                         | Jour / Soir / Nuit / Fêtes O / N / N / N                           | Voy. / an —                                                        | Exploitant —                                                       |
| 801E  | Desserte : - Communes : Cambrai – Caudry – Le Cateau-Cambrésis - Principaux lieux desservis : Gare de Cambrai |                                                                    |                                                                    |                                                                    |                                                                    |                                                                    |                                                                    |                                                                    |                                                                    |
| 801E  | Autre : - Amplitude horaire et fréquence : - du lundi au samedi : de 6 h 30 à 18 h 15 avec un passage toutes les 2 heures en moyenne. - Historique : Jusqu'au 31 août 2021, la ligne était numérotée 301E. - Date de dernière mise à jour : 16 avril 2023. |                                                                    |                                                                    |                                                                    |                                                                    |                                                                    |                                                                    |                                                                    |                                                                    |
| 801E  | Dernière actualisation : — |                                                                    |                                                                    |                                                                    |                                                                    |                                                                    |                                                                    |                                                                    |                                                                    |
| 802   | Cambrai – Station Bus ⥋ Solesmes – Marché Couvert | Cambrai – Station Bus ⥋ Solesmes – Marché Couvert                  | Cambrai – Station Bus ⥋ Solesmes – Marché Couvert                  | Cambrai – Station Bus ⥋ Solesmes – Marché Couvert                  | Cambrai – Station Bus ⥋ Solesmes – Marché Couvert                  | Cambrai – Station Bus ⥋ Solesmes – Marché Couvert                  | Cambrai – Station Bus ⥋ Solesmes – Marché Couvert                  | Cambrai – Station Bus ⥋ Solesmes – Marché Couvert                  | Cambrai – Station Bus ⥋ Solesmes – Marché Couvert                  |
| 802   | Ouverture / Fermeture — / — | Longueur —                                                         | Durée 40 min                                                       | Nb. d’arrêts 26                                                    | Matériel —                                                         | Jours de fonctionnement L, Ma, Me, J, V, S                         | Jour / Soir / Nuit / Fêtes O / N / N / N                           | Voy. / an —                                                        | Exploitant —                                                       |
| 802   | Desserte : - Communes : Cambrai – Cauroir – Cagnoncles – Avesnes-les-Aubert – Saint-Hilaire-lez-Cambrai – Saint-Vaast-en-Cambrésis – Saint-Python – Solesmes - Principaux lieux desservis : Gare de Cambrai |                                                                    |                                                                    |                                                                    |                                                                    |                                                                    |                                                                    |                                                                    |                                                                    |
| 802   | Autre : - Amplitude horaire et fréquence : - du lundi au samedi : de 6 h 50 à 20 h 0 avec 9 allers-retours dans la journée. - Particularités : - Certaines courses ne circulent pas durant les vacances scolaires. - Historique : Jusqu'au 31 août 2021, la ligne était numérotée 302. - Date de dernière mise à jour : 16 avril 2023. |                                                                    |                                                                    |                                                                    |                                                                    |                                                                    |                                                                    |                                                                    |                                                                    |
| 802   | Dernière actualisation : — |                                                                    |                                                                    |                                                                    |                                                                    |                                                                    |                                                                    |                                                                    |                                                                    |
| 803   | Caudry – Gare ⥋ Famars – Université | Caudry – Gare ⥋ Famars – Université                                | Caudry – Gare ⥋ Famars – Université                                | Caudry – Gare ⥋ Famars – Université                                | Caudry – Gare ⥋ Famars – Université                                | Caudry – Gare ⥋ Famars – Université                                | Caudry – Gare ⥋ Famars – Université                                | Caudry – Gare ⥋ Famars – Université                                | Caudry – Gare ⥋ Famars – Université                                |
| 803   | Ouverture / Fermeture — / — | Longueur —                                                         | Durée 65-70 min                                                    | Nb. d’arrêts 34                                                    | Matériel —                                                         | Jours de fonctionnement L, Ma, Me, J, V, S                         | Jour / Soir / Nuit / Fêtes O / N / N / N                           | Voy. / an —                                                        | Exploitant —                                                       |
| 803   | Desserte : - Communes : Caudry – Béthencourt – Viesly – Briastre – Solesmes – Saint-Python – Haussy – Montrécourt – Saulzoir – Vendegies-sur-Écaillon – Quérénaing – Famars - Principaux lieux desservis : Gare de Caudry |                                                                    |                                                                    |                                                                    |                                                                    |                                                                    |                                                                    |                                                                    |                                                                    |
| 803   | Autre : - Amplitude horaire et fréquence : - du lundi au samedi : de 5 h 25 à 19 h 50 avec 7 allers-retours dans la journée. - Particularités : - Certaines courses ne circulent pas durant les vacances scolaires. - Historique : Jusqu'au 31 août 2021, la ligne était numérotée 303. - Date de dernière mise à jour : 16 avril 2023. |                                                                    |                                                                    |                                                                    |                                                                    |                                                                    |                                                                    |                                                                    |                                                                    |
| 803   | Dernière actualisation : — |                                                                    |                                                                    |                                                                    |                                                                    |                                                                    |                                                                    |                                                                    |                                                                    |
| 803E  | Caudry – Gare Routière ⥋ Famars – Université | Caudry – Gare Routière ⥋ Famars – Université                       | Caudry – Gare Routière ⥋ Famars – Université                       | Caudry – Gare Routière ⥋ Famars – Université                       | Caudry – Gare Routière ⥋ Famars – Université                       | Caudry – Gare Routière ⥋ Famars – Université                       | Caudry – Gare Routière ⥋ Famars – Université                       | Caudry – Gare Routière ⥋ Famars – Université                       | Caudry – Gare Routière ⥋ Famars – Université                       |
| 803E  | Ouverture / Fermeture — / — | Longueur —                                                         | Durée 35 min                                                       | Nb. d’arrêts 5                                                     | Matériel —                                                         | Jours de fonctionnement L, Ma, Me, J, V, S                         | Jour / Soir / Nuit / Fêtes O / N / N / N                           | Voy. / an —                                                        | Exploitant —                                                       |
| 803E  | Desserte : - Communes : Caudry – Quiévy – Solesmes – Vendegies-sur-Écaillon – Famars - Principaux lieux desservis : Université polytechnique Hauts-de-France |                                                                    |                                                                    |                                                                    |                                                                    |                                                                    |                                                                    |                                                                    |                                                                    |
| 803E  | Autre : - Amplitude horaire et fréquence : - du lundi au samedi : de 7 h 0 à 19 h 55 avec un passage toutes les 2 à 3 heures. - Historique : Jusqu'au 31 août 2021, la ligne était numérotée 303E. - Date de dernière mise à jour : 16 avril 2023. |                                                                    |                                                                    |                                                                    |                                                                    |                                                                    |                                                                    |                                                                    |                                                                    |
| 803E  | Dernière actualisation : — |                                                                    |                                                                    |                                                                    |                                                                    |                                                                    |                                                                    |                                                                    |                                                                    |
| 806   | Cambrai – Station Bus ⥋ Caudry – Gare Routière | Cambrai – Station Bus ⥋ Caudry – Gare Routière                     | Cambrai – Station Bus ⥋ Caudry – Gare Routière                     | Cambrai – Station Bus ⥋ Caudry – Gare Routière                     | Cambrai – Station Bus ⥋ Caudry – Gare Routière                     | Cambrai – Station Bus ⥋ Caudry – Gare Routière                     | Cambrai – Station Bus ⥋ Caudry – Gare Routière                     | Cambrai – Station Bus ⥋ Caudry – Gare Routière                     | Cambrai – Station Bus ⥋ Caudry – Gare Routière                     |
| 806   | Ouverture / Fermeture — / — | Longueur —                                                         | Durée 60 min                                                       | Nb. d’arrêts 30                                                    | Matériel —                                                         | Jours de fonctionnement L, Ma, Me, J, V, S                         | Jour / Soir / Nuit / Fêtes O / N / N / N                           | Voy. / an —                                                        | Exploitant —                                                       |
| 806   | Desserte : - Communes : Cambrai – Estourmel – Carnières – Boussières-en-Cambrésis – Bévillers – Beauvois-en-Cambrésis – Fontaine-au-Pire – Caudry - Principaux lieux desservis : Gare de Cambrai |                                                                    |                                                                    |                                                                    |                                                                    |                                                                    |                                                                    |                                                                    |                                                                    |
| 806   | Autre : - Amplitude horaire et fréquence : - du lundi au samedi : de 6 h 25 à 19 h 25 avec 5,5 allers-retours dans la journée. - Historique : Jusqu'au 31 août 2021, la ligne était numérotée 306. - Date de dernière mise à jour : 16 avril 2023. |                                                                    |                                                                    |                                                                    |                                                                    |                                                                    |                                                                    |                                                                    |                                                                    |
| 806   | Dernière actualisation : — |                                                                    |                                                                    |                                                                    |                                                                    |                                                                    |                                                                    |                                                                    |                                                                    |
| 807   | Cambrai – Station Bus ⥋ Villers-Outréaux – Place De Gaulle | Cambrai – Station Bus ⥋ Villers-Outréaux – Place De Gaulle         | Cambrai – Station Bus ⥋ Villers-Outréaux – Place De Gaulle         | Cambrai – Station Bus ⥋ Villers-Outréaux – Place De Gaulle         | Cambrai – Station Bus ⥋ Villers-Outréaux – Place De Gaulle         | Cambrai – Station Bus ⥋ Villers-Outréaux – Place De Gaulle         | Cambrai – Station Bus ⥋ Villers-Outréaux – Place De Gaulle         | Cambrai – Station Bus ⥋ Villers-Outréaux – Place De Gaulle         | Cambrai – Station Bus ⥋ Villers-Outréaux – Place De Gaulle         |
| 807   | Ouverture / Fermeture — / — | Longueur —                                                         | Durée 45-50 min                                                    | Nb. d’arrêts 19                                                    | Matériel —                                                         | Jours de fonctionnement L, Ma, Me, J, V, S                         | Jour / Soir / Nuit / Fêtes O / N / N / N                           | Voy. / an —                                                        | Exploitant —                                                       |
| 807   | Desserte : - Communes : Cambrai – Niergnies – Séranvillers-Forenville – Esnes – Walincourt-Selvigny – Malincourt – Villers-Outréaux - Principaux lieux desservis : Gare de Cambrai |                                                                    |                                                                    |                                                                    |                                                                    |                                                                    |                                                                    |                                                                    |                                                                    |
| 807   | Autre : - Amplitude horaire et fréquence : - du lundi au samedi : de 6 h 50 à 19 h 5 avec 5,5 allers-retours dans la journée. - Historique : Jusqu'au 31 août 2021, la ligne était numérotée 307. - Date de dernière mise à jour : 16 avril 2023. |                                                                    |                                                                    |                                                                    |                                                                    |                                                                    |                                                                    |                                                                    |                                                                    |
| 807   | Dernière actualisation : — |                                                                    |                                                                    |                                                                    |                                                                    |                                                                    |                                                                    |                                                                    |                                                                    |
| 811   | Aniche – Delforge ⥋ Denain – Espace Villars | Aniche – Delforge ⥋ Denain – Espace Villars                        | Aniche – Delforge ⥋ Denain – Espace Villars                        | Aniche – Delforge ⥋ Denain – Espace Villars                        | Aniche – Delforge ⥋ Denain – Espace Villars                        | Aniche – Delforge ⥋ Denain – Espace Villars                        | Aniche – Delforge ⥋ Denain – Espace Villars                        | Aniche – Delforge ⥋ Denain – Espace Villars                        | Aniche – Delforge ⥋ Denain – Espace Villars                        |
| 811   | Ouverture / Fermeture septembre 2020 / — | Longueur —                                                         | Durée 45 min                                                       | Nb. d’arrêts 30                                                    | Matériel —                                                         | Jours de fonctionnement L, Ma, Me, J, V, S                         | Jour / Soir / Nuit / Fêtes O / N / N / N                           | Voy. / an —                                                        | Exploitant —                                                       |
| 811   | Desserte : - Communes : Aniche – Somain – Abscon – Escaudain – Denain - Principaux lieux desservis : Gare de Somain, Gare de Denain |                                                                    |                                                                    |                                                                    |                                                                    |                                                                    |                                                                    |                                                                    |                                                                    |
| 811   | Autre : - Amplitude horaire et fréquence : - du lundi au samedi : de 6 h 10 à 19 h 55 avec un passage toutes les heures en moyenne. - Particularités : - Certaines courses ne circulent pas durant les vacances scolaires. - Historique : La ligne 811 faisait auparavant partie du réseau Arc-en-Ciel 2 sous l'indice 211. Le 2 septembre 2019, la ligne 211 est transférée au réseau urbain Transvilles en conservant le même numéro et le même itinéraire. En septembre 2020, cette même ligne est transférée au périmètre 3 et prend l'indice 311 avant d'être renumérotée 811 le 1er septembre 2021. - Date de dernière mise à jour : 16 avril 2023. |                                                                    |                                                                    |                                                                    |                                                                    |                                                                    |                                                                    |                                                                    |                                                                    |
| 811   | Dernière actualisation : — |                                                                    |                                                                    |                                                                    |                                                                    |                                                                    |                                                                    |                                                                    |                                                                    |
| 821   | Douai – Lycée Edmond Labbé ⥋ Brebières – Place des Héros | Douai – Lycée Edmond Labbé ⥋ Brebières – Place des Héros           | Douai – Lycée Edmond Labbé ⥋ Brebières – Place des Héros           | Douai – Lycée Edmond Labbé ⥋ Brebières – Place des Héros           | Douai – Lycée Edmond Labbé ⥋ Brebières – Place des Héros           | Douai – Lycée Edmond Labbé ⥋ Brebières – Place des Héros           | Douai – Lycée Edmond Labbé ⥋ Brebières – Place des Héros           | Douai – Lycée Edmond Labbé ⥋ Brebières – Place des Héros           | Douai – Lycée Edmond Labbé ⥋ Brebières – Place des Héros           |
| 821   | Ouverture / Fermeture 1er septembre 2021 / — | Longueur —                                                         | Durée 35-40 min                                                    | Nb. d’arrêts 19                                                    | Matériel —                                                         | Jours de fonctionnement L, Ma, Me, J, V, S                         | Jour / Soir / Nuit / Fêtes O / N / N / N                           | Voy. / an —                                                        | Exploitant —                                                       |
| 821   | Desserte : - Communes : Douai – Lambres-lez-Douai – Courchelettes – Corbehem – Brebières - Principaux lieux desservis : Gare de Douai |                                                                    |                                                                    |                                                                    |                                                                    |                                                                    |                                                                    |                                                                    |                                                                    |
| 821   | Autre : - Amplitude horaire et fréquence : - du lundi au samedi : de 7 h 25 à 16 h 55 avec 2 allers-retours dans la journée. - Particularités : - Certaines courses ne circulent pas durant les vacances scolaires. - Date de dernière mise à jour : 16 avril 2023. |                                                                    |                                                                    |                                                                    |                                                                    |                                                                    |                                                                    |                                                                    |                                                                    |
| 821   | Dernière actualisation : — |                                                                    |                                                                    |                                                                    |                                                                    |                                                                    |                                                                    |                                                                    |                                                                    |
| 822   | Cambrai – Station Bus ⥋ Haussy – Place Jean Jaurès | Cambrai – Station Bus ⥋ Haussy – Place Jean Jaurès                 | Cambrai – Station Bus ⥋ Haussy – Place Jean Jaurès                 | Cambrai – Station Bus ⥋ Haussy – Place Jean Jaurès                 | Cambrai – Station Bus ⥋ Haussy – Place Jean Jaurès                 | Cambrai – Station Bus ⥋ Haussy – Place Jean Jaurès                 | Cambrai – Station Bus ⥋ Haussy – Place Jean Jaurès                 | Cambrai – Station Bus ⥋ Haussy – Place Jean Jaurès                 | Cambrai – Station Bus ⥋ Haussy – Place Jean Jaurès                 |
| 822   | Ouverture / Fermeture — / — | Longueur —                                                         | Durée 45 min                                                       | Nb. d’arrêts 27                                                    | Matériel —                                                         | Jours de fonctionnement L, Ma, Me, J, V, S                         | Jour / Soir / Nuit / Fêtes O / N / N / N                           | Voy. / an —                                                        | Exploitant —                                                       |
| 822   | Desserte : - Communes : Cambrai – Escaudœuvres – Cagnoncles – Naves – Rieux-en-Cambrésis – Avesnes-les-Aubert – Saint-Aubert – Villers-en-Cauchies – Saulzoir – Montrécourt – Haussy - Principaux lieux desservis : Gare de Cambrai |                                                                    |                                                                    |                                                                    |                                                                    |                                                                    |                                                                    |                                                                    |                                                                    |
| 822   | Autre : - Amplitude horaire et fréquence : - du lundi au samedi : de 6 h 45 à 19 h 5 avec 7 allers-retours dans la journée. - Particularités : - Certaines courses ne circulent pas durant les vacances scolaires. - Historique : Jusqu'au 31 août 2021, la ligne était numérotée 332. - Date de dernière mise à jour : 16 avril 2023. |                                                                    |                                                                    |                                                                    |                                                                    |                                                                    |                                                                    |                                                                    |                                                                    |
| 822   | Dernière actualisation : — |                                                                    |                                                                    |                                                                    |                                                                    |                                                                    |                                                                    |                                                                    |                                                                    |
| 823   | Solesmes – Marché Couvert ⥋ Famars – Université | Solesmes – Marché Couvert ⥋ Famars – Université                    | Solesmes – Marché Couvert ⥋ Famars – Université                    | Solesmes – Marché Couvert ⥋ Famars – Université                    | Solesmes – Marché Couvert ⥋ Famars – Université                    | Solesmes – Marché Couvert ⥋ Famars – Université                    | Solesmes – Marché Couvert ⥋ Famars – Université                    | Solesmes – Marché Couvert ⥋ Famars – Université                    | Solesmes – Marché Couvert ⥋ Famars – Université                    |
| 823   | Ouverture / Fermeture — / — | Longueur —                                                         | Durée 50-60 min                                                    | Nb. d’arrêts 28                                                    | Matériel —                                                         | Jours de fonctionnement L, Ma, Me, J, V, S                         | Jour / Soir / Nuit / Fêtes O / N / N / N                           | Voy. / an —                                                        | Exploitant —                                                       |
| 823   | Desserte : - Communes : Solesmes – Romeries – Vertain – Escarmain – Capelle – Bermerain – Saint-Martin-sur-Écaillon – Vendegies-sur-Écaillon – Sommaing – Quérénaing – Famars - Principaux lieux desservis : Université polytechnique Hauts-de-France |                                                                    |                                                                    |                                                                    |                                                                    |                                                                    |                                                                    |                                                                    |                                                                    |
| 823   | Autre : - Amplitude horaire et fréquence : - du lundi au samedi : de 6 h 20 à 19 h 5 avec 6 allers-retours dans la journée. - Particularités : - Certaines courses ne circulent pas durant les vacances scolaires. - Historique : Jusqu'au 31 août 2021, la ligne était numérotée 333. - Date de dernière mise à jour : 16 avril 2023. |                                                                    |                                                                    |                                                                    |                                                                    |                                                                    |                                                                    |                                                                    |                                                                    |
| 823   | Dernière actualisation : — |                                                                    |                                                                    |                                                                    |                                                                    |                                                                    |                                                                    |                                                                    |                                                                    |
| 824   | Denain – Espace Villars ⥋ Avesnes-les-Aubert – Place de l'Église | Denain – Espace Villars ⥋ Avesnes-les-Aubert – Place de l'Église   | Denain – Espace Villars ⥋ Avesnes-les-Aubert – Place de l'Église   | Denain – Espace Villars ⥋ Avesnes-les-Aubert – Place de l'Église   | Denain – Espace Villars ⥋ Avesnes-les-Aubert – Place de l'Église   | Denain – Espace Villars ⥋ Avesnes-les-Aubert – Place de l'Église   | Denain – Espace Villars ⥋ Avesnes-les-Aubert – Place de l'Église   | Denain – Espace Villars ⥋ Avesnes-les-Aubert – Place de l'Église   | Denain – Espace Villars ⥋ Avesnes-les-Aubert – Place de l'Église   |
| 824   | Ouverture / Fermeture — / — | Longueur —                                                         | Durée 50-55 min                                                    | Nb. d’arrêts 33                                                    | Matériel —                                                         | Jours de fonctionnement L, Ma, Me, J, V, S                         | Jour / Soir / Nuit / Fêtes O / N / N / N                           | Voy. / an —                                                        | Exploitant —                                                       |
| 824   | Desserte : - Communes : Denain – Douchy-les-Mines – Noyelles-sur-Selle – Haspres – Avesnes-le-Sec – Villers-en-Cauchies – Rieux-en-Cambrésis – Avesnes-les-Aubert - Principaux lieux desservis : |                                                                    |                                                                    |                                                                    |                                                                    |                                                                    |                                                                    |                                                                    |                                                                    |
| 824   | Autre : - Amplitude horaire et fréquence : - du lundi au samedi : de 6 h 30 à 19 h 50 avec 6 allers-retours dans la journée. - Particularités : - Certaines courses ne circulent pas durant les vacances scolaires. - Historique : Jusqu'au 31 août 2021, la ligne était numérotée 334. - Date de dernière mise à jour : 16 avril 2023. |                                                                    |                                                                    |                                                                    |                                                                    |                                                                    |                                                                    |                                                                    |                                                                    |
| 824   | Dernière actualisation : — |                                                                    |                                                                    |                                                                    |                                                                    |                                                                    |                                                                    |                                                                    |                                                                    |
| 825   | Solesmes – Marché Couvert ⥋ Le Cateau-Cambrésis – Gare | Solesmes – Marché Couvert ⥋ Le Cateau-Cambrésis – Gare             | Solesmes – Marché Couvert ⥋ Le Cateau-Cambrésis – Gare             | Solesmes – Marché Couvert ⥋ Le Cateau-Cambrésis – Gare             | Solesmes – Marché Couvert ⥋ Le Cateau-Cambrésis – Gare             | Solesmes – Marché Couvert ⥋ Le Cateau-Cambrésis – Gare             | Solesmes – Marché Couvert ⥋ Le Cateau-Cambrésis – Gare             | Solesmes – Marché Couvert ⥋ Le Cateau-Cambrésis – Gare             | Solesmes – Marché Couvert ⥋ Le Cateau-Cambrésis – Gare             |
| 825   | Ouverture / Fermeture — / — | Longueur —                                                         | Durée 25 min                                                       | Nb. d’arrêts 12                                                    | Matériel —                                                         | Jours de fonctionnement L, Ma, Me, J, V, S                         | Jour / Soir / Nuit / Fêtes O / N / N / N                           | Voy. / an —                                                        | Exploitant —                                                       |
| 825   | Desserte : - Communes : Solesmes – Briastre – Neuvilly – Montay – Le Cateau-Cambrésis - Principaux lieux desservis : Gare du Cateau |                                                                    |                                                                    |                                                                    |                                                                    |                                                                    |                                                                    |                                                                    |                                                                    |
| 825   | Autre : - Amplitude horaire et fréquence : - du lundi au samedi : de 7 h 5 à 18 h 50 avec un 5 allers-retous par jour. - Particularités : - Certaines courses ne circulent pas durant les vacances scolaires. - Historique : Jusqu'au 31 août 2021, la ligne était numérotée 335. - Date de dernière mise à jour : 16 avril 2023. |                                                                    |                                                                    |                                                                    |                                                                    |                                                                    |                                                                    |                                                                    |                                                                    |
| 825   | Dernière actualisation : — |                                                                    |                                                                    |                                                                    |                                                                    |                                                                    |                                                                    |                                                                    |                                                                    |
| 826   | Cambrai – Station Bus ⥋ Élincourt – Soleil d'Or / Dehéries – Place | Cambrai – Station Bus ⥋ Élincourt – Soleil d'Or / Dehéries – Place | Cambrai – Station Bus ⥋ Élincourt – Soleil d'Or / Dehéries – Place | Cambrai – Station Bus ⥋ Élincourt – Soleil d'Or / Dehéries – Place | Cambrai – Station Bus ⥋ Élincourt – Soleil d'Or / Dehéries – Place | Cambrai – Station Bus ⥋ Élincourt – Soleil d'Or / Dehéries – Place | Cambrai – Station Bus ⥋ Élincourt – Soleil d'Or / Dehéries – Place | Cambrai – Station Bus ⥋ Élincourt – Soleil d'Or / Dehéries – Place | Cambrai – Station Bus ⥋ Élincourt – Soleil d'Or / Dehéries – Place |
| 826   | Ouverture / Fermeture — / — | Longueur —                                                         | Durée 70 min                                                       | Nb. d’arrêts 26                                                    | Matériel —                                                         | Jours de fonctionnement L, Ma, Me, J, V, S                         | Jour / Soir / Nuit / Fêtes O / N / N / N                           | Voy. / an —                                                        | Exploitant —                                                       |
| 826   | Desserte : - Communes : Cambrai – Awoingt – Estourmel – Cattenières – Haucourt-en-Cambrésis – Ligny-en-Cambrésis – Caullery – Walincourt-Selvigny – Clary – Maretz – Élincourt – Dehéries - Principaux lieux desservis : Gare de Cambrai |                                                                    |                                                                    |                                                                    |                                                                    |                                                                    |                                                                    |                                                                    |                                                                    |
| 826   | Autre : - Amplitude horaire et fréquence : - du lundi au samedi : de 6 h 20 à 19 h 35 avec 4 allers-retours dans la journée. - Particularités : - Certaines courses ne circulent pas durant les vacances scolaires. - Historique : Jusqu'au 31 août 2021, la ligne était numérotée 336. - Date de dernière mise à jour : 16 avril 2023. |                                                                    |                                                                    |                                                                    |                                                                    |                                                                    |                                                                    |                                                                    |                                                                    |
| 826   | Dernière actualisation : — |                                                                    |                                                                    |                                                                    |                                                                    |                                                                    |                                                                    |                                                                    |                                                                    |
| 827   | Cambrai – Station Bus ⥋ Hordain – Salle des Sports | Cambrai – Station Bus ⥋ Hordain – Salle des Sports                 | Cambrai – Station Bus ⥋ Hordain – Salle des Sports                 | Cambrai – Station Bus ⥋ Hordain – Salle des Sports                 | Cambrai – Station Bus ⥋ Hordain – Salle des Sports                 | Cambrai – Station Bus ⥋ Hordain – Salle des Sports                 | Cambrai – Station Bus ⥋ Hordain – Salle des Sports                 | Cambrai – Station Bus ⥋ Hordain – Salle des Sports                 | Cambrai – Station Bus ⥋ Hordain – Salle des Sports                 |
| 827   | Ouverture / Fermeture 2 septembre 2019 / — | Longueur 22,7 km                                                   | Durée 50 min                                                       | Nb. d’arrêts 37                                                    | Matériel —                                                         | Jours de fonctionnement L, Ma, Me, J, V, S                         | Jour / Soir / Nuit / Fêtes O / N / N / N                           | Voy. / an —                                                        | Exploitant —                                                       |
| 827   | Desserte : - Communes : Cambrai – Wasnes-au-Bac – Marquette-en-Ostrevant – Wavrechain-sous-Faulx – Bouchain – Hordain - Principaux lieux desservis : Gare de Cambrai, Gare de Bouchain |                                                                    |                                                                    |                                                                    |                                                                    |                                                                    |                                                                    |                                                                    |                                                                    |
| 827   | Autre : - Amplitude horaire et fréquence : - du lundi au samedi : de 6 h 40 à 19 h 10 avec 5 allers-retours dans la journée. - Particularités : - Certaines courses ne circulent pas durant les vacances scolaires. - Certaines courses ne desservent pas Wavrechain-sous-Faulx. - Historique : La ligne a été créée en remplacement des lignes 308 et 326. Jusqu'au 31 août 2021, elle était numérotée 340. - Date de dernière mise à jour : 10 mai 2023. |                                                                    |                                                                    |                                                                    |                                                                    |                                                                    |                                                                    |                                                                    |                                                                    |
| 827   | Dernière actualisation : — |                                                                    |                                                                    |                                                                    |                                                                    |                                                                    |                                                                    |                                                                    |                                                                    |
| 828   | Cambrai – Station Bus ⥋ Émerchicourt – Mairie | Cambrai – Station Bus ⥋ Émerchicourt – Mairie                      | Cambrai – Station Bus ⥋ Émerchicourt – Mairie                      | Cambrai – Station Bus ⥋ Émerchicourt – Mairie                      | Cambrai – Station Bus ⥋ Émerchicourt – Mairie                      | Cambrai – Station Bus ⥋ Émerchicourt – Mairie                      | Cambrai – Station Bus ⥋ Émerchicourt – Mairie                      | Cambrai – Station Bus ⥋ Émerchicourt – Mairie                      | Cambrai – Station Bus ⥋ Émerchicourt – Mairie                      |
| 828   | Ouverture / Fermeture 2 septembre 2019 / — | Longueur —                                                         | Durée 45-55 min                                                    | Nb. d’arrêts 10                                                    | Matériel —                                                         | Jours de fonctionnement L, Ma, Me, J, V, S                         | Jour / Soir / Nuit / Fêtes O / N / N / N                           | Voy. / an —                                                        | Exploitant —                                                       |
| 828   | Desserte : - Communes : Cambrai – Aubigny-au-Bac – Féchain – Marcq-en-Ostrevent – Monchecourt – Aniche – Émerchicourt - Principaux lieux desservis : Gare de Cambrai |                                                                    |                                                                    |                                                                    |                                                                    |                                                                    |                                                                    |                                                                    |                                                                    |
| 828   | Autre : - Amplitude horaire et fréquence : - du lundi au samedi : de 6 h 40 à 19 h 5 avec 4 allers-retours dans la journée. - Particularités : - Certaines courses ne circulent pas durant les vacances scolaires. - Historique : La ligne a été créée en remplacement des lignes 323 et 324. Jusqu'au 31 août 2021, elle était numérotée 341. - Date de dernière mise à jour : 16 avril 2023. |                                                                    |                                                                    |                                                                    |                                                                    |                                                                    |                                                                    |                                                                    |                                                                    |
| 828   | Dernière actualisation : — |                                                                    |                                                                    |                                                                    |                                                                    |                                                                    |                                                                    |                                                                    |                                                                    |

##### Lignes scolaires
Les services desservant les établissements scolaires sont identifiables par la lettre "S" accolée au numéro de ligne. Ainsi un service scolaire de la ligne 801 sera numéroté 801S.

#### Périmètre Caudrésis-Catésis
Le périmètre Caudrésis-Catésis regroupe les lignes partant de Caudry et du Cateau-Cambrésis.

##### Lignes régulières
| Ligne | Caractéristiques | Caractéristiques                                             | Caractéristiques                                             | Caractéristiques                                             | Caractéristiques                                             | Caractéristiques                                             | Caractéristiques                                             | Caractéristiques                                             | Caractéristiques                                             |
| 846   | Caudry – Gare Routière ⥋ Le Cateau-Cambrésis – Gare Routière | Caudry – Gare Routière ⥋ Le Cateau-Cambrésis – Gare Routière | Caudry – Gare Routière ⥋ Le Cateau-Cambrésis – Gare Routière | Caudry – Gare Routière ⥋ Le Cateau-Cambrésis – Gare Routière | Caudry – Gare Routière ⥋ Le Cateau-Cambrésis – Gare Routière | Caudry – Gare Routière ⥋ Le Cateau-Cambrésis – Gare Routière | Caudry – Gare Routière ⥋ Le Cateau-Cambrésis – Gare Routière | Caudry – Gare Routière ⥋ Le Cateau-Cambrésis – Gare Routière | Caudry – Gare Routière ⥋ Le Cateau-Cambrésis – Gare Routière |
| ----- | --- | ------------------------------------------------------------ | ------------------------------------------------------------ | ------------------------------------------------------------ | ------------------------------------------------------------ | ------------------------------------------------------------ | ------------------------------------------------------------ | ------------------------------------------------------------ | ------------------------------------------------------------ |
| 846   | Ouverture / Fermeture — / — | Longueur —                                                   | Durée 60 min                                                 | Nb. d’arrêts 24                                              | Matériel —                                                   | Jours de fonctionnement L, Ma, Me, J, V, S                   | Jour / Soir / Nuit / Fêtes O / N / N / N                     | Voy. / an —                                                  | Exploitant —                                                 |
| 846   | Desserte : - Communes : Caudry – Bertry – Maurois – Honnechy – Reumont – Le Cateau-Cambrésis - Principaux lieux desservis : Gare de Caudry, Gare du Cateau |                                                              |                                                              |                                                              |                                                              |                                                              |                                                              |                                                              |                                                              |
| 846   | Autre : - Amplitude horaire et fréquence : - du lundi au samedi : de 6 h 5 à 19 h 25 avec 8 allers-retours dans la journée. - Particularités : - Certaines courses ne circulent pas durant les vacances scolaires. - Historique : Jusqu'au 31 août 2021, la ligne était numérotée 328. - Date de dernière mise à jour : 16 avril 2023.     |                                                              |                                                              |                                                              |                                                              |                                                              |                                                              |                                                              |                                                              |
| 846   | Dernière actualisation : — |                                                              |                                                              |                                                              |                                                              |                                                              |                                                              |                                                              |                                                              |
| 847   | Caudry – Gare Routière ⥋ Villers-Outréaux – Place De Gaulle | Caudry – Gare Routière ⥋ Villers-Outréaux – Place De Gaulle  | Caudry – Gare Routière ⥋ Villers-Outréaux – Place De Gaulle  | Caudry – Gare Routière ⥋ Villers-Outréaux – Place De Gaulle  | Caudry – Gare Routière ⥋ Villers-Outréaux – Place De Gaulle  | Caudry – Gare Routière ⥋ Villers-Outréaux – Place De Gaulle  | Caudry – Gare Routière ⥋ Villers-Outréaux – Place De Gaulle  | Caudry – Gare Routière ⥋ Villers-Outréaux – Place De Gaulle  | Caudry – Gare Routière ⥋ Villers-Outréaux – Place De Gaulle  |
| 847   | Ouverture / Fermeture — / — | Longueur —                                                   | Durée 50-60 min                                              | Nb. d’arrêts 29                                              | Matériel —                                                   | Jours de fonctionnement L, Ma, Me, J, V, S                   | Jour / Soir / Nuit / Fêtes O / N / N / N                     | Voy. / an —                                                  | Exploitant —                                                 |
| 847   | Desserte : - Communes : Caudry – Ligny-en-Cambrésis – Caullery – Walincourt-Selvigny – Malincourt – Villers-Outréaux - Principaux lieux desservis : Gare de Caudry |                                                              |                                                              |                                                              |                                                              |                                                              |                                                              |                                                              |                                                              |
| 847   | Autre : - Amplitude horaire et fréquence : - du lundi au samedi : de 6 h 45 à 19 h 5 avec 4 allers-retours dans la journée. - Particularités : - Certaines courses ne circulent pas durant les vacances scolaires. - Historique : Jusqu'au 31 août 2021, la ligne était numérotée 329. - Date de dernière mise à jour : 16 avril 2023.     |                                                              |                                                              |                                                              |                                                              |                                                              |                                                              |                                                              |                                                              |
| 847   | Dernière actualisation : — |                                                              |                                                              |                                                              |                                                              |                                                              |                                                              |                                                              |                                                              |
| 848   | Caudry – Gare Routière ⥋ Le Cateau-Cambrésis – Gare Routière | Caudry – Gare Routière ⥋ Le Cateau-Cambrésis – Gare Routière | Caudry – Gare Routière ⥋ Le Cateau-Cambrésis – Gare Routière | Caudry – Gare Routière ⥋ Le Cateau-Cambrésis – Gare Routière | Caudry – Gare Routière ⥋ Le Cateau-Cambrésis – Gare Routière | Caudry – Gare Routière ⥋ Le Cateau-Cambrésis – Gare Routière | Caudry – Gare Routière ⥋ Le Cateau-Cambrésis – Gare Routière | Caudry – Gare Routière ⥋ Le Cateau-Cambrésis – Gare Routière | Caudry – Gare Routière ⥋ Le Cateau-Cambrésis – Gare Routière |
| 848   | Ouverture / Fermeture — / — | Longueur —                                                   | Durée 70-75 min                                              | Nb. d’arrêts 35                                              | Matériel —                                                   | Jours de fonctionnement L, Ma, Me, J, V, S                   | Jour / Soir / Nuit / Fêtes O / N / N / N                     | Voy. / an —                                                  | Exploitant —                                                 |
| 848   | Desserte : - Communes : Caudry – Montigny-en-Cambrésis – Clary – Maretz – Busigny – Saint-Souplet – Saint-Benin – Le Cateau-Cambrésis - Principaux lieux desservis : Gare de Caudry, Gare de Busigny, Gare du Cateau |                                                              |                                                              |                                                              |                                                              |                                                              |                                                              |                                                              |                                                              |
| 848   | Autre : - Amplitude horaire et fréquence : - du lundi au samedi : de 6 h 0 à 20 h 20 avec 7 allers-retours dans la journée. - Particularités : - Certaines courses ne circulent pas durant les vacances scolaires. - Historique : Jusqu'au 31 août 2021, la ligne était numérotée 330. - Date de dernière mise à jour : 16 avril 2023.     |                                                              |                                                              |                                                              |                                                              |                                                              |                                                              |                                                              |                                                              |
| 848   | Dernière actualisation : — |                                                              |                                                              |                                                              |                                                              |                                                              |                                                              |                                                              |                                                              |
| 849   | Caudry – Gare ⥋ Avesnes-les-Aubert – Place de l'Église | Caudry – Gare ⥋ Avesnes-les-Aubert – Place de l'Église       | Caudry – Gare ⥋ Avesnes-les-Aubert – Place de l'Église       | Caudry – Gare ⥋ Avesnes-les-Aubert – Place de l'Église       | Caudry – Gare ⥋ Avesnes-les-Aubert – Place de l'Église       | Caudry – Gare ⥋ Avesnes-les-Aubert – Place de l'Église       | Caudry – Gare ⥋ Avesnes-les-Aubert – Place de l'Église       | Caudry – Gare ⥋ Avesnes-les-Aubert – Place de l'Église       | Caudry – Gare ⥋ Avesnes-les-Aubert – Place de l'Église       |
| 849   | Ouverture / Fermeture — / — | Longueur —                                                   | Durée 45 min                                                 | Nb. d’arrêts 27                                              | Matériel —                                                   | Jours de fonctionnement L, Ma, Me, J, V, S                   | Jour / Soir / Nuit / Fêtes O / N / N / N                     | Voy. / an —                                                  | Exploitant —                                                 |
| 849   | Desserte : - Communes : Caudry – Béthencourt – Quiévy – Saint-Hilaire-lez-Cambrai – Saint-Vaast-en-Cambrésis – Saint-Aubert – Avesnes-les-Aubert - Principaux lieux desservis : Gare de Caudry |                                                              |                                                              |                                                              |                                                              |                                                              |                                                              |                                                              |                                                              |
| 849   | Autre : - Amplitude horaire et fréquence : - du lundi au samedi : de 6 h 20 à 19 h 0 avec 6 rotations par sens dans la journée. - Particularités : - Certaines courses ne circulent pas durant les vacances scolaires. - Historique : Jusqu'au 31 août 2021, la ligne était numérotée 331. - Date de dernière mise à jour : 16 avril 2023. |                                                              |                                                              |                                                              |                                                              |                                                              |                                                              |                                                              |                                                              |
| 849   | Dernière actualisation : — |                                                              |                                                              |                                                              |                                                              |                                                              |                                                              |                                                              |                                                              |
| 850   | Le Cateau-Cambrésis – Gare Routière ⥋ Mazinghien – Église | Le Cateau-Cambrésis – Gare Routière ⥋ Mazinghien – Église    | Le Cateau-Cambrésis – Gare Routière ⥋ Mazinghien – Église    | Le Cateau-Cambrésis – Gare Routière ⥋ Mazinghien – Église    | Le Cateau-Cambrésis – Gare Routière ⥋ Mazinghien – Église    | Le Cateau-Cambrésis – Gare Routière ⥋ Mazinghien – Église    | Le Cateau-Cambrésis – Gare Routière ⥋ Mazinghien – Église    | Le Cateau-Cambrésis – Gare Routière ⥋ Mazinghien – Église    | Le Cateau-Cambrésis – Gare Routière ⥋ Mazinghien – Église    |
| 850   | Ouverture / Fermeture — / — | Longueur —                                                   | Durée 50 min                                                 | Nb. d’arrêts 26                                              | Matériel —                                                   | Jours de fonctionnement L, Ma, Me, J, V, S                   | Jour / Soir / Nuit / Fêtes O / N / N / N                     | Voy. / an —                                                  | Exploitant —                                                 |
| 850   | Desserte : - Communes : Le Cateau-Cambrésis – Pommereuil – Bazuel – Ors – Catillon-sur-Sambre – La Groise – Rejet-de-Beaulieu – Mazinghien - Principaux lieux desservis : Gare du Cateau |                                                              |                                                              |                                                              |                                                              |                                                              |                                                              |                                                              |                                                              |
| 850   | Autre : - Amplitude horaire et fréquence : - du lundi au samedi : de 6 h 45 à 20 h 10 avec 3 allers-retours. - Particularités : - Certaines courses ne circulent pas durant les vacances scolaires. - Historique : Jusqu'au 31 août 2021, la ligne était numérotée 337. - Date de dernière mise à jour : 16 avril 2023.                    |                                                              |                                                              |                                                              |                                                              |                                                              |                                                              |                                                              |                                                              |
| 850   | Dernière actualisation : — |                                                              |                                                              |                                                              |                                                              |                                                              |                                                              |                                                              |                                                              |

##### Lignes scolaires
Les services desservant les établissements scolaires sont identifiables par la lettre "S" accolée au numéro de ligne. Ainsi un service scolaire de la ligne 846 sera numéroté 846S.

### Arc-en-Ciel 4

#### Lignes régulières
| Ligne | Caractéristiques | Caractéristiques                                                                              | Caractéristiques                                                                              | Caractéristiques                                                                              | Caractéristiques                                                                              | Caractéristiques                                                                              | Caractéristiques                                                                              | Caractéristiques                                                                              | Caractéristiques                                                                              |
| 951   | Valenciennes – Esplanade ⥋ Maubeuge – Gare Routière | Valenciennes – Esplanade ⥋ Maubeuge – Gare Routière                                           | Valenciennes – Esplanade ⥋ Maubeuge – Gare Routière                                           | Valenciennes – Esplanade ⥋ Maubeuge – Gare Routière                                           | Valenciennes – Esplanade ⥋ Maubeuge – Gare Routière                                           | Valenciennes – Esplanade ⥋ Maubeuge – Gare Routière                                           | Valenciennes – Esplanade ⥋ Maubeuge – Gare Routière                                           | Valenciennes – Esplanade ⥋ Maubeuge – Gare Routière                                           | Valenciennes – Esplanade ⥋ Maubeuge – Gare Routière                                           |
| ----- | --- | --------------------------------------------------------------------------------------------- | --------------------------------------------------------------------------------------------- | --------------------------------------------------------------------------------------------- | --------------------------------------------------------------------------------------------- | --------------------------------------------------------------------------------------------- | --------------------------------------------------------------------------------------------- | --------------------------------------------------------------------------------------------- | --------------------------------------------------------------------------------------------- |
| 951   | Ouverture / Fermeture — / — | Longueur —                                                                                    | Durée 75-80 min                                                                               | Nb. d’arrêts 51                                                                               | Matériel —                                                                                    | Jours de fonctionnement L, Ma, Me, J, V, S, D                                                 | Jour / Soir / Nuit / Fêtes O / N / N / O                                                      | Voy. / an —                                                                                   | Exploitant —                                                                                  |
| 951   | Desserte : - Communes : Valenciennes – Marly – Saultain – Curgies – Jenlain – Wargnies-le-Grand – Wargnies-le-Petit – Saint-Waast – Bavay – La Longueville – Feignies – Maubeuge - Principaux lieux desservis : Gare de Valenciennes, Gare de Maubeuge |                                                                                               |                                                                                               |                                                                                               |                                                                                               |                                                                                               |                                                                                               |                                                                                               |                                                                                               |
| 951   | Autre : - Amplitude horaire et fréquence : - du lundi au samedi : de 6 h 10 à 20 h 10 avec un passage 9 allers-retours dans la journée. - dimanches et jours fériés : de 11 h 45 à 20 h 30 avec 2 allers-retours. - Particularités : - Certaines courses ne circulent pas durant les vacances scolaires. - Historique : Jusqu'au 31 août 2021, la ligne était numérotée 401. - Date de dernière mise à jour : 16 avril 2023. |                                                                                               |                                                                                               |                                                                                               |                                                                                               |                                                                                               |                                                                                               |                                                                                               |                                                                                               |
| 951   | Dernière actualisation : — |                                                                                               |                                                                                               |                                                                                               |                                                                                               |                                                                                               |                                                                                               |                                                                                               |                                                                                               |
| 951E  | Valenciennes – Gare ⥋ Maubeuge – Roosevelt | Valenciennes – Gare ⥋ Maubeuge – Roosevelt                                                    | Valenciennes – Gare ⥋ Maubeuge – Roosevelt                                                    | Valenciennes – Gare ⥋ Maubeuge – Roosevelt                                                    | Valenciennes – Gare ⥋ Maubeuge – Roosevelt                                                    | Valenciennes – Gare ⥋ Maubeuge – Roosevelt                                                    | Valenciennes – Gare ⥋ Maubeuge – Roosevelt                                                    | Valenciennes – Gare ⥋ Maubeuge – Roosevelt                                                    | Valenciennes – Gare ⥋ Maubeuge – Roosevelt                                                    |
| 951E  | Ouverture / Fermeture — / — | Longueur —                                                                                    | Durée 50-55 min                                                                               | Nb. d’arrêts 6                                                                                | Matériel —                                                                                    | Jours de fonctionnement L, Ma, Me, J, V, S                                                    | Jour / Soir / Nuit / Fêtes O / N / N / N                                                      | Voy. / an —                                                                                   | Exploitant —                                                                                  |
| 951E  | Desserte : - Communes : Valenciennes – Bavay – Maubeuge - Principaux lieux desservis : Gare de Valenciennes, Gare de Maubeuge |                                                                                               |                                                                                               |                                                                                               |                                                                                               |                                                                                               |                                                                                               |                                                                                               |                                                                                               |
| 951E  | Autre : - Amplitude horaire et fréquence : - du lundi au samedi : de 6 h 35 à 20 h 5 avec 5 allers-retours dans la journée. - Particularités : - Certaines courses ne circulent que le mercredi et le samedi. - Historique : Jusqu'au 31 août 2021, la ligne était numérotée 401E. - Date de dernière mise à jour : 16 avril 2023. |                                                                                               |                                                                                               |                                                                                               |                                                                                               |                                                                                               |                                                                                               |                                                                                               |                                                                                               |
| 951E  | Dernière actualisation : — |                                                                                               |                                                                                               |                                                                                               |                                                                                               |                                                                                               |                                                                                               |                                                                                               |                                                                                               |
| 952   | Maubeuge – Gare Routière ⥋ Fourmies – Gare | Maubeuge – Gare Routière ⥋ Fourmies – Gare                                                    | Maubeuge – Gare Routière ⥋ Fourmies – Gare                                                    | Maubeuge – Gare Routière ⥋ Fourmies – Gare                                                    | Maubeuge – Gare Routière ⥋ Fourmies – Gare                                                    | Maubeuge – Gare Routière ⥋ Fourmies – Gare                                                    | Maubeuge – Gare Routière ⥋ Fourmies – Gare                                                    | Maubeuge – Gare Routière ⥋ Fourmies – Gare                                                    | Maubeuge – Gare Routière ⥋ Fourmies – Gare                                                    |
| 952   | Ouverture / Fermeture — / — | Longueur —                                                                                    | Durée 75 min                                                                                  | Nb. d’arrêts 44                                                                               | Matériel —                                                                                    | Jours de fonctionnement L, Ma, Me, J, V, S, D                                                 | Jour / Soir / Nuit / Fêtes O / N / N / O                                                      | Voy. / an —                                                                                   | Exploitant —                                                                                  |
| 952   | Desserte : - Communes : Maubeuge – Louvroil – Hautmont – Beaufort – Dourlers – Bas-Lieu – Avesnes-sur-Helpe – Avesnelles – Sémeries – Sains-du-Nord – Féron – Fourmies - Principaux lieux desservis : Gare de Maubeuge, Gare d'Avesnes, Gare de Sains-du-Nord, Gare de Fourmies |                                                                                               |                                                                                               |                                                                                               |                                                                                               |                                                                                               |                                                                                               |                                                                                               |                                                                                               |
| 952   | Autre : - Amplitude horaire et fréquence : - du lundi au samedi : de 6 h 25 à 19 h 45 avec 10 allers-retours dans la journée. - dimanches et jours fériés : de 9 h 20 à 19 h 20 avec 3 allers-retours dans la journée. - Particularités : - Certaines courses ne circulent pas durant les vacances scolaires. - Historique : Jusqu'au 31 août 2021, la ligne était numérotée 402. - Date de dernière mise à jour : 16 avril 2023. |                                                                                               |                                                                                               |                                                                                               |                                                                                               |                                                                                               |                                                                                               |                                                                                               |                                                                                               |
| 952   | Dernière actualisation : — |                                                                                               |                                                                                               |                                                                                               |                                                                                               |                                                                                               |                                                                                               |                                                                                               |                                                                                               |
| 952E  | Maubeuge – Roosevelt ⥋ Anor – Gare | Maubeuge – Roosevelt ⥋ Anor – Gare                                                            | Maubeuge – Roosevelt ⥋ Anor – Gare                                                            | Maubeuge – Roosevelt ⥋ Anor – Gare                                                            | Maubeuge – Roosevelt ⥋ Anor – Gare                                                            | Maubeuge – Roosevelt ⥋ Anor – Gare                                                            | Maubeuge – Roosevelt ⥋ Anor – Gare                                                            | Maubeuge – Roosevelt ⥋ Anor – Gare                                                            | Maubeuge – Roosevelt ⥋ Anor – Gare                                                            |
| 952E  | Ouverture / Fermeture — / — | Longueur —                                                                                    | Durée 65 min                                                                                  | Nb. d’arrêts 7                                                                                | Matériel —                                                                                    | Jours de fonctionnement L, Ma, Me, J, V, S                                                    | Jour / Soir / Nuit / Fêtes O / N / N / N                                                      | Voy. / an —                                                                                   | Exploitant —                                                                                  |
| 952E  | Desserte : - Communes : Maubeuge – Avesnes-sur-Helpe – Sains-du-Nord – Fourmies – Anor - Principaux lieux desservis : Gare de Maubeuge, Gare d'Avesnes, Gare de Sains-du-Nord, Gare de Fourmies, Gare d'Anor |                                                                                               |                                                                                               |                                                                                               |                                                                                               |                                                                                               |                                                                                               |                                                                                               |                                                                                               |
| 952E  | Autre : - Amplitude horaire et fréquence : - du lundi au samedi : de 6 h 30 à 19 h 35 avec 6 allers-retours dans la journée. - Particularités : - Certaines courses ne circulent que le mercredi et le samedi. - Historique : Jusqu'au 31 août 2021, la ligne était numérotée 402E. - Date de dernière mise à jour : 16 avril 2023. |                                                                                               |                                                                                               |                                                                                               |                                                                                               |                                                                                               |                                                                                               |                                                                                               |                                                                                               |
| 952E  | Dernière actualisation : — |                                                                                               |                                                                                               |                                                                                               |                                                                                               |                                                                                               |                                                                                               |                                                                                               |                                                                                               |
| 953   | Valenciennes – Esplanade ⥋ Le Quesnoy – Gare | Valenciennes – Esplanade ⥋ Le Quesnoy – Gare                                                  | Valenciennes – Esplanade ⥋ Le Quesnoy – Gare                                                  | Valenciennes – Esplanade ⥋ Le Quesnoy – Gare                                                  | Valenciennes – Esplanade ⥋ Le Quesnoy – Gare                                                  | Valenciennes – Esplanade ⥋ Le Quesnoy – Gare                                                  | Valenciennes – Esplanade ⥋ Le Quesnoy – Gare                                                  | Valenciennes – Esplanade ⥋ Le Quesnoy – Gare                                                  | Valenciennes – Esplanade ⥋ Le Quesnoy – Gare                                                  |
| 953   | Ouverture / Fermeture — / — | Longueur —                                                                                    | Durée 50 min                                                                                  | Nb. d’arrêts 33                                                                               | Matériel —                                                                                    | Jours de fonctionnement L, Ma, Me, J, V, S                                                    | Jour / Soir / Nuit / Fêtes O / N / N / N                                                      | Voy. / an —                                                                                   | Exploitant —                                                                                  |
| 953   | Desserte : - Communes : Valenciennes – Marly – Préseau – Maresches – Villers-Pol – Orsinval – Le Quesnoy - Principaux lieux desservis : Gare de Valenciennes, Gare du Quesnoy |                                                                                               |                                                                                               |                                                                                               |                                                                                               |                                                                                               |                                                                                               |                                                                                               |                                                                                               |
| 953   | Autre : - Amplitude horaire et fréquence : - du lundi au samedi : de 6 h 45 à 19 h 10 avec 8 allers-retours dans la journée. - Historique : Jusqu'au 31 août 2021, la ligne était numérotée 403. - Date de dernière mise à jour : 16 avril 2023. |                                                                                               |                                                                                               |                                                                                               |                                                                                               |                                                                                               |                                                                                               |                                                                                               |                                                                                               |
| 953   | Dernière actualisation : — |                                                                                               |                                                                                               |                                                                                               |                                                                                               |                                                                                               |                                                                                               |                                                                                               |                                                                                               |
| 954   | Le Quesnoy – Gare ⥋ Landrecies – Centre Social Bantigny | Le Quesnoy – Gare ⥋ Landrecies – Centre Social Bantigny                                       | Le Quesnoy – Gare ⥋ Landrecies – Centre Social Bantigny                                       | Le Quesnoy – Gare ⥋ Landrecies – Centre Social Bantigny                                       | Le Quesnoy – Gare ⥋ Landrecies – Centre Social Bantigny                                       | Le Quesnoy – Gare ⥋ Landrecies – Centre Social Bantigny                                       | Le Quesnoy – Gare ⥋ Landrecies – Centre Social Bantigny                                       | Le Quesnoy – Gare ⥋ Landrecies – Centre Social Bantigny                                       | Le Quesnoy – Gare ⥋ Landrecies – Centre Social Bantigny                                       |
| 954   | Ouverture / Fermeture — / — | Longueur —                                                                                    | Durée 60-65 min                                                                               | Nb. d’arrêts 34                                                                               | Matériel —                                                                                    | Jours de fonctionnement L, Ma, Me, J, V, S                                                    | Jour / Soir / Nuit / Fêtes O / N / N / O                                                      | Voy. / an —                                                                                   | Exploitant —                                                                                  |
| 954   | Desserte : - Communes : Le Quesnoy – Louvignies-Quesnoy – Raucourt-au-Bois – Englefontaine – Poix-du-Nord – Hecq – Preux-au-Bois – Robersart – Bousies – Fontaine-au-Bois – Landrecies - Principaux lieux desservis : Gare du Quesnoy |                                                                                               |                                                                                               |                                                                                               |                                                                                               |                                                                                               |                                                                                               |                                                                                               |                                                                                               |
| 954   | Autre : - Amplitude horaire et fréquence : - du lundi au samedi : de 6 h 10 à 19 h 5 avec 8 allers-retours dans la journée. - dimanches et jours fériés : de 9 h 0 à 18 h 40 avec 2 allers-retours dans la journée. - Historique : Jusqu'au 31 août 2021, la ligne était numérotée 404. - Date de dernière mise à jour : 16 avril 2023. |                                                                                               |                                                                                               |                                                                                               |                                                                                               |                                                                                               |                                                                                               |                                                                                               |                                                                                               |
| 954   | Dernière actualisation : — |                                                                                               |                                                                                               |                                                                                               |                                                                                               |                                                                                               |                                                                                               |                                                                                               |                                                                                               |
| 955   | Avesnes-sur-Helpe – Gare ⥋ Solre-le-Château – Place | Avesnes-sur-Helpe – Gare ⥋ Solre-le-Château – Place                                           | Avesnes-sur-Helpe – Gare ⥋ Solre-le-Château – Place                                           | Avesnes-sur-Helpe – Gare ⥋ Solre-le-Château – Place                                           | Avesnes-sur-Helpe – Gare ⥋ Solre-le-Château – Place                                           | Avesnes-sur-Helpe – Gare ⥋ Solre-le-Château – Place                                           | Avesnes-sur-Helpe – Gare ⥋ Solre-le-Château – Place                                           | Avesnes-sur-Helpe – Gare ⥋ Solre-le-Château – Place                                           | Avesnes-sur-Helpe – Gare ⥋ Solre-le-Château – Place                                           |
| 955   | Ouverture / Fermeture — / — | Longueur —                                                                                    | Durée 50 min                                                                                  | Nb. d’arrêts 22                                                                               | Matériel —                                                                                    | Jours de fonctionnement L, Ma, Me, J, V, S                                                    | Jour / Soir / Nuit / Fêtes O / N / N / N                                                      | Voy. / an —                                                                                   | Exploitant —                                                                                  |
| 955   | Desserte : - Communes : Avesnes-sur-Helpe – Avesnelles – Flaumont-Waudrechies – Sémeries – Felleries – Beugnies – Sars-Poteries – Lez-Fontaine – Solre-le-Château - Principaux lieux desservis : Gare d'Avesnes |                                                                                               |                                                                                               |                                                                                               |                                                                                               |                                                                                               |                                                                                               |                                                                                               |                                                                                               |
| 955   | Autre : - Amplitude horaire et fréquence : - du lundi au samedi : de 6 h 10 à 19 h 15 avec 5 allers-retours dans la journée. - Historique : Jusqu'au 31 août 2021, la ligne était numérotée 405. - Date de dernière mise à jour : 16 avril 2023. |                                                                                               |                                                                                               |                                                                                               |                                                                                               |                                                                                               |                                                                                               |                                                                                               |                                                                                               |
| 955   | Dernière actualisation : — |                                                                                               |                                                                                               |                                                                                               |                                                                                               |                                                                                               |                                                                                               |                                                                                               |                                                                                               |
| 956   | Anor – Point du Jour ⥋ Trélon – Clemenceau | Anor – Point du Jour ⥋ Trélon – Clemenceau                                                    | Anor – Point du Jour ⥋ Trélon – Clemenceau                                                    | Anor – Point du Jour ⥋ Trélon – Clemenceau                                                    | Anor – Point du Jour ⥋ Trélon – Clemenceau                                                    | Anor – Point du Jour ⥋ Trélon – Clemenceau                                                    | Anor – Point du Jour ⥋ Trélon – Clemenceau                                                    | Anor – Point du Jour ⥋ Trélon – Clemenceau                                                    | Anor – Point du Jour ⥋ Trélon – Clemenceau                                                    |
| 956   | Ouverture / Fermeture — / — | Longueur —                                                                                    | Durée 60 min                                                                                  | Nb. d’arrêts 19                                                                               | Matériel —                                                                                    | Jours de fonctionnement L, Ma, Me, J, V, S                                                    | Jour / Soir / Nuit / Fêtes O / N / N / N                                                      | Voy. / an —                                                                                   | Exploitant —                                                                                  |
| 956   | Desserte : - Communes : Anor – Fourmies – Ohain – Trélon - Principaux lieux desservis : Gare de Fourmies |                                                                                               |                                                                                               |                                                                                               |                                                                                               |                                                                                               |                                                                                               |                                                                                               |                                                                                               |
| 956   | Autre : - Amplitude horaire et fréquence : - du lundi au samedi : de 7 h 5 à 18 h 55 avec 6 allers-retours dans la journée. - Particularités : - Certaines courses ne circulent pas durant les vacances scolaires. - Historique : Jusqu'au 31 août 2021, la ligne était numérotée 406. - Date de dernière mise à jour : 16 avril 2023. |                                                                                               |                                                                                               |                                                                                               |                                                                                               |                                                                                               |                                                                                               |                                                                                               |                                                                                               |
| 956   | Dernière actualisation : — |                                                                                               |                                                                                               |                                                                                               |                                                                                               |                                                                                               |                                                                                               |                                                                                               |                                                                                               |
| 957   | Aulnoye-Aymeries – Centre Administratif ⥋ Avesnes-sur-Helpe – Gare / Solre-le-Château – Place | Aulnoye-Aymeries – Centre Administratif ⥋ Avesnes-sur-Helpe – Gare / Solre-le-Château – Place | Aulnoye-Aymeries – Centre Administratif ⥋ Avesnes-sur-Helpe – Gare / Solre-le-Château – Place | Aulnoye-Aymeries – Centre Administratif ⥋ Avesnes-sur-Helpe – Gare / Solre-le-Château – Place | Aulnoye-Aymeries – Centre Administratif ⥋ Avesnes-sur-Helpe – Gare / Solre-le-Château – Place | Aulnoye-Aymeries – Centre Administratif ⥋ Avesnes-sur-Helpe – Gare / Solre-le-Château – Place | Aulnoye-Aymeries – Centre Administratif ⥋ Avesnes-sur-Helpe – Gare / Solre-le-Château – Place | Aulnoye-Aymeries – Centre Administratif ⥋ Avesnes-sur-Helpe – Gare / Solre-le-Château – Place | Aulnoye-Aymeries – Centre Administratif ⥋ Avesnes-sur-Helpe – Gare / Solre-le-Château – Place |
| 957   | Ouverture / Fermeture — / — | Longueur —                                                                                    | Durée 40-65 min                                                                               | Nb. d’arrêts 20                                                                               | Matériel —                                                                                    | Jours de fonctionnement L, Ma, Me, J, V, S, D                                                 | Jour / Soir / Nuit / Fêtes O / N / N / O                                                      | Voy. / an —                                                                                   | Exploitant —                                                                                  |
| 957   | Desserte : - Communes : Aulnoye-Aymeries – Monceau-Saint-Waast – Saint-Remy-Chaussée – Dompierre-sur-Helpe – Saint-Hilaire-sur-Helpe – Avesnelles – Avesnes-sur-Helpe – Felleries – Beugnies – Sars-Poteries – Solre-le-Château - Principaux lieux desservis : Gare d'Aulnoye-Aymeries, Gare de Dompierre, Gare d'Avesnes |                                                                                               |                                                                                               |                                                                                               |                                                                                               |                                                                                               |                                                                                               |                                                                                               |                                                                                               |
| 957   | Autre : - Amplitude horaire et fréquence : - du lundi au samedi : de 6 h 40 à 19 h 20 avec 5 allers-retours dans la journée. - dimanches et jours fériés : de 13 h 0 à 17 h 50 avec un aller-retour; - Particularités : - Certaines courses ne circulent pas durant les vacances scolaires. - Les dimanches et jours fériés, la ligne ne fonctionne qu'entre Aulnoye-Aymeries – Gare et Sars-Poteries – MusVerre sans desserte d'arrêt intermédiaire. - Historique : Jusqu'au 31 août 2021, la ligne était numérotée 407. - Date de dernière mise à jour : 16 avril 2023. |                                                                                               |                                                                                               |                                                                                               |                                                                                               |                                                                                               |                                                                                               |                                                                                               |                                                                                               |
| 957   | Dernière actualisation : — |                                                                                               |                                                                                               |                                                                                               |                                                                                               |                                                                                               |                                                                                               |                                                                                               |                                                                                               |
| 958   | Wignehies – Polyclinique ⥋ Trélon – Place Jean Jaurès | Wignehies – Polyclinique ⥋ Trélon – Place Jean Jaurès                                         | Wignehies – Polyclinique ⥋ Trélon – Place Jean Jaurès                                         | Wignehies – Polyclinique ⥋ Trélon – Place Jean Jaurès                                         | Wignehies – Polyclinique ⥋ Trélon – Place Jean Jaurès                                         | Wignehies – Polyclinique ⥋ Trélon – Place Jean Jaurès                                         | Wignehies – Polyclinique ⥋ Trélon – Place Jean Jaurès                                         | Wignehies – Polyclinique ⥋ Trélon – Place Jean Jaurès                                         | Wignehies – Polyclinique ⥋ Trélon – Place Jean Jaurès                                         |
| 958   | Ouverture / Fermeture — / — | Longueur —                                                                                    | Durée 45 min                                                                                  | Nb. d’arrêts 22                                                                               | Matériel —                                                                                    | Jours de fonctionnement L, Ma, Me, J, V, S                                                    | Jour / Soir / Nuit / Fêtes O / N / N / N                                                      | Voy. / an —                                                                                   | Exploitant —                                                                                  |
| 958   | Desserte : - Communes : Wignehies – Fourmies – Glageon – Trélon - Principaux lieux desservis : Gare de Fourmies |                                                                                               |                                                                                               |                                                                                               |                                                                                               |                                                                                               |                                                                                               |                                                                                               |                                                                                               |
| 958   | Autre : - Amplitude horaire et fréquence : - du lundi au samedi : de 6 h 45 à 19 h 0 avec 10 allers-retours dans la journée. - Particularités : - Certaines courses ne circulent pas durant les vacances scolaires. - Historique : Jusqu'au 31 août 2021, la ligne était numérotée 409. - Date de dernière mise à jour : 16 avril 2023. |                                                                                               |                                                                                               |                                                                                               |                                                                                               |                                                                                               |                                                                                               |                                                                                               |                                                                                               |
| 958   | Dernière actualisation : — |                                                                                               |                                                                                               |                                                                                               |                                                                                               |                                                                                               |                                                                                               |                                                                                               |                                                                                               |
| 971   | Le Quesnoy – Gare ⥋ Famars – Université | Le Quesnoy – Gare ⥋ Famars – Université                                                       | Le Quesnoy – Gare ⥋ Famars – Université                                                       | Le Quesnoy – Gare ⥋ Famars – Université                                                       | Le Quesnoy – Gare ⥋ Famars – Université                                                       | Le Quesnoy – Gare ⥋ Famars – Université                                                       | Le Quesnoy – Gare ⥋ Famars – Université                                                       | Le Quesnoy – Gare ⥋ Famars – Université                                                       | Le Quesnoy – Gare ⥋ Famars – Université                                                       |
| 971   | Ouverture / Fermeture — / — | Longueur —                                                                                    | Durée 60 min                                                                                  | Nb. d’arrêts 23                                                                               | Matériel —                                                                                    | Jours de fonctionnement L, Ma, Me, J, V, S                                                    | Jour / Soir / Nuit / Fêtes O / N / N / N                                                      | Voy. / an —                                                                                   | Exploitant —                                                                                  |
| 971   | Desserte : - Communes : Le Quesnoy – Ghissignies – Beaudignies – Ruesnes – Sepmeries – Artres – Famars - Principaux lieux desservis : Gare du Quesnoy, Université polytechnique Hauts-de-France |                                                                                               |                                                                                               |                                                                                               |                                                                                               |                                                                                               |                                                                                               |                                                                                               |                                                                                               |
| 971   | Autre : - Amplitude horaire et fréquence : - du lundi au samedi : de 6 h 15 à 19 h 0 avec 4 allers-retours dans la journée. - Particularités : - Certaines courses ne circulent pas durant les vacances scolaires. - Historique : Jusqu'au 31 août 2021, la ligne était numérotée 420. - Date de dernière mise à jour : 16 avril 2023. |                                                                                               |                                                                                               |                                                                                               |                                                                                               |                                                                                               |                                                                                               |                                                                                               |                                                                                               |
| 971   | Dernière actualisation : — |                                                                                               |                                                                                               |                                                                                               |                                                                                               |                                                                                               |                                                                                               |                                                                                               |                                                                                               |
| 972   | Le Quesnoy – Gare ⥋ Bavay – Porte de Valenciennes | Le Quesnoy – Gare ⥋ Bavay – Porte de Valenciennes                                             | Le Quesnoy – Gare ⥋ Bavay – Porte de Valenciennes                                             | Le Quesnoy – Gare ⥋ Bavay – Porte de Valenciennes                                             | Le Quesnoy – Gare ⥋ Bavay – Porte de Valenciennes                                             | Le Quesnoy – Gare ⥋ Bavay – Porte de Valenciennes                                             | Le Quesnoy – Gare ⥋ Bavay – Porte de Valenciennes                                             | Le Quesnoy – Gare ⥋ Bavay – Porte de Valenciennes                                             | Le Quesnoy – Gare ⥋ Bavay – Porte de Valenciennes                                             |
| 972   | Ouverture / Fermeture — / — | Longueur —                                                                                    | Durée 55-60 min                                                                               | Nb. d’arrêts 29                                                                               | Matériel —                                                                                    | Jours de fonctionnement L, Ma, Me, J, V, S                                                    | Jour / Soir / Nuit / Fêtes O / N / N / N                                                      | Voy. / an —                                                                                   | Exploitant —                                                                                  |
| 972   | Desserte : - Communes : Le Quesnoy – Villereau – Frasnoy – Gommegnies – Amfroipret – Bermeries – Obies – Mecquignies – Audignies – Bavay - Principaux lieux desservis : Gare du Quesnoy |                                                                                               |                                                                                               |                                                                                               |                                                                                               |                                                                                               |                                                                                               |                                                                                               |                                                                                               |
| 972   | Autre : - Amplitude horaire et fréquence : - du lundi au samedi : de 6 h 10 à 19 h 20 avec 6 allers-retours dans la journée. - Particularités : - Certaines courses ne circulent pas durant les vacances scolaires. - Historique : Jusqu'au 31 août 2021, la ligne était numérotée 421. - Date de dernière mise à jour : 16 avril 2023. |                                                                                               |                                                                                               |                                                                                               |                                                                                               |                                                                                               |                                                                                               |                                                                                               |                                                                                               |
| 972   | Dernière actualisation : — |                                                                                               |                                                                                               |                                                                                               |                                                                                               |                                                                                               |                                                                                               |                                                                                               |                                                                                               |
| 973   | Le Quesnoy – Gare ⥋ Solesmes – Marché Couvert | Le Quesnoy – Gare ⥋ Solesmes – Marché Couvert                                                 | Le Quesnoy – Gare ⥋ Solesmes – Marché Couvert                                                 | Le Quesnoy – Gare ⥋ Solesmes – Marché Couvert                                                 | Le Quesnoy – Gare ⥋ Solesmes – Marché Couvert                                                 | Le Quesnoy – Gare ⥋ Solesmes – Marché Couvert                                                 | Le Quesnoy – Gare ⥋ Solesmes – Marché Couvert                                                 | Le Quesnoy – Gare ⥋ Solesmes – Marché Couvert                                                 | Le Quesnoy – Gare ⥋ Solesmes – Marché Couvert                                                 |
| 973   | Ouverture / Fermeture — / — | Longueur —                                                                                    | Durée 50 min                                                                                  | Nb. d’arrêts 26                                                                               | Matériel —                                                                                    | Jours de fonctionnement L, Ma, Me, J, V, S                                                    | Jour / Soir / Nuit / Fêtes O / N / N / N                                                      | Voy. / an —                                                                                   | Exploitant —                                                                                  |
| 973   | Desserte : - Communes : Le Quesnoy – Louvignies-Quesnoy – Englefontaine – Poix-du-Nord – Salesches – Neuville-en-Avesnois – Vendegies-au-Bois – Beaurain – Solesmes - Principaux lieux desservis : Gare du Quesnoy |                                                                                               |                                                                                               |                                                                                               |                                                                                               |                                                                                               |                                                                                               |                                                                                               |                                                                                               |
| 973   | Autre : - Amplitude horaire et fréquence : - du lundi au samedi : de 6 h 5 à 18 h 15 avec un 4 allers-retous par jour. - Particularités : - Certaines courses ne circulent pas durant les vacances scolaires. - Historique : Jusqu'au 31 août 2021, la ligne était numérotée 422. - Date de dernière mise à jour : 16 avril 2023. |                                                                                               |                                                                                               |                                                                                               |                                                                                               |                                                                                               |                                                                                               |                                                                                               |                                                                                               |
| 973   | Dernière actualisation : — |                                                                                               |                                                                                               |                                                                                               |                                                                                               |                                                                                               |                                                                                               |                                                                                               |                                                                                               |
| 974   | Landrecies – Centre Social Bantigny ⥋ Le Cateau-Cambrésis – Gare Routière | Landrecies – Centre Social Bantigny ⥋ Le Cateau-Cambrésis – Gare Routière                     | Landrecies – Centre Social Bantigny ⥋ Le Cateau-Cambrésis – Gare Routière                     | Landrecies – Centre Social Bantigny ⥋ Le Cateau-Cambrésis – Gare Routière                     | Landrecies – Centre Social Bantigny ⥋ Le Cateau-Cambrésis – Gare Routière                     | Landrecies – Centre Social Bantigny ⥋ Le Cateau-Cambrésis – Gare Routière                     | Landrecies – Centre Social Bantigny ⥋ Le Cateau-Cambrésis – Gare Routière                     | Landrecies – Centre Social Bantigny ⥋ Le Cateau-Cambrésis – Gare Routière                     | Landrecies – Centre Social Bantigny ⥋ Le Cateau-Cambrésis – Gare Routière                     |
| 974   | Ouverture / Fermeture — / — | Longueur —                                                                                    | Durée 30 min                                                                                  | Nb. d’arrêts 12                                                                               | Matériel —                                                                                    | Jours de fonctionnement L, Ma, Me, J, V, S                                                    | Jour / Soir / Nuit / Fêtes O / N / N / N                                                      | Voy. / an —                                                                                   | Exploitant —                                                                                  |
| 974   | Desserte : - Communes : Landrecies – Fontaine-au-Bois – Bousies – Croix-Caluyau – Forest-en-Cambrésis – Le Cateau-Cambrésis - Principaux lieux desservis : |                                                                                               |                                                                                               |                                                                                               |                                                                                               |                                                                                               |                                                                                               |                                                                                               |                                                                                               |
| 974   | Autre : - Amplitude horaire et fréquence : - du lundi au samedi : de 7 h 15 à 18 h 35 avec 4 allers-retours dans la journée. - Particularités : - Certaines courses ne circulent pas durant les vacances scolaires. - Historique : Jusqu'au 31 août 2021, la ligne était numérotée 423. - Date de dernière mise à jour : 16 avril 2023. |                                                                                               |                                                                                               |                                                                                               |                                                                                               |                                                                                               |                                                                                               |                                                                                               |                                                                                               |
| 974   | Dernière actualisation : — |                                                                                               |                                                                                               |                                                                                               |                                                                                               |                                                                                               |                                                                                               |                                                                                               |                                                                                               |
| 975   | Le Quesnoy – Les Chênes ⥋ Locquignol – Place | Le Quesnoy – Les Chênes ⥋ Locquignol – Place                                                  | Le Quesnoy – Les Chênes ⥋ Locquignol – Place                                                  | Le Quesnoy – Les Chênes ⥋ Locquignol – Place                                                  | Le Quesnoy – Les Chênes ⥋ Locquignol – Place                                                  | Le Quesnoy – Les Chênes ⥋ Locquignol – Place                                                  | Le Quesnoy – Les Chênes ⥋ Locquignol – Place                                                  | Le Quesnoy – Les Chênes ⥋ Locquignol – Place                                                  | Le Quesnoy – Les Chênes ⥋ Locquignol – Place                                                  |
| 975   | Ouverture / Fermeture — / — | Longueur —                                                                                    | Durée 50 min                                                                                  | Nb. d’arrêts 37                                                                               | Matériel —                                                                                    | Jours de fonctionnement L, Ma, Me, J, V, S                                                    | Jour / Soir / Nuit / Fêtes O / N / N / N                                                      | Voy. / an —                                                                                   | Exploitant —                                                                                  |
| 975   | Desserte : - Communes : Le Quesnoy – Villereau – Jolimetz – Locquignol - Principaux lieux desservis : Gare du Quesnoy |                                                                                               |                                                                                               |                                                                                               |                                                                                               |                                                                                               |                                                                                               |                                                                                               |                                                                                               |
| 975   | Autre : - Amplitude horaire et fréquence : - du lundi au samedi : de 6 h 30 à 17 h 25 avec 3 allers-retours dans la journée. - Particularités : - Certaines courses ne circulent pas durant les vacances scolaires. - Historique : Jusqu'au 31 août 2021, la ligne était numérotée 424. - Date de dernière mise à jour : 16 avril 2023. |                                                                                               |                                                                                               |                                                                                               |                                                                                               |                                                                                               |                                                                                               |                                                                                               |                                                                                               |
| 975   | Dernière actualisation : — |                                                                                               |                                                                                               |                                                                                               |                                                                                               |                                                                                               |                                                                                               |                                                                                               |                                                                                               |
| 976   | Bavay – Porte de Valenciennes ⥋ Feignies – Église | Bavay – Porte de Valenciennes ⥋ Feignies – Église                                             | Bavay – Porte de Valenciennes ⥋ Feignies – Église                                             | Bavay – Porte de Valenciennes ⥋ Feignies – Église                                             | Bavay – Porte de Valenciennes ⥋ Feignies – Église                                             | Bavay – Porte de Valenciennes ⥋ Feignies – Église                                             | Bavay – Porte de Valenciennes ⥋ Feignies – Église                                             | Bavay – Porte de Valenciennes ⥋ Feignies – Église                                             | Bavay – Porte de Valenciennes ⥋ Feignies – Église                                             |
| 976   | Ouverture / Fermeture — / — | Longueur —                                                                                    | Durée 40 min                                                                                  | Nb. d’arrêts 24                                                                               | Matériel —                                                                                    | Jours de fonctionnement L, Ma, Me, J, V, S                                                    | Jour / Soir / Nuit / Fêtes O / N / N / N                                                      | Voy. / an —                                                                                   | Exploitant —                                                                                  |
| 976   | Desserte : - Communes : Bavay – Houdain-lez-Bavay – Hon-Hergies – Taisnières-sur-Hon – La Longueville – Gognies-Chaussée – Feignies - Principaux lieux desservis : |                                                                                               |                                                                                               |                                                                                               |                                                                                               |                                                                                               |                                                                                               |                                                                                               |                                                                                               |
| 976   | Autre : - Amplitude horaire et fréquence : - du lundi au samedi : de 6 h 40 à 18 h 55 avec 5 allers-retours dans la journée. - Particularités : - Certaines courses ne circulent pas durant les vacances scolaires. - Historique : Jusqu'au 31 août 2021, la ligne était numérotée 425. - Date de dernière mise à jour : 16 avril 2023. |                                                                                               |                                                                                               |                                                                                               |                                                                                               |                                                                                               |                                                                                               |                                                                                               |                                                                                               |
| 976   | Dernière actualisation : — |                                                                                               |                                                                                               |                                                                                               |                                                                                               |                                                                                               |                                                                                               |                                                                                               |                                                                                               |
| 977   | Bavay – Porte de Valenciennes ⥋ La Flamengrie – Le Calotin | Bavay – Porte de Valenciennes ⥋ La Flamengrie – Le Calotin                                    | Bavay – Porte de Valenciennes ⥋ La Flamengrie – Le Calotin                                    | Bavay – Porte de Valenciennes ⥋ La Flamengrie – Le Calotin                                    | Bavay – Porte de Valenciennes ⥋ La Flamengrie – Le Calotin                                    | Bavay – Porte de Valenciennes ⥋ La Flamengrie – Le Calotin                                    | Bavay – Porte de Valenciennes ⥋ La Flamengrie – Le Calotin                                    | Bavay – Porte de Valenciennes ⥋ La Flamengrie – Le Calotin                                    | Bavay – Porte de Valenciennes ⥋ La Flamengrie – Le Calotin                                    |
| 977   | Ouverture / Fermeture — / — | Longueur —                                                                                    | Durée 30 min                                                                                  | Nb. d’arrêts 15                                                                               | Matériel —                                                                                    | Jours de fonctionnement L, Ma, Me, J, V                                                       | Jour / Soir / Nuit / Fêtes O / N / N / N                                                      | Voy. / an —                                                                                   | Exploitant —                                                                                  |
| 977   | Desserte : - Communes : Bavay – Houdain-lez-Bavay – Gussignies – Bellignies – Bettrechies – La Flamengrie - Principaux lieux desservis : |                                                                                               |                                                                                               |                                                                                               |                                                                                               |                                                                                               |                                                                                               |                                                                                               |                                                                                               |
| 977   | Autre : - Amplitude horaire et fréquence : - du lundi au vendredi : de 6 h 15 à 18 h 40 avec 3 allers-retours dans la journée. - Particularités : - Certaines courses ne circulent pas durant les vacances scolaires. - Historique : Jusqu'au 31 août 2021, la ligne était numérotée 426. - Date de dernière mise à jour : 16 avril 2023. |                                                                                               |                                                                                               |                                                                                               |                                                                                               |                                                                                               |                                                                                               |                                                                                               |                                                                                               |
| 977   | Dernière actualisation : — |                                                                                               |                                                                                               |                                                                                               |                                                                                               |                                                                                               |                                                                                               |                                                                                               |                                                                                               |
| 978   | Aulnoye-Aymeries – Gare ⥋ Bavay – Porte de Valenciennes / Saint-Waast – Place Louise Thuliez | Aulnoye-Aymeries – Gare ⥋ Bavay – Porte de Valenciennes / Saint-Waast – Place Louise Thuliez  | Aulnoye-Aymeries – Gare ⥋ Bavay – Porte de Valenciennes / Saint-Waast – Place Louise Thuliez  | Aulnoye-Aymeries – Gare ⥋ Bavay – Porte de Valenciennes / Saint-Waast – Place Louise Thuliez  | Aulnoye-Aymeries – Gare ⥋ Bavay – Porte de Valenciennes / Saint-Waast – Place Louise Thuliez  | Aulnoye-Aymeries – Gare ⥋ Bavay – Porte de Valenciennes / Saint-Waast – Place Louise Thuliez  | Aulnoye-Aymeries – Gare ⥋ Bavay – Porte de Valenciennes / Saint-Waast – Place Louise Thuliez  | Aulnoye-Aymeries – Gare ⥋ Bavay – Porte de Valenciennes / Saint-Waast – Place Louise Thuliez  | Aulnoye-Aymeries – Gare ⥋ Bavay – Porte de Valenciennes / Saint-Waast – Place Louise Thuliez  |
| 978   | Ouverture / Fermeture — / — | Longueur —                                                                                    | Durée 35-40 min                                                                               | Nb. d’arrêts 18                                                                               | Matériel —                                                                                    | Jours de fonctionnement L, Ma, Me, J, V, S                                                    | Jour / Soir / Nuit / Fêtes O / N / N / N                                                      | Voy. / an —                                                                                   | Exploitant —                                                                                  |
| 978   | Desserte : - Communes : Aulnoye-Aymeries – Pont-sur-Sambre – Vieux-Mesnil – Hargnies – Mecquignies – Audignies – Bavay – Saint-Waast - Principaux lieux desservis : Gare d'Aulnoye-Aymeries |                                                                                               |                                                                                               |                                                                                               |                                                                                               |                                                                                               |                                                                                               |                                                                                               |                                                                                               |
| 978   | Autre : - Amplitude horaire et fréquence : - du lundi au samedi : de 7 h 10 à 18 h 45 avec 5 allers-retours dans la journée. - Particularités : - Certaines courses ne circulent pas durant les vacances scolaires. - Historique : Jusqu'au 31 août 2021, la ligne était numérotée 428. - Date de dernière mise à jour : 16 avril 2023. |                                                                                               |                                                                                               |                                                                                               |                                                                                               |                                                                                               |                                                                                               |                                                                                               |                                                                                               |
| 978   | Dernière actualisation : — |                                                                                               |                                                                                               |                                                                                               |                                                                                               |                                                                                               |                                                                                               |                                                                                               |                                                                                               |
| 979   | Maubeuge – Gare Routière ⥋ Bavay – Porte de Valenciennes | Maubeuge – Gare Routière ⥋ Bavay – Porte de Valenciennes                                      | Maubeuge – Gare Routière ⥋ Bavay – Porte de Valenciennes                                      | Maubeuge – Gare Routière ⥋ Bavay – Porte de Valenciennes                                      | Maubeuge – Gare Routière ⥋ Bavay – Porte de Valenciennes                                      | Maubeuge – Gare Routière ⥋ Bavay – Porte de Valenciennes                                      | Maubeuge – Gare Routière ⥋ Bavay – Porte de Valenciennes                                      | Maubeuge – Gare Routière ⥋ Bavay – Porte de Valenciennes                                      | Maubeuge – Gare Routière ⥋ Bavay – Porte de Valenciennes                                      |
| 979   | Ouverture / Fermeture — / — | Longueur —                                                                                    | Durée 40 min                                                                                  | Nb. d’arrêts 13                                                                               | Matériel —                                                                                    | Jours de fonctionnement L, Ma, Me, J, V, S                                                    | Jour / Soir / Nuit / Fêtes O / N / N / N                                                      | Voy. / an —                                                                                   | Exploitant —                                                                                  |
| 979   | Desserte : - Communes : Maubeuge – Louvroil – Hautmont – Vieux-Mesnil – Hargnies – La Longueville – Bavay - Principaux lieux desservis : Gare de Maubeuge |                                                                                               |                                                                                               |                                                                                               |                                                                                               |                                                                                               |                                                                                               |                                                                                               |                                                                                               |
| 979   | Autre : - Amplitude horaire et fréquence : - du lundi au samedi : de 7 h 10 à 18 h 20 avec 4 allers et 2 retours dans la journée. - Particularités : - Certaines courses ne circulent pas durant les vacances scolaires. - Historique : Jusqu'au 31 août 2021, la ligne était numérotée 429. - Date de dernière mise à jour : 16 avril 2023. |                                                                                               |                                                                                               |                                                                                               |                                                                                               |                                                                                               |                                                                                               |                                                                                               |                                                                                               |
| 979   | Dernière actualisation : — |                                                                                               |                                                                                               |                                                                                               |                                                                                               |                                                                                               |                                                                                               |                                                                                               |                                                                                               |
| 980   | Le Quesnoy – Gare ⥋ Gommegnies – Château d'Eau | Le Quesnoy – Gare ⥋ Gommegnies – Château d'Eau                                                | Le Quesnoy – Gare ⥋ Gommegnies – Château d'Eau                                                | Le Quesnoy – Gare ⥋ Gommegnies – Château d'Eau                                                | Le Quesnoy – Gare ⥋ Gommegnies – Château d'Eau                                                | Le Quesnoy – Gare ⥋ Gommegnies – Château d'Eau                                                | Le Quesnoy – Gare ⥋ Gommegnies – Château d'Eau                                                | Le Quesnoy – Gare ⥋ Gommegnies – Château d'Eau                                                | Le Quesnoy – Gare ⥋ Gommegnies – Château d'Eau                                                |
| 980   | Ouverture / Fermeture — / — | Longueur —                                                                                    | Durée 55 min                                                                                  | Nb. d’arrêts 20                                                                               | Matériel —                                                                                    | Jours de fonctionnement L, Ma, Me, J, V, S                                                    | Jour / Soir / Nuit / Fêtes O / N / N / N                                                      | Voy. / an —                                                                                   | Exploitant —                                                                                  |
| 980   | Desserte : - Communes : Le Quesnoy – Potelle – Jolimetz – Gommegnies - Principaux lieux desservis : Gare du Quesnoy |                                                                                               |                                                                                               |                                                                                               |                                                                                               |                                                                                               |                                                                                               |                                                                                               |                                                                                               |
| 980   | Autre : - Amplitude horaire et fréquence : - du lundi au samedi : de 7 h 5 à 19 h 5 avec 5 allers et 2 retours dans la journée. - Particularités : - Certaines courses ne circulent pas durant les vacances scolaires. - Historique : Jusqu'au 31 août 2021, la ligne était numérotée 430. - Date de dernière mise à jour : 16 avril 2023. |                                                                                               |                                                                                               |                                                                                               |                                                                                               |                                                                                               |                                                                                               |                                                                                               |                                                                                               |
| 980   | Dernière actualisation : — |                                                                                               |                                                                                               |                                                                                               |                                                                                               |                                                                                               |                                                                                               |                                                                                               |                                                                                               |
| 981   | Avesnes-sur-Helpe – Gare ⥋ Beaurepaire-sur-Sambre – Place / Cartignies – Le Buisson Moreau | Avesnes-sur-Helpe – Gare ⥋ Beaurepaire-sur-Sambre – Place / Cartignies – Le Buisson Moreau    | Avesnes-sur-Helpe – Gare ⥋ Beaurepaire-sur-Sambre – Place / Cartignies – Le Buisson Moreau    | Avesnes-sur-Helpe – Gare ⥋ Beaurepaire-sur-Sambre – Place / Cartignies – Le Buisson Moreau    | Avesnes-sur-Helpe – Gare ⥋ Beaurepaire-sur-Sambre – Place / Cartignies – Le Buisson Moreau    | Avesnes-sur-Helpe – Gare ⥋ Beaurepaire-sur-Sambre – Place / Cartignies – Le Buisson Moreau    | Avesnes-sur-Helpe – Gare ⥋ Beaurepaire-sur-Sambre – Place / Cartignies – Le Buisson Moreau    | Avesnes-sur-Helpe – Gare ⥋ Beaurepaire-sur-Sambre – Place / Cartignies – Le Buisson Moreau    | Avesnes-sur-Helpe – Gare ⥋ Beaurepaire-sur-Sambre – Place / Cartignies – Le Buisson Moreau    |
| 981   | Ouverture / Fermeture — / — | Longueur —                                                                                    | Durée 45-60 min                                                                               | Nb. d’arrêts 21                                                                               | Matériel —                                                                                    | Jours de fonctionnement L, Ma, Me, J, V, S                                                    | Jour / Soir / Nuit / Fêtes O / N / N / N                                                      | Voy. / an —                                                                                   | Exploitant —                                                                                  |
| 981   | Desserte : - Communes : Avesnes-sur-Helpe – Avesnelles – Haut-Lieu – Boulogne-sur-Helpe – Étrœungt – Larouillies – Floyon – Beaurepaire-sur-Sambre – Cartignies - Principaux lieux desservis : Gare d'Avesnes |                                                                                               |                                                                                               |                                                                                               |                                                                                               |                                                                                               |                                                                                               |                                                                                               |                                                                                               |
| 981   | Autre : - Amplitude horaire et fréquence : - du lundi au samedi : de 6 h 40 à 18 h 20 avec 2 allers-retours. - Particularités : - Certaines courses ne circulent pas durant les vacances scolaires. - Historique : Jusqu'au 31 août 2021, la ligne était numérotée 431. - Date de dernière mise à jour : 16 avril 2023. |                                                                                               |                                                                                               |                                                                                               |                                                                                               |                                                                                               |                                                                                               |                                                                                               |                                                                                               |
| 981   | Dernière actualisation : — |                                                                                               |                                                                                               |                                                                                               |                                                                                               |                                                                                               |                                                                                               |                                                                                               |                                                                                               |
| 982   | Avesnes-sur-Helpe – Gare ⥋ Landrecies – Centre Social Bantigny | Avesnes-sur-Helpe – Gare ⥋ Landrecies – Centre Social Bantigny                                | Avesnes-sur-Helpe – Gare ⥋ Landrecies – Centre Social Bantigny                                | Avesnes-sur-Helpe – Gare ⥋ Landrecies – Centre Social Bantigny                                | Avesnes-sur-Helpe – Gare ⥋ Landrecies – Centre Social Bantigny                                | Avesnes-sur-Helpe – Gare ⥋ Landrecies – Centre Social Bantigny                                | Avesnes-sur-Helpe – Gare ⥋ Landrecies – Centre Social Bantigny                                | Avesnes-sur-Helpe – Gare ⥋ Landrecies – Centre Social Bantigny                                | Avesnes-sur-Helpe – Gare ⥋ Landrecies – Centre Social Bantigny                                |
| 982   | Ouverture / Fermeture — / — | Longueur —                                                                                    | Durée 50 min                                                                                  | Nb. d’arrêts 18                                                                               | Matériel —                                                                                    | Jours de fonctionnement L, Ma, Me, J, V, S                                                    | Jour / Soir / Nuit / Fêtes O / N / N / N                                                      | Voy. / an —                                                                                   | Exploitant —                                                                                  |
| 982   | Desserte : - Communes : Avesnes-sur-Helpe – Avesnelles – Haut-Lieu – Cartignies – Petit-Fayt – Grand-Fayt – Prisches – Le Favril – Landrecies - Principaux lieux desservis : Gare d'Avesnes |                                                                                               |                                                                                               |                                                                                               |                                                                                               |                                                                                               |                                                                                               |                                                                                               |                                                                                               |
| 982   | Autre : - Amplitude horaire et fréquence : - du lundi au samedi : de 6 h 55 à 19 h 30 avec 4 allers-retours. - Particularités : - Certaines courses ne circulent pas durant les vacances scolaires. - Historique : Jusqu'au 31 août 2021, la ligne était numérotée 432. - Date de dernière mise à jour : 16 avril 2023. |                                                                                               |                                                                                               |                                                                                               |                                                                                               |                                                                                               |                                                                                               |                                                                                               |                                                                                               |
| 982   | Dernière actualisation : — |                                                                                               |                                                                                               |                                                                                               |                                                                                               |                                                                                               |                                                                                               |                                                                                               |                                                                                               |
| 983   | Fourmies – Hôtel de Ville ⥋ Liessies – Centre | Fourmies – Hôtel de Ville ⥋ Liessies – Centre                                                 | Fourmies – Hôtel de Ville ⥋ Liessies – Centre                                                 | Fourmies – Hôtel de Ville ⥋ Liessies – Centre                                                 | Fourmies – Hôtel de Ville ⥋ Liessies – Centre                                                 | Fourmies – Hôtel de Ville ⥋ Liessies – Centre                                                 | Fourmies – Hôtel de Ville ⥋ Liessies – Centre                                                 | Fourmies – Hôtel de Ville ⥋ Liessies – Centre                                                 | Fourmies – Hôtel de Ville ⥋ Liessies – Centre                                                 |
| 983   | Ouverture / Fermeture — / — | Longueur —                                                                                    | Durée 60 min                                                                                  | Nb. d’arrêts 16                                                                               | Matériel —                                                                                    | Jours de fonctionnement S                                                                     | Jour / Soir / Nuit / Fêtes O / N / N / N                                                      | Voy. / an —                                                                                   | Exploitant —                                                                                  |
| 983   | Desserte : - Communes : Fourmies – Anor – Ohain – Trélon – Eppe-Sauvage – Willies – Liessies - Principaux lieux desservis : |                                                                                               |                                                                                               |                                                                                               |                                                                                               |                                                                                               |                                                                                               |                                                                                               |                                                                                               |
| 983   | Autre : - Amplitude horaire et fréquence : - samedis : de 7 h 35 à 12 h 30 avec un aller-retour. - Particularités : - La ligne 983 ne circule que le samedi toute l'année. - Historique : Jusqu'au 31 août 2021, la ligne était numérotée 433. - Date de dernière mise à jour : 16 avril 2023. |                                                                                               |                                                                                               |                                                                                               |                                                                                               |                                                                                               |                                                                                               |                                                                                               |                                                                                               |
| 983   | Dernière actualisation : — |                                                                                               |                                                                                               |                                                                                               |                                                                                               |                                                                                               |                                                                                               |                                                                                               |                                                                                               |
| 984   | Avesnes-sur-Helpe – Gare ⥋ Eppe-Sauvage – Centre / Baives – Église | Avesnes-sur-Helpe – Gare ⥋ Eppe-Sauvage – Centre / Baives – Église                            | Avesnes-sur-Helpe – Gare ⥋ Eppe-Sauvage – Centre / Baives – Église                            | Avesnes-sur-Helpe – Gare ⥋ Eppe-Sauvage – Centre / Baives – Église                            | Avesnes-sur-Helpe – Gare ⥋ Eppe-Sauvage – Centre / Baives – Église                            | Avesnes-sur-Helpe – Gare ⥋ Eppe-Sauvage – Centre / Baives – Église                            | Avesnes-sur-Helpe – Gare ⥋ Eppe-Sauvage – Centre / Baives – Église                            | Avesnes-sur-Helpe – Gare ⥋ Eppe-Sauvage – Centre / Baives – Église                            | Avesnes-sur-Helpe – Gare ⥋ Eppe-Sauvage – Centre / Baives – Église                            |
| 984   | Ouverture / Fermeture — / — | Longueur —                                                                                    | Durée 65 min                                                                                  | Nb. d’arrêts 28                                                                               | Matériel —                                                                                    | Jours de fonctionnement L, Ma, Me, J, V, S                                                    | Jour / Soir / Nuit / Fêtes O / N / N / N                                                      | Voy. / an —                                                                                   | Exploitant —                                                                                  |
| 984   | Desserte : - Communes : Avesnes-sur-Helpe – Avesnelles – Sémeries – Sains-du-Nord – Ramousies – Liessies – Felleries – Willies – Eppe-Sauvage – Baives - Principaux lieux desservis : Gare d'Avesnes, Gare de Sains-du-Nord |                                                                                               |                                                                                               |                                                                                               |                                                                                               |                                                                                               |                                                                                               |                                                                                               |                                                                                               |
| 984   | Autre : - Amplitude horaire et fréquence : - du lundi au samedi : de 6 h 40 à 19 h 25 avec 3 allers et un retour. - Particularités : - Certaines courses ne circulent pas durant les vacances scolaires. - Historique : Jusqu'au 31 août 2021, la ligne était numérotée 434. - Date de dernière mise à jour : 16 avril 2023. |                                                                                               |                                                                                               |                                                                                               |                                                                                               |                                                                                               |                                                                                               |                                                                                               |                                                                                               |
| 984   | Dernière actualisation : — |                                                                                               |                                                                                               |                                                                                               |                                                                                               |                                                                                               |                                                                                               |                                                                                               |                                                                                               |
| 985   | Jeumont – Place de la République ⥋ Hestrud – La Douane | Jeumont – Place de la République ⥋ Hestrud – La Douane                                        | Jeumont – Place de la République ⥋ Hestrud – La Douane                                        | Jeumont – Place de la République ⥋ Hestrud – La Douane                                        | Jeumont – Place de la République ⥋ Hestrud – La Douane                                        | Jeumont – Place de la République ⥋ Hestrud – La Douane                                        | Jeumont – Place de la République ⥋ Hestrud – La Douane                                        | Jeumont – Place de la République ⥋ Hestrud – La Douane                                        | Jeumont – Place de la République ⥋ Hestrud – La Douane                                        |
| 985   | Ouverture / Fermeture — / — | Longueur —                                                                                    | Durée 50-55 min                                                                               | Nb. d’arrêts 20                                                                               | Matériel —                                                                                    | Jours de fonctionnement L, Ma, Me, J, V, S                                                    | Jour / Soir / Nuit / Fêtes O / N / N / N                                                      | Voy. / an —                                                                                   | Exploitant —                                                                                  |
| 985   | Desserte : - Communes : Jeumont – Colleret – Bérelles – Eccles – Solre-le-Château – Clairfayts – Beaurieux – Hestrud - Principaux lieux desservis : |                                                                                               |                                                                                               |                                                                                               |                                                                                               |                                                                                               |                                                                                               |                                                                                               |                                                                                               |
| 985   | Autre : - Amplitude horaire et fréquence : - du lundi au samedi : de 6 h 40 à 18 h 40 avec 4 allers et un retour. - Particularités : - Certaines courses ne circulent pas durant les vacances scolaires. - Historique : Jusqu'au 31 août 2021, la ligne était numérotée 435. - Date de dernière mise à jour : 16 avril 2023. |                                                                                               |                                                                                               |                                                                                               |                                                                                               |                                                                                               |                                                                                               |                                                                                               |                                                                                               |
| 985   | Dernière actualisation : — |                                                                                               |                                                                                               |                                                                                               |                                                                                               |                                                                                               |                                                                                               |                                                                                               |                                                                                               |
| 986   | Maubeuge – Gare Routière ⥋ Solre-le-Château – Place / Eppe-Sauvage – Base Nautique | Maubeuge – Gare Routière ⥋ Solre-le-Château – Place / Eppe-Sauvage – Base Nautique            | Maubeuge – Gare Routière ⥋ Solre-le-Château – Place / Eppe-Sauvage – Base Nautique            | Maubeuge – Gare Routière ⥋ Solre-le-Château – Place / Eppe-Sauvage – Base Nautique            | Maubeuge – Gare Routière ⥋ Solre-le-Château – Place / Eppe-Sauvage – Base Nautique            | Maubeuge – Gare Routière ⥋ Solre-le-Château – Place / Eppe-Sauvage – Base Nautique            | Maubeuge – Gare Routière ⥋ Solre-le-Château – Place / Eppe-Sauvage – Base Nautique            | Maubeuge – Gare Routière ⥋ Solre-le-Château – Place / Eppe-Sauvage – Base Nautique            | Maubeuge – Gare Routière ⥋ Solre-le-Château – Place / Eppe-Sauvage – Base Nautique            |
| 986   | Ouverture / Fermeture — / — | Longueur —                                                                                    | Durée 60-75 min                                                                               | Nb. d’arrêts 30                                                                               | Matériel —                                                                                    | Jours de fonctionnement L, Ma, Me, J, V, S                                                    | Jour / Soir / Nuit / Fêtes O / N / N / N                                                      | Voy. / an —                                                                                   | Exploitant —                                                                                  |
| 986   | Desserte : - Communes : Maubeuge – Louvroil – Hautmont – Beaufort – Wattignies-la-Victoire – Damousies – Dimont – Sars-Poteries – Beugnies – Lez-Fontaine – Solre-le-Château – Felleries – Liessies – Willies – Eppe-Sauvage - Principaux lieux desservis : Gare de Maubeuge |                                                                                               |                                                                                               |                                                                                               |                                                                                               |                                                                                               |                                                                                               |                                                                                               |                                                                                               |
| 986   | Autre : - Amplitude horaire et fréquence : - du lundi au samedi : de 6 h 45 à 19 h 10 avec 5 allers-retours. - Particularités : - Certaines courses ne circulent pas durant les vacances scolaires. - Historique : Jusqu'au 31 août 2021, la ligne était numérotée 436. - Date de dernière mise à jour : 16 avril 2023. |                                                                                               |                                                                                               |                                                                                               |                                                                                               |                                                                                               |                                                                                               |                                                                                               |                                                                                               |
| 986   | Dernière actualisation : — |                                                                                               |                                                                                               |                                                                                               |                                                                                               |                                                                                               |                                                                                               |                                                                                               |                                                                                               |
| 987   | Aulnoye-Aymeries – Hôtel de Ville ⥋ Landrecies – Centre Social Bantigny | Aulnoye-Aymeries – Hôtel de Ville ⥋ Landrecies – Centre Social Bantigny                       | Aulnoye-Aymeries – Hôtel de Ville ⥋ Landrecies – Centre Social Bantigny                       | Aulnoye-Aymeries – Hôtel de Ville ⥋ Landrecies – Centre Social Bantigny                       | Aulnoye-Aymeries – Hôtel de Ville ⥋ Landrecies – Centre Social Bantigny                       | Aulnoye-Aymeries – Hôtel de Ville ⥋ Landrecies – Centre Social Bantigny                       | Aulnoye-Aymeries – Hôtel de Ville ⥋ Landrecies – Centre Social Bantigny                       | Aulnoye-Aymeries – Hôtel de Ville ⥋ Landrecies – Centre Social Bantigny                       | Aulnoye-Aymeries – Hôtel de Ville ⥋ Landrecies – Centre Social Bantigny                       |
| 987   | Ouverture / Fermeture — / — | Longueur —                                                                                    | Durée 35 min                                                                                  | Nb. d’arrêts 16                                                                               | Matériel —                                                                                    | Jours de fonctionnement L, Ma, Me, J, V, S                                                    | Jour / Soir / Nuit / Fêtes O / N / N / N                                                      | Voy. / an —                                                                                   | Exploitant —                                                                                  |
| 987   | Desserte : - Communes : Aulnoye-Aymeries – Leval – Noyelles-sur-Sambre – Maroilles – Landrecies - Principaux lieux desservis : Gare d'Aulnoye-Aymeries, Gare de Leval. |                                                                                               |                                                                                               |                                                                                               |                                                                                               |                                                                                               |                                                                                               |                                                                                               |                                                                                               |
| 987   | Autre : - Amplitude horaire et fréquence : - du lundi au samedi : de 7 h 15 à 18 h 10 avec 3 allers-retours. - Particularités : - Certaines courses ne circulent pas durant les vacances scolaires. - Historique : Jusqu'au 31 août 2021, la ligne était numérotée 437. - Date de dernière mise à jour : 16 avril 2023. |                                                                                               |                                                                                               |                                                                                               |                                                                                               |                                                                                               |                                                                                               |                                                                                               |                                                                                               |
| 987   | Dernière actualisation : — |                                                                                               |                                                                                               |                                                                                               |                                                                                               |                                                                                               |                                                                                               |                                                                                               |                                                                                               |
| 988   | Fourmies – Gare ⥋ Solre-le-Château – Place | Fourmies – Gare ⥋ Solre-le-Château – Place                                                    | Fourmies – Gare ⥋ Solre-le-Château – Place                                                    | Fourmies – Gare ⥋ Solre-le-Château – Place                                                    | Fourmies – Gare ⥋ Solre-le-Château – Place                                                    | Fourmies – Gare ⥋ Solre-le-Château – Place                                                    | Fourmies – Gare ⥋ Solre-le-Château – Place                                                    | Fourmies – Gare ⥋ Solre-le-Château – Place                                                    | Fourmies – Gare ⥋ Solre-le-Château – Place                                                    |
| 988   | Ouverture / Fermeture — / — | Longueur —                                                                                    | Durée 40-50 min                                                                               | Nb. d’arrêts 15                                                                               | Matériel —                                                                                    | Jours de fonctionnement L, Ma, Me, J, V, S                                                    | Jour / Soir / Nuit / Fêtes O / N / N / N                                                      | Voy. / an —                                                                                   | Exploitant —                                                                                  |
| 988   | Desserte : - Communes : Fourmies – Ohain – Trélon – Liessies – Felleries – Solre-le-Château - Principaux lieux desservis : Gare de Fourmies |                                                                                               |                                                                                               |                                                                                               |                                                                                               |                                                                                               |                                                                                               |                                                                                               |                                                                                               |
| 988   | Autre : - Amplitude horaire et fréquence : - du lundi au samedi : de 6 h 35 à 19 h 5 avec 3 allers-retours. - Particularités : - Certaines courses ne circulent pas durant les vacances scolaires. - Historique : Jusqu'au 31 août 2021, la ligne était numérotée 439. - Date de dernière mise à jour : 16 avril 2023. |                                                                                               |                                                                                               |                                                                                               |                                                                                               |                                                                                               |                                                                                               |                                                                                               |                                                                                               |
| 988   | Dernière actualisation : — |                                                                                               |                                                                                               |                                                                                               |                                                                                               |                                                                                               |                                                                                               |                                                                                               |                                                                                               |
| 989   | Avesnes-sur-Helpe – La Rotonde ⥋ Landrecies – Centre Social Bantigny | Avesnes-sur-Helpe – La Rotonde ⥋ Landrecies – Centre Social Bantigny                          | Avesnes-sur-Helpe – La Rotonde ⥋ Landrecies – Centre Social Bantigny                          | Avesnes-sur-Helpe – La Rotonde ⥋ Landrecies – Centre Social Bantigny                          | Avesnes-sur-Helpe – La Rotonde ⥋ Landrecies – Centre Social Bantigny                          | Avesnes-sur-Helpe – La Rotonde ⥋ Landrecies – Centre Social Bantigny                          | Avesnes-sur-Helpe – La Rotonde ⥋ Landrecies – Centre Social Bantigny                          | Avesnes-sur-Helpe – La Rotonde ⥋ Landrecies – Centre Social Bantigny                          | Avesnes-sur-Helpe – La Rotonde ⥋ Landrecies – Centre Social Bantigny                          |
| 989   | Ouverture / Fermeture — / — | Longueur —                                                                                    | Durée 60 min                                                                                  | Nb. d’arrêts 20                                                                               | Matériel —                                                                                    | Jours de fonctionnement L, Ma, Me, J, V                                                       | Jour / Soir / Nuit / Fêtes O / N / N / N                                                      | Voy. / an —                                                                                   | Exploitant —                                                                                  |
| 989   | Desserte : - Communes : Avesnes-sur-Helpe – Avesnelles – Saint-Hilaire-sur-Helpe – Marbaix – Taisnières-en-Thiérache – Noyelles-sur-Sambre – Maroilles – Landrecies - Principaux lieux desservis : Gare d'Avesnes |                                                                                               |                                                                                               |                                                                                               |                                                                                               |                                                                                               |                                                                                               |                                                                                               |                                                                                               |
| 989   | Autre : - Amplitude horaire et fréquence : - du lundi au vendredi : de 6 h 45 à 19 h 5 avec 4,5 allers-retours. - Particularités : - Certaines courses ne circulent pas durant les vacances scolaires. - Historique : Jusqu'au 31 août 2021, la ligne était numérotée 440. - Date de dernière mise à jour : 16 avril 2023. |                                                                                               |                                                                                               |                                                                                               |                                                                                               |                                                                                               |                                                                                               |                                                                                               |                                                                                               |
| 989   | Dernière actualisation : — |                                                                                               |                                                                                               |                                                                                               |                                                                                               |                                                                                               |                                                                                               |                                                                                               |                                                                                               |
| 990   | Valenciennes – Esplanade ⥋ Le Quesnoy – Gare | Valenciennes – Esplanade ⥋ Le Quesnoy – Gare                                                  | Valenciennes – Esplanade ⥋ Le Quesnoy – Gare                                                  | Valenciennes – Esplanade ⥋ Le Quesnoy – Gare                                                  | Valenciennes – Esplanade ⥋ Le Quesnoy – Gare                                                  | Valenciennes – Esplanade ⥋ Le Quesnoy – Gare                                                  | Valenciennes – Esplanade ⥋ Le Quesnoy – Gare                                                  | Valenciennes – Esplanade ⥋ Le Quesnoy – Gare                                                  | Valenciennes – Esplanade ⥋ Le Quesnoy – Gare                                                  |
| 990   | Ouverture / Fermeture — / — | Longueur —                                                                                    | Durée 80 min                                                                                  | Nb. d’arrêts 36                                                                               | Matériel —                                                                                    | Jours de fonctionnement L, Ma, Me, J, V, S                                                    | Jour / Soir / Nuit / Fêtes O / N / N / N                                                      | Voy. / an —                                                                                   | Exploitant —                                                                                  |
| 990   | Desserte : - Communes : Valenciennes – Marly – Saultain – Curgies – Jenlain – Sebourg – Eth – Bry – Wargnies-le-Grand – Wargnies-le-Petit – Preux-au-Sart – Gommegnies – Frasnoy – Le Quesnoy - Principaux lieux desservis : Gare de Valenciennes, Gare du Quesnoy |                                                                                               |                                                                                               |                                                                                               |                                                                                               |                                                                                               |                                                                                               |                                                                                               |                                                                                               |
| 990   | Autre : - Amplitude horaire et fréquence : - du lundi au samedi : de 6 h 10 à 19 h 20 avec 4,5 allers-retours. - Particularités : - Certaines courses ne circulent pas durant les vacances scolaires. - Historique : Jusqu'au 31 août 2021, la ligne était numérotée 450. - Date de dernière mise à jour : 16 avril 2023. |                                                                                               |                                                                                               |                                                                                               |                                                                                               |                                                                                               |                                                                                               |                                                                                               |                                                                                               |
| 990   | Dernière actualisation : — |                                                                                               |                                                                                               |                                                                                               |                                                                                               |                                                                                               |                                                                                               |                                                                                               |                                                                                               |

#### Lignes estivales
| Ligne | Caractéristiques | Caractéristiques                                                                        | Caractéristiques                                                                        | Caractéristiques                                                                        | Caractéristiques                                                                        | Caractéristiques                                                                        | Caractéristiques                                                                        | Caractéristiques                                                                        | Caractéristiques                                                                        |
| 995   | Le Quesnoy – Place Maréchal Leclerc ⥋ Eppe-Sauvage – Base Nautique | Le Quesnoy – Place Maréchal Leclerc ⥋ Eppe-Sauvage – Base Nautique                      | Le Quesnoy – Place Maréchal Leclerc ⥋ Eppe-Sauvage – Base Nautique                      | Le Quesnoy – Place Maréchal Leclerc ⥋ Eppe-Sauvage – Base Nautique                      | Le Quesnoy – Place Maréchal Leclerc ⥋ Eppe-Sauvage – Base Nautique                      | Le Quesnoy – Place Maréchal Leclerc ⥋ Eppe-Sauvage – Base Nautique                      | Le Quesnoy – Place Maréchal Leclerc ⥋ Eppe-Sauvage – Base Nautique                      | Le Quesnoy – Place Maréchal Leclerc ⥋ Eppe-Sauvage – Base Nautique                      | Le Quesnoy – Place Maréchal Leclerc ⥋ Eppe-Sauvage – Base Nautique                      |
| ----- | --- | --------------------------------------------------------------------------------------- | --------------------------------------------------------------------------------------- | --------------------------------------------------------------------------------------- | --------------------------------------------------------------------------------------- | --------------------------------------------------------------------------------------- | --------------------------------------------------------------------------------------- | --------------------------------------------------------------------------------------- | --------------------------------------------------------------------------------------- |
| 995   | Ouverture / Fermeture — / — | Longueur —                                                                              | Durée 80 min                                                                            | Nb. d’arrêts 10                                                                         | Matériel —                                                                              | Jours de fonctionnement L, Ma, Me, J, V, S, D                                           | Jour / Soir / Nuit / Fêtes O / N / N / O                                                | Voy. / an —                                                                             | Exploitant —                                                                            |
| 995   | Desserte : - Communes : Le Quesnoy – Berlaimont – Aulnoye-Aymeries – Avesnes-sur-Helpe – Sains-du-Nord – Liessies – Eppe-Sauvage - Principaux lieux desservis : Gare du Quesnoy, Gare d'Aulnoye-Aymeries, Gare d'Avesnes, Gare de Sains-du-Nord |                                                                                         |                                                                                         |                                                                                         |                                                                                         |                                                                                         |                                                                                         |                                                                                         |                                                                                         |
| 995   | Autre : - Amplitude horaire et fréquence : - tous les jours : de 9 h 30 à 20 h 55 avec 2 allers-retours dans la journée. - Particularités : - La ligne 995 ne circule que du 1er juillet au 31 août. - Historique : Jusqu'au 31 août 2021, la ligne était numérotée 480. - Date de dernière mise à jour : 17 avril 2023.                                                                               |                                                                                         |                                                                                         |                                                                                         |                                                                                         |                                                                                         |                                                                                         |                                                                                         |                                                                                         |
| 995   | Dernière actualisation : — |                                                                                         |                                                                                         |                                                                                         |                                                                                         |                                                                                         |                                                                                         |                                                                                         |                                                                                         |
| 996   | Bavay – Porte de Valenciennes ⥋ Eppe-Sauvage – Base Nautique / Sars-Poteries – MusVerre | Bavay – Porte de Valenciennes ⥋ Eppe-Sauvage – Base Nautique / Sars-Poteries – MusVerre | Bavay – Porte de Valenciennes ⥋ Eppe-Sauvage – Base Nautique / Sars-Poteries – MusVerre | Bavay – Porte de Valenciennes ⥋ Eppe-Sauvage – Base Nautique / Sars-Poteries – MusVerre | Bavay – Porte de Valenciennes ⥋ Eppe-Sauvage – Base Nautique / Sars-Poteries – MusVerre | Bavay – Porte de Valenciennes ⥋ Eppe-Sauvage – Base Nautique / Sars-Poteries – MusVerre | Bavay – Porte de Valenciennes ⥋ Eppe-Sauvage – Base Nautique / Sars-Poteries – MusVerre | Bavay – Porte de Valenciennes ⥋ Eppe-Sauvage – Base Nautique / Sars-Poteries – MusVerre | Bavay – Porte de Valenciennes ⥋ Eppe-Sauvage – Base Nautique / Sars-Poteries – MusVerre |
| 996   | Ouverture / Fermeture — / — | Longueur —                                                                              | Durée 65 min                                                                            | Nb. d’arrêts 10                                                                         | Matériel —                                                                              | Jours de fonctionnement L, Ma, Me, J, V, S, D                                           | Jour / Soir / Nuit / Fêtes O / N / N / O                                                | Voy. / an —                                                                             | Exploitant —                                                                            |
| 996   | Desserte : - Communes : Bavay – Maubeuge – Louvroil – Sars-Poteries – Solre-le-Château – Felleries – Eppe-Sauvage - Principaux lieux desservis : Gare de Maubeuge |                                                                                         |                                                                                         |                                                                                         |                                                                                         |                                                                                         |                                                                                         |                                                                                         |                                                                                         |
| 996   | Autre : - Amplitude horaire et fréquence : - tous les jours : de 9 h 40 à 20 h 20 avec 2 allers-retours entre Bavay et Eppe-Sauvage et un aller-retour entre Eppe-Sauvage et Sars-Poteries – MusVerre. - Particularités : - La ligne 996 ne circule que du 1er juillet au 31 août. - Historique : Jusqu'au 31 août 2021, la ligne était numérotée 481. - Date de dernière mise à jour : 17 avril 2023. |                                                                                         |                                                                                         |                                                                                         |                                                                                         |                                                                                         |                                                                                         |                                                                                         |                                                                                         |
| 996   | Dernière actualisation : — |                                                                                         |                                                                                         |                                                                                         |                                                                                         |                                                                                         |                                                                                         |                                                                                         |                                                                                         |
| 997   | Wignehies – Place Carlier ⥋ Eppe-Sauvage – Base Nautique | Wignehies – Place Carlier ⥋ Eppe-Sauvage – Base Nautique                                | Wignehies – Place Carlier ⥋ Eppe-Sauvage – Base Nautique                                | Wignehies – Place Carlier ⥋ Eppe-Sauvage – Base Nautique                                | Wignehies – Place Carlier ⥋ Eppe-Sauvage – Base Nautique                                | Wignehies – Place Carlier ⥋ Eppe-Sauvage – Base Nautique                                | Wignehies – Place Carlier ⥋ Eppe-Sauvage – Base Nautique                                | Wignehies – Place Carlier ⥋ Eppe-Sauvage – Base Nautique                                | Wignehies – Place Carlier ⥋ Eppe-Sauvage – Base Nautique                                |
| 997   | Ouverture / Fermeture — / — | Longueur —                                                                              | Durée 65 min                                                                            | Nb. d’arrêts 10                                                                         | Matériel —                                                                              | Jours de fonctionnement L, Ma, Me, J, V, S, D                                           | Jour / Soir / Nuit / Fêtes O / N / N / O                                                | Voy. / an —                                                                             | Exploitant —                                                                            |
| 997   | Desserte : - Communes : Wignehies – Fourmies – Glageon – Trélon – Liessies – Eppe-Sauvage - Principaux lieux desservis : Gare de Fourmies |                                                                                         |                                                                                         |                                                                                         |                                                                                         |                                                                                         |                                                                                         |                                                                                         |                                                                                         |
| 997   | Autre : - Amplitude horaire et fréquence : - tous les jours : de 10 h 15 à 20 h 5 avec 2 allers-retours dans la journée. - Particularités : - La ligne 997 ne circule que du 1er juillet au 31 août. - Historique : Jusqu'au 31 août 2021, la ligne était numérotée 482. - Date de dernière mise à jour : 17 avril 2023.                                                                               |                                                                                         |                                                                                         |                                                                                         |                                                                                         |                                                                                         |                                                                                         |                                                                                         |                                                                                         |
| 997   | Dernière actualisation : — |                                                                                         |                                                                                         |                                                                                         |                                                                                         |                                                                                         |                                                                                         |                                                                                         |                                                                                         |

## Réseau de 1998 au 26 août 2010

Logo du réseau interurbain Arc-en-Ciel Flandres-Lys jusqu'au 25 août 2010

Jusqu'au 26 août 2010, le réseau Arc-en-Ciel était divisé en sept réseaux.

### Arc-en-Ciel Flandre Maritime
| Lignes régulières |  | Terminus                                     |
| ----------------- |  | -------------------------------------------- |
| 101               |  | DUNKERQUE Kursaal <> STEENVOORDE Gendarmerie |
| 102               |  | DUNKERQUE Place Vauban <> OOST-CAPPEL Place  |
| 103               |  | DUNKERQUE Kursaal <> ESQUELBECQ Gare         |

#### Les dessertes estivales
- 108: Lille-Saint-Jans-Cappel
- 109: Lille-Cassel

### Arc-en-Ciel Flandres-Lys
| Lignes régulières |                           | Terminus                                                                | Desserte                 |
| ----------------- | ------------------------- | ----------------------------------------------------------------------- | ------------------------ |
| 201               |                           | HOUTKERQUE L'Homme Sauvage <> HAZEBROUCK Gare                           | I Cars + Calicar         |
| 202               |                           | OUDEZEELE Place <> HAZEBROUCK Centre Commercial Espace Flandres         | I Cars                   |
| 203               |                           | BUYSSCHEURE Centre <> HAZEBROUCK Centre Commercial Espace Flandres      | I Cars                   |
| 204               |                           | HAZEBROUCK Centre Commercial Espace Flandres <> WARDRECQUES Place       | I Cars                   |
| 205               |                           | HAZEBROUCK Centre Commercial La Kreule <> AIRE-SUR-LA-LYS Grand' Place  | I Cars                   |
| 206               |                           | HAZEBROUCK Centre Commercial <> BOESCHEPE Abeele Centre                 | I Cars                   |
| 207               |                           | ARMENTIERES Hôtel de Ville <> BOESCHEPE Église                          | I Cars                   |
| 208               |                           | ARMENTIERES Hôtel de Ville <> WINNEZEELE Centre                         | I Cars                   |
| 209               |                           | BAILLEUL Place Plichon <> HAZEBROUCK Collège E.BENOIT                   | I Cars                   |
| 210               | Accessible aux handicapés | LILLE Porte d'Arras <> MERVILLE Place                                   | I Cars + Ilévia          |
| 211               |                           | HAVERSKERQUE Place <> ARMENTIERES                                       | I Cars                   |
| 212               |                           | ESTAIRES Place <> HAZEBROUCK Collège E.BENOIT                           | I Cars                   |
| 213               |                           | ESTAIRES Place <> LILLE CHR B Calmette                                  | I Cars, Ilévia + Vivacar |
| 214               |                           | LA BASSEE Hôtel de Ville <> ARMENTIERES Hôtel de Ville                  | I Cars + Ilévia          |
| 215               |                           | BAILLEUL Collège Maxime Deyts > ESTAIRES Place > BAILLEUL Place Plichon | I Cars                   |

## Anciennes lignes

### Arc-en-Ciel 1

#### Lignes régulières
| Lignes régulières |                           | Terminus |
| ----------------- | ------------------------- | --- |
| 101               | Accessible aux handicapés | DUNKERQUE Kursaal - STEENVOORDE Gendarmerie                                                                    |
| 102               | Accessible aux handicapés | DUNKERQUE Place vauban - OOST-CAPPEL Place                                                                     |
| 103               | Accessible aux handicapés | DUNKERQUE Place Vauban - Esquelbecq Gare                                                                       |
| 104               | Accessible aux handicapés | DUNKERQUE Kursaal - SAINT-OMER Place Painlevé                                                                  |
| 108               | Accessible aux handicapés | ARMENTIERES Hôtel de Ville - BOESCHEPE Église                                                                  |
| 109               | Accessible aux handicapés | ARMENTIERES Hôtel de Ville - STEENVOORDE Place                                                                 |
| 110               | Accessible aux handicapés | LILLE Porte d'Arras - MERVILLE Place                                                                           |
| 111               | Accessible aux handicapés | ARMENTIERES Hôtel de Ville - NEUF BERQUIN Centre / MERVILLE Place                                              |
| 112               | Accessible aux handicapés | ESTAIRES Lycée Val de Lys - HAZEBROUCK Gambrius                                                                |
| 113               | Accessible aux handicapés | HAVERSKERQUE Place - ARMENTIERES Hôtel de Ville                                                                |
| 124               |                           | DUNKERQUE Place Vauban - Bergues Marché aux Bestiaux - Collèges                                                |
| 130               |                           | BAILLEUL Gare / BAILLEUL Collège Maxime Deyts - HAZEBROUCK Gare / BORRE L'Usine                                |
| 131               |                           | BAILLEUL Gare / BAILLEUL Collège Maxime Deyts > ESTAIRES Place > BAILLEUL Gare / BAILLEUL Collège Maxime Deyts |
| Navette Yourcenar |                           | LILLE Gare Lille Flandres - SAINT-JANS-CAPPEL Parc Yourcenar                                                   |

| Ligne | Caractéristiques | Caractéristiques                                       | Caractéristiques                                       | Caractéristiques                                       | Caractéristiques                                       | Caractéristiques                                       | Caractéristiques                                       | Caractéristiques                                       | Caractéristiques                                       |
| 150   | Bergues – Pôle d'Échanges ⥋ Eringhem – Place | Bergues – Pôle d'Échanges ⥋ Eringhem – Place           | Bergues – Pôle d'Échanges ⥋ Eringhem – Place           | Bergues – Pôle d'Échanges ⥋ Eringhem – Place           | Bergues – Pôle d'Échanges ⥋ Eringhem – Place           | Bergues – Pôle d'Échanges ⥋ Eringhem – Place           | Bergues – Pôle d'Échanges ⥋ Eringhem – Place           | Bergues – Pôle d'Échanges ⥋ Eringhem – Place           | Bergues – Pôle d'Échanges ⥋ Eringhem – Place           |
| ----- | --- | ------------------------------------------------------ | ------------------------------------------------------ | ------------------------------------------------------ | ------------------------------------------------------ | ------------------------------------------------------ | ------------------------------------------------------ | ------------------------------------------------------ | ------------------------------------------------------ |
| 150   | Ouverture / Fermeture — / ? | Longueur —                                             | Durée —                                                | Nb. d’arrêts 13                                        | Matériel —                                             | Jours de fonctionnement L, Ma, Me, J, V, S             | Jour / Soir / Nuit / Fêtes O / N / N / N               | Voy. / an —                                            | Exploitant —                                           |
| 150   | Desserte : - Communes : Bergues – Bierne – Steene – Crochte – Pitgam – Drincham – Eringhem - Principaux lieux desservis : Gare de Bergues                                                      |                                                        |                                                        |                                                        |                                                        |                                                        |                                                        |                                                        |                                                        |
| 150   | Autre : |                                                        |                                                        |                                                        |                                                        |                                                        |                                                        |                                                        |                                                        |
| 150   | Dernière actualisation : — |                                                        |                                                        |                                                        |                                                        |                                                        |                                                        |                                                        |                                                        |
| 151   | Bourbourg – Gare ⥋ Esquelbecq – Place / Wormhout – LEP | Bourbourg – Gare ⥋ Esquelbecq – Place / Wormhout – LEP | Bourbourg – Gare ⥋ Esquelbecq – Place / Wormhout – LEP | Bourbourg – Gare ⥋ Esquelbecq – Place / Wormhout – LEP | Bourbourg – Gare ⥋ Esquelbecq – Place / Wormhout – LEP | Bourbourg – Gare ⥋ Esquelbecq – Place / Wormhout – LEP | Bourbourg – Gare ⥋ Esquelbecq – Place / Wormhout – LEP | Bourbourg – Gare ⥋ Esquelbecq – Place / Wormhout – LEP | Bourbourg – Gare ⥋ Esquelbecq – Place / Wormhout – LEP |
| 151   | Ouverture / Fermeture — / ? | Longueur —                                             | Durée —                                                | Nb. d’arrêts 23                                        | Matériel —                                             | Jours de fonctionnement L, Ma, Me, J, V, S             | Jour / Soir / Nuit / Fêtes O / N / N / N               | Voy. / an —                                            | Exploitant —                                           |
| 151   | Desserte : - Communes : Bourbourg – Looberghe – Drincham – Pitgam – Eringhem – Bollezeele – Zegerscappel – Esquelbecq – Ledringhem – Wormhout - Principaux lieux desservis : Gare de Bourbourg |                                                        |                                                        |                                                        |                                                        |                                                        |                                                        |                                                        |                                                        |
| 151   | Autre : |                                                        |                                                        |                                                        |                                                        |                                                        |                                                        |                                                        |                                                        |
| 151   | Dernière actualisation : — |                                                        |                                                        |                                                        |                                                        |                                                        |                                                        |                                                        |                                                        |
| 152   | Millam – Place ⥋ Watten – Grand Place | Millam – Place ⥋ Watten – Grand Place                  | Millam – Place ⥋ Watten – Grand Place                  | Millam – Place ⥋ Watten – Grand Place                  | Millam – Place ⥋ Watten – Grand Place                  | Millam – Place ⥋ Watten – Grand Place                  | Millam – Place ⥋ Watten – Grand Place                  | Millam – Place ⥋ Watten – Grand Place                  | Millam – Place ⥋ Watten – Grand Place                  |
| 152   | Ouverture / Fermeture — / ? | Longueur —                                             | Durée —                                                | Nb. d’arrêts 10                                        | Matériel —                                             | Jours de fonctionnement L, Ma, Me, J, V, S             | Jour / Soir / Nuit / Fêtes O / N / N / N               | Voy. / an —                                            | Exploitant —                                           |
| 152   | Desserte : - Communes : Millam – Volckerinckhove – Broxeele – Wulverdinghe – Nieurlet – Serques – Watten - Principaux lieux desservis : Gare de Watten - Éperlecques                           |                                                        |                                                        |                                                        |                                                        |                                                        |                                                        |                                                        |                                                        |
| 152   | Autre : |                                                        |                                                        |                                                        |                                                        |                                                        |                                                        |                                                        |                                                        |
| 152   | Dernière actualisation : — |                                                        |                                                        |                                                        |                                                        |                                                        |                                                        |                                                        |                                                        |

#### Lignes scolaires
| Lignes scolaires |                           | Terminus                                                                                         |
| ---------------- | ------------------------- | ------------------------------------------------------------------------------------------------ |
| 108              | Accessible aux handicapés | LE DOULIEU Place - BAILLEUL Collège Maxime Deyts                                                 |
| 108              | Accessible aux handicapés | STEENWERCK Beaumart - BAILLEUL Collège Maxime Deyts                                              |
| 108              | Accessible aux handicapés | SAINT-JANS-CAPPEL Place - BAILLEUL Collège Maxime Deyts                                          |
| 112              |                           | HAZEBROUCK Saint-Éloi - MERVILLE Collège Saint-Robert                                            |
| 124              |                           | LOOBERGHE Lotissement - HOYMILLE I.E.T.                                                          |
| 130              |                           | BAILLEUL Collège Maxime Deyts - VIEUX-BERQUIN Grand' Place                                       |
| 130              | Accessible aux handicapés | BAILLEUL Collège Maxime Deyts - OUTTERSTEENE Place                                               |
| 131              |                           | SAILLY SUR LA LYS Bac Saint-Maur / ERQUINGHEM-LYS Z.A. de la Lys - BAILLEUL Collège Maxime Deyts |
| 131              |                           | VIEUX-BERQUIN Pont Rouge / VIEUX-BERQUIN Grand' Place - BAILLEUL Collège Maxime Deyts            |

### Arc-en-Ciel 2
| Ligne | Caractéristiques | Caractéristiques | Caractéristiques | Caractéristiques | Caractéristiques | Caractéristiques | Caractéristiques | Caractéristiques | Caractéristiques |
| 208   | Douai – Place Carnot ⥋ Marchiennes – Place De Gaulle | Douai – Place Carnot ⥋ Marchiennes – Place De Gaulle                                                                                | Douai – Place Carnot ⥋ Marchiennes – Place De Gaulle                                                                                | Douai – Place Carnot ⥋ Marchiennes – Place De Gaulle                                                                                | Douai – Place Carnot ⥋ Marchiennes – Place De Gaulle                                                                                | Douai – Place Carnot ⥋ Marchiennes – Place De Gaulle                                                                                | Douai – Place Carnot ⥋ Marchiennes – Place De Gaulle                                                                                | Douai – Place Carnot ⥋ Marchiennes – Place De Gaulle                                                                                | Douai – Place Carnot ⥋ Marchiennes – Place De Gaulle                                                                                |
| ----- | --- | --- | --- | --- | --- | --- | --- | --- | --- |
| 208   | Ouverture / Fermeture — / 1er septembre 2019 | Longueur — | Durée 60 min | Nb. d’arrêts 37 | Matériel — | Jours de fonctionnement L, Ma, Me, J, V, S                                                                                          | Jour / Soir / Nuit / Fêtes O / N / N / N                                                                                            | Voy. / an — | Exploitant — |
| 208   | Desserte : - Communes : Douai – Sin-le-Noble – Dechy – Loffre – Montigny-en-Ostrevent – Masny – Écaillon – Bruille-lez-Marchiennes – Somain – Rieulay – Vred – Marchiennes - Principaux lieux desservis : Gare de Douai, Gare de Montigny-en-Ostrevent, Gare de Somain | | | | | | | | |
| 208   | Autre : - Amplitude horaire et fréquence : - du lundi au samedi : de 6 h 30 à 19 h 25 avec 7 allers-retours dans la journée. - Particularités : - Certaines courses ne circulent pas durant les vacances scolaires. - Historique : La desserte de la ligne a été reprise par le réseau urbain Évéole, à la suite de l'extension de ce dernier. | | | | | | | | |
| 208   | Dernière actualisation : — | | | | | | | | |
| 210   | Auberchicourt – Place / Aniche – Place Fogt ⥋ Marchiennes – Place De Gaulle / Tilloy-lez-Marchiennes – Rue d'Herbomez | Auberchicourt – Place / Aniche – Place Fogt ⥋ Marchiennes – Place De Gaulle / Tilloy-lez-Marchiennes – Rue d'Herbomez               | Auberchicourt – Place / Aniche – Place Fogt ⥋ Marchiennes – Place De Gaulle / Tilloy-lez-Marchiennes – Rue d'Herbomez               | Auberchicourt – Place / Aniche – Place Fogt ⥋ Marchiennes – Place De Gaulle / Tilloy-lez-Marchiennes – Rue d'Herbomez               | Auberchicourt – Place / Aniche – Place Fogt ⥋ Marchiennes – Place De Gaulle / Tilloy-lez-Marchiennes – Rue d'Herbomez               | Auberchicourt – Place / Aniche – Place Fogt ⥋ Marchiennes – Place De Gaulle / Tilloy-lez-Marchiennes – Rue d'Herbomez               | Auberchicourt – Place / Aniche – Place Fogt ⥋ Marchiennes – Place De Gaulle / Tilloy-lez-Marchiennes – Rue d'Herbomez               | Auberchicourt – Place / Aniche – Place Fogt ⥋ Marchiennes – Place De Gaulle / Tilloy-lez-Marchiennes – Rue d'Herbomez               | Auberchicourt – Place / Aniche – Place Fogt ⥋ Marchiennes – Place De Gaulle / Tilloy-lez-Marchiennes – Rue d'Herbomez               |
| 210   | Ouverture / Fermeture — / 1er septembre 2019 | Longueur — | Durée 50-65 min | Nb. d’arrêts 44 | Matériel — | Jours de fonctionnement L, Ma, Me, J, V, S, D                                                                                       | Jour / Soir / Nuit / Fêtes O / N / N / N                                                                                            | Voy. / an — | Exploitant — |
| 210   | Desserte : - Communes : Auberchicourt – Aniche – Somain – Fenain – Erre – Hornaing – Wandignies-Hamage – Marchiennes – Warlaing – Tilloy-lez-Marchiennes - Principaux lieux desservis : Gare de Somain | | | | | | | | |
| 210   | Autre : - Amplitude horaire et fréquence : - du lundi au samedi : de 5 h 55 à 20 h 50 avec un passage toutes les heures en moyenne. - dimanches et jours fériés : de 8 h 20 à 19 h 50 avec 6 allers-retours sur réservation proposés. - Particularités : - Certaines courses ne circulent pas durant les vacances scolaires. - Les dimanches et jours fériés, la ligne fonctionne uniquement sur réservation entre Hornaing et Somain. - Historique : La desserte de la ligne a été reprise par les lignes 18, 120 et 121 du réseau urbain Évéole. | | | | | | | | |
| 210   | Dernière actualisation : — | | | | | | | | |
| 211   | Aniche – Delforge ⥋ Denain – Espace Villars | Aniche – Delforge ⥋ Denain – Espace Villars                                                                                         | Aniche – Delforge ⥋ Denain – Espace Villars                                                                                         | Aniche – Delforge ⥋ Denain – Espace Villars                                                                                         | Aniche – Delforge ⥋ Denain – Espace Villars                                                                                         | Aniche – Delforge ⥋ Denain – Espace Villars                                                                                         | Aniche – Delforge ⥋ Denain – Espace Villars                                                                                         | Aniche – Delforge ⥋ Denain – Espace Villars                                                                                         | Aniche – Delforge ⥋ Denain – Espace Villars                                                                                         |
| 211   | Ouverture / Fermeture — / 1er septembre 2019 | Longueur — | Durée 40 min | Nb. d’arrêts 30 | Matériel — | Jours de fonctionnement L, Ma, Me, J, V, S                                                                                          | Jour / Soir / Nuit / Fêtes O / N / N / N                                                                                            | Voy. / an — | Exploitant — |
| 211   | Desserte : - Communes : Aniche – Somain – Abscon – Escaudain – Denain - Principaux lieux desservis : Gare de Somain, Gare de Denain | | | | | | | | |
| 211   | Autre : - Amplitude horaire et fréquence : - du lundi au samedi : de 6 h 10 à 20 h 0 avec un passage toutes les 1 à 2 heures. - Particularités : - Certaines courses ne circulent pas durant les vacances scolaires. - Historique : Avant le prolongement du bus à haut niveau de service de Douai de Guesnain à Aniche, la ligne effectuait son terminus à Guesnain – Bougival et permettait une correspondance avec le BHNS. Le 2 septembre 2019, la ligne est transférée au réseau urbain Transvilles en conservant le même numéro et le même itinéraire. En 2020, cette même ligne a été transférée au périmètre 3 et prend l'indice 311 avant d'être renumérotée 811. | | | | | | | | |
| 211   | Dernière actualisation : — | | | | | | | | |
| 223   | (Circulaire) Saint-Amand-les-Eaux – Gare SNCF ⥋ via Nivelle, Thun-Saint-Amand et Lecelles | (Circulaire) Saint-Amand-les-Eaux – Gare SNCF ⥋ via Nivelle, Thun-Saint-Amand et Lecelles                                           | (Circulaire) Saint-Amand-les-Eaux – Gare SNCF ⥋ via Nivelle, Thun-Saint-Amand et Lecelles                                           | (Circulaire) Saint-Amand-les-Eaux – Gare SNCF ⥋ via Nivelle, Thun-Saint-Amand et Lecelles                                           | (Circulaire) Saint-Amand-les-Eaux – Gare SNCF ⥋ via Nivelle, Thun-Saint-Amand et Lecelles                                           | (Circulaire) Saint-Amand-les-Eaux – Gare SNCF ⥋ via Nivelle, Thun-Saint-Amand et Lecelles                                           | (Circulaire) Saint-Amand-les-Eaux – Gare SNCF ⥋ via Nivelle, Thun-Saint-Amand et Lecelles                                           | (Circulaire) Saint-Amand-les-Eaux – Gare SNCF ⥋ via Nivelle, Thun-Saint-Amand et Lecelles                                           | (Circulaire) Saint-Amand-les-Eaux – Gare SNCF ⥋ via Nivelle, Thun-Saint-Amand et Lecelles                                           |
| 223   | Ouverture / Fermeture — / — | Longueur — | Durée 45 min | Nb. d’arrêts 18 | Matériel — | Jours de fonctionnement L, Ma, Me, J, V, S                                                                                          | Jour / Soir / Nuit / Fêtes O / N / N / N                                                                                            | Voy. / an — | Exploitant — |
| 223   | Desserte : - Communes : Saint-Amand-les-Eaux – Nivelle – Thun-Saint-Amand – Lecelles - Principaux lieux desservis : Gare de Saint-Amand-les-Eaux | | | | | | | | |
| 223   | Autre : - Amplitude horaire et fréquence : - du lundi au samedi : de 6 h 20 à 19 h 20 avec 9 passages dans la journée. - Particularités : - La ligne 223 est une ligne circulaire à sens unique. - Certaines courses ne circulent pas durant les vacances scolaires. - Historique : La ligne a été transférée au réseau urbain Transvilles en conservant tout d'abord son numéro avant d'être renumérotée 134 en 2021. | | | | | | | | |
| 223   | Dernière actualisation : — | | | | | | | | |
| 226   | Roubaix – Eurotéléport ⥋ Cysoing – Place (Rue Salengro) | Roubaix – Eurotéléport ⥋ Cysoing – Place (Rue Salengro)                                                                             | Roubaix – Eurotéléport ⥋ Cysoing – Place (Rue Salengro)                                                                             | Roubaix – Eurotéléport ⥋ Cysoing – Place (Rue Salengro)                                                                             | Roubaix – Eurotéléport ⥋ Cysoing – Place (Rue Salengro)                                                                             | Roubaix – Eurotéléport ⥋ Cysoing – Place (Rue Salengro)                                                                             | Roubaix – Eurotéléport ⥋ Cysoing – Place (Rue Salengro)                                                                             | Roubaix – Eurotéléport ⥋ Cysoing – Place (Rue Salengro)                                                                             | Roubaix – Eurotéléport ⥋ Cysoing – Place (Rue Salengro)                                                                             |
| 226   | Ouverture / Fermeture — / 31 août 2021 | Longueur — | Durée 55 min | Nb. d’arrêts 41 | Matériel — | Jours de fonctionnement L, Ma, Me, J, V, S                                                                                          | Jour / Soir / Nuit / Fêtes O / N / N / N                                                                                            | Voy. / an — | Exploitant Keolis Nord |
| 226   | Desserte : - Communes : Roubaix – Lys-lez-Lannoy – Lannoy – Toufflers – Sailly-lez-Lannoy – Willems – Baisieux – Camphin-en-Pévèle – Wannehain – Bourghelles – Cysoing - Principaux lieux desservis : Eurotéléport, Gare de Baisieux | | | | | | | | |
| 226   | Autre : - Amplitude horaire et fréquence : - du lundi au samedi : de 6 h 10 à 19 h 30 avec 7 allers-retours dans la journée. - Particularités : - Certaines courses ne circulent pas durant les vacances scolaires. - Historique : Le tronçon entre Roubaix et Baisieux a été repris par la ligne 78 du réseau Ilévia, le tronçon restant a été repris par la nouvelle ligne 876. | | | | | | | | |
| 226   | Dernière actualisation : — | | | | | | | | |
| 227   | Villeneuve-d'Ascq – Quatre Cantons – Stade Pierre Mauroy ⥋ Camphin-en-Pévèle – Église / Wannehain – Mairie | Villeneuve-d'Ascq – Quatre Cantons – Stade Pierre Mauroy ⥋ Camphin-en-Pévèle – Église / Wannehain – Mairie                          | Villeneuve-d'Ascq – Quatre Cantons – Stade Pierre Mauroy ⥋ Camphin-en-Pévèle – Église / Wannehain – Mairie                          | Villeneuve-d'Ascq – Quatre Cantons – Stade Pierre Mauroy ⥋ Camphin-en-Pévèle – Église / Wannehain – Mairie                          | Villeneuve-d'Ascq – Quatre Cantons – Stade Pierre Mauroy ⥋ Camphin-en-Pévèle – Église / Wannehain – Mairie                          | Villeneuve-d'Ascq – Quatre Cantons – Stade Pierre Mauroy ⥋ Camphin-en-Pévèle – Église / Wannehain – Mairie                          | Villeneuve-d'Ascq – Quatre Cantons – Stade Pierre Mauroy ⥋ Camphin-en-Pévèle – Église / Wannehain – Mairie                          | Villeneuve-d'Ascq – Quatre Cantons – Stade Pierre Mauroy ⥋ Camphin-en-Pévèle – Église / Wannehain – Mairie                          | Villeneuve-d'Ascq – Quatre Cantons – Stade Pierre Mauroy ⥋ Camphin-en-Pévèle – Église / Wannehain – Mairie                          |
| 227   | Ouverture / Fermeture — / 31 août 2021 | Longueur — | Durée 25-35 min | Nb. d’arrêts 31 | Matériel — | Jours de fonctionnement L, Ma, Me, J, V, S, D                                                                                       | Jour / Soir / Nuit / Fêtes O / N / N / O                                                                                            | Voy. / an — | Exploitant Keolis Nord |
| 227   | Desserte : - Communes : Villeneuve-d'Ascq – Anstaing – Tressin – Chéreng – Baisieux – Camphin-en-Pévèle – Wannehain - Principaux lieux desservis : Quatre Cantons – Stade Pierre Mauroy, Gare de Baisieux | | | | | | | | |
| 227   | Autre : - Amplitude horaire et fréquence : - du lundi au samedi : de 6 h 30 à 20 h 25 avec un passage toutes les heures en moyenne. - dimanches et jours fériés : de 9 h 45 à 19 h 45 avec 3 allers-retours dans la journée. - Particularités : - Certaines courses ne circulent pas durant les vacances scolaires. - Les arrêts Haute Borne, Halley et Verger à Villeneuve-d'Ascq ne sont pas desservis les dimanches et jours fériés. - Historique : Le tronçon entre Villeneuve-d'Ascq et Baisieux a été repris par la ligne 72 du réseau Ilévia, le tronçon restant a été repris par la nouvelle ligne 876.                                                            | | | | | | | | |
| 227   | Dernière actualisation : — | | | | | | | | |
| 228   | Montigny-en-Ostrevent – LEP ⥋ Somain – Gare | Montigny-en-Ostrevent – LEP ⥋ Somain – Gare                                                                                         | Montigny-en-Ostrevent – LEP ⥋ Somain – Gare                                                                                         | Montigny-en-Ostrevent – LEP ⥋ Somain – Gare                                                                                         | Montigny-en-Ostrevent – LEP ⥋ Somain – Gare                                                                                         | Montigny-en-Ostrevent – LEP ⥋ Somain – Gare                                                                                         | Montigny-en-Ostrevent – LEP ⥋ Somain – Gare                                                                                         | Montigny-en-Ostrevent – LEP ⥋ Somain – Gare                                                                                         | Montigny-en-Ostrevent – LEP ⥋ Somain – Gare                                                                                         |
| 228   | Ouverture / Fermeture — / 1er septembre 2019 | Longueur — | Durée 30-35 min | Nb. d’arrêts 19 | Matériel — | Jours de fonctionnement L, Ma, Me, J, V, S                                                                                          | Jour / Soir / Nuit / Fêtes O / N / N / N                                                                                            | Voy. / an — | Exploitant — |
| 228   | Desserte : - Communes : Montigny-en-Ostrevent – Pecquencourt – Vred – Rieulay – Somain - Principaux lieux desservis : Gare de Somain | | | | | | | | |
| 228   | Autre : - Amplitude horaire et fréquence : - du lundi au samedi : de 6 h 55 à 18 h 50 avec 5,5 allers-retours dans la journée. - Particularités : - Certaines courses ne circulent pas durant les vacances scolaires. - Historique : La desserte de la ligne a été reprise par le réseau urbain Évéole, à la suite de l'extension de ce dernier. | | | | | | | | |
| 228   | Dernière actualisation : — | | | | | | | | |
| 231   | Lomme – Saint-Philibert ⥋ Annœullin – Gare | Lomme – Saint-Philibert ⥋ Annœullin – Gare                                                                                          | Lomme – Saint-Philibert ⥋ Annœullin – Gare                                                                                          | Lomme – Saint-Philibert ⥋ Annœullin – Gare                                                                                          | Lomme – Saint-Philibert ⥋ Annœullin – Gare                                                                                          | Lomme – Saint-Philibert ⥋ Annœullin – Gare                                                                                          | Lomme – Saint-Philibert ⥋ Annœullin – Gare                                                                                          | Lomme – Saint-Philibert ⥋ Annœullin – Gare                                                                                          | Lomme – Saint-Philibert ⥋ Annœullin – Gare                                                                                          |
| 231   | Ouverture / Fermeture — / 2019 | Longueur — | Durée 50 min | Nb. d’arrêts 36 | Matériel — | Jours de fonctionnement L, Ma, Me, J, V, S                                                                                          | Jour / Soir / Nuit / Fêtes O / N / N / N                                                                                            | Voy. / an — | Exploitant — |
| 231   | Desserte : - Communes : Lomme – Capinghem – Ennetières-en-Weppes – Englos – Hallennes-lez-Haubourdin – Haubourdin – Santes – Wavrin – Sainghin-en-Weppes – Don – Annœullin - Principaux lieux desservis : Saint-Philibert, Gare d'Haubourdin, Gare de Wavrin, Gare de Don - Sainghin | | | | | | | | |
| 231   | Autre : - Amplitude horaire et fréquence : - du lundi au samedi : de 8 h 40 à 18 h 20 avec 2 allers-retours dans la journée. - Particularités : - Certaines courses ne circulent pas durant les vacances scolaires. - Historique : La desserte de la ligne a été reprise par le réseau urbain Ilévia. | | | | | | | | |
| 231   | Dernière actualisation : — | | | | | | | | |
| 235   | Lille – CHU – Centre Oscar Lambret ⥋ Estaires – Église | Lille – CHU – Centre Oscar Lambret ⥋ Estaires – Église                                                                              | Lille – CHU – Centre Oscar Lambret ⥋ Estaires – Église                                                                              | Lille – CHU – Centre Oscar Lambret ⥋ Estaires – Église                                                                              | Lille – CHU – Centre Oscar Lambret ⥋ Estaires – Église                                                                              | Lille – CHU – Centre Oscar Lambret ⥋ Estaires – Église                                                                              | Lille – CHU – Centre Oscar Lambret ⥋ Estaires – Église                                                                              | Lille – CHU – Centre Oscar Lambret ⥋ Estaires – Église                                                                              | Lille – CHU – Centre Oscar Lambret ⥋ Estaires – Église                                                                              |
| 235   | Ouverture / Fermeture — / 2019 | Longueur — | Durée 60-70 min | Nb. d’arrêts 30 | Matériel — | Jours de fonctionnement L, Ma, Me, J, V, S                                                                                          | Jour / Soir / Nuit / Fêtes O / N / N / N                                                                                            | Voy. / an — | Exploitant — |
| 235   | Desserte : - Communes : Lille – Loos – Haubourdin – Ennetières-en-Weppes – Englos – Escobecques – Erquinghem-le-Sec – Beaucamps-Ligny – Radinghem-en-Weppes – Le Maisnil – Fromelles – Aubers – Laventie – La Gorgue – Estaires - Principaux lieux desservis : CHU – Centre Oscar Lambret, Gare de Lille-CHR, Gare de Wavrin, Gare de Don - Sainghin | | | | | | | | |
| 235   | Autre : - Amplitude horaire et fréquence : - du lundi au samedi : de 6 h 25 à 19 h 30 avec 3 allers-retours dans la journée. - Particularités : - Certaines courses ne circulent pas durant les vacances scolaires. - Historique : La desserte de la ligne entre Aubers et Lille a été reprise par le réseau urbain Ilévia. | | | | | | | | |
| 235   | Dernière actualisation : — | | | | | | | | |
| 236   | Armentières – Hôtel de Ville ⥋ La Bassée – Gare | Armentières – Hôtel de Ville ⥋ La Bassée – Gare                                                                                     | Armentières – Hôtel de Ville ⥋ La Bassée – Gare                                                                                     | Armentières – Hôtel de Ville ⥋ La Bassée – Gare                                                                                     | Armentières – Hôtel de Ville ⥋ La Bassée – Gare                                                                                     | Armentières – Hôtel de Ville ⥋ La Bassée – Gare                                                                                     | Armentières – Hôtel de Ville ⥋ La Bassée – Gare                                                                                     | Armentières – Hôtel de Ville ⥋ La Bassée – Gare                                                                                     | Armentières – Hôtel de Ville ⥋ La Bassée – Gare                                                                                     |
| 236   | Ouverture / Fermeture — / 2019 | Longueur — | Durée 60 min | Nb. d’arrêts 33 | Matériel — | Jours de fonctionnement L, Ma, Me, J, V, S                                                                                          | Jour / Soir / Nuit / Fêtes O / N / N / N                                                                                            | Voy. / an — | Exploitant — |
| 236   | Desserte : - Communes : Armentières – La Chapelle-d'Armentières – Bois-Grenier – Radinghem-en-Weppes – Beaucamps-Ligny – Fournes-en-Weppes – Fromelles – Aubers – Illies – La Bassée - Principaux lieux desservis : Gare d'Armentières, Gare de La Bassée - Violaines | | | | | | | | |
| 236   | Autre : - Amplitude horaire et fréquence : - du lundi au samedi : de 6 h 15 à 19 h 40 avec 4 allers-retours dans la journée. - Particularités : - Certaines courses ne circulent pas durant les vacances scolaires. - Historique : L'intégralité de la ligne a été reprise par le réseau urbain Ilévia en conservant le même numéro. | | | | | | | | |
| 236   | Dernière actualisation : — | | | | | | | | |
| 237   | Mons-en-Pévèle – Deux Villes ⥋ Libercourt – Gare | Mons-en-Pévèle – Deux Villes ⥋ Libercourt – Gare                                                                                    | Mons-en-Pévèle – Deux Villes ⥋ Libercourt – Gare                                                                                    | Mons-en-Pévèle – Deux Villes ⥋ Libercourt – Gare                                                                                    | Mons-en-Pévèle – Deux Villes ⥋ Libercourt – Gare                                                                                    | Mons-en-Pévèle – Deux Villes ⥋ Libercourt – Gare                                                                                    | Mons-en-Pévèle – Deux Villes ⥋ Libercourt – Gare                                                                                    | Mons-en-Pévèle – Deux Villes ⥋ Libercourt – Gare                                                                                    | Mons-en-Pévèle – Deux Villes ⥋ Libercourt – Gare                                                                                    |
| 237   | Ouverture / Fermeture — / — | Longueur — | Durée 30 min | Nb. d’arrêts 23 | Matériel — | Jours de fonctionnement L, Ma, Me, J, V                                                                                             | Jour / Soir / Nuit / Fêtes O / N / N / N                                                                                            | Voy. / an — | Exploitant — |
| 237   | Desserte : - Communes : Mons-en-Pévèle – Moncheaux – Thumeries – Ostricourt – Libercourt - Principaux lieux desservis : Gare de Libercourt | | | | | | | | |
| 237   | Autre : - Amplitude horaire et fréquence : - du lundi au vendredi : de 6 h 25 à 19 h 35 avec 6 allers-retours dans la journée. - Particularités : - La ligne 237 ne circulait pas durant les vacances scolaires. | | | | | | | | |
| 237   | Dernière actualisation : — | | | | | | | | |
| 238   | Villeneuve-d'Ascq – Pont de Bois ⥋ Gruson – Le Poumon Vert / Wannehain – Mairie | Villeneuve-d'Ascq – Pont de Bois ⥋ Gruson – Le Poumon Vert / Wannehain – Mairie                                                     | Villeneuve-d'Ascq – Pont de Bois ⥋ Gruson – Le Poumon Vert / Wannehain – Mairie                                                     | Villeneuve-d'Ascq – Pont de Bois ⥋ Gruson – Le Poumon Vert / Wannehain – Mairie                                                     | Villeneuve-d'Ascq – Pont de Bois ⥋ Gruson – Le Poumon Vert / Wannehain – Mairie                                                     | Villeneuve-d'Ascq – Pont de Bois ⥋ Gruson – Le Poumon Vert / Wannehain – Mairie                                                     | Villeneuve-d'Ascq – Pont de Bois ⥋ Gruson – Le Poumon Vert / Wannehain – Mairie                                                     | Villeneuve-d'Ascq – Pont de Bois ⥋ Gruson – Le Poumon Vert / Wannehain – Mairie                                                     | Villeneuve-d'Ascq – Pont de Bois ⥋ Gruson – Le Poumon Vert / Wannehain – Mairie                                                     |
| 238   | Ouverture / Fermeture — / 31 août 2021 | Longueur — | Durée 40-45 min | Nb. d’arrêts 48 | Matériel — | Jours de fonctionnement L, Ma, Me, J, V, S                                                                                          | Jour / Soir / Nuit / Fêtes O / N / N / N                                                                                            | Voy. / an — | Exploitant — |
| 238   | Desserte : - Communes : Villeneuve-d'Ascq – Forest-sur-Marque – Anstaing – Tressin – Gruson – Chéreng – Baisieux – Camphin-en-Pévèle – Wannehain - Principaux lieux desservis : Pont de Bois, Gare de Pont-de-Bois, Gare de Baisieux | | | | | | | | |
| 238   | Autre : - Amplitude horaire et fréquence : - du lundi au samedi : de 6 h 45 à 19 h 20 avec 3 allers-retours dans la journée. - Particularités : - Certaines courses ne circulent pas durant les vacances scolaires. - Historique : Le tronçon entre Villeneuve-d'Ascq et Baisieux a été repris par la ligne 73 du réseau Ilévia, le tronçon restant a été repris par la nouvelle ligne 876. | | | | | | | | |
| 238   | Dernière actualisation : — | | | | | | | | |
| 240   | Tourmignies – Mairie / Camphin-en-Carembault – Place ⥋ Phalempin – Gare | Tourmignies – Mairie / Camphin-en-Carembault – Place ⥋ Phalempin – Gare                                                             | Tourmignies – Mairie / Camphin-en-Carembault – Place ⥋ Phalempin – Gare                                                             | Tourmignies – Mairie / Camphin-en-Carembault – Place ⥋ Phalempin – Gare                                                             | Tourmignies – Mairie / Camphin-en-Carembault – Place ⥋ Phalempin – Gare                                                             | Tourmignies – Mairie / Camphin-en-Carembault – Place ⥋ Phalempin – Gare                                                             | Tourmignies – Mairie / Camphin-en-Carembault – Place ⥋ Phalempin – Gare                                                             | Tourmignies – Mairie / Camphin-en-Carembault – Place ⥋ Phalempin – Gare                                                             | Tourmignies – Mairie / Camphin-en-Carembault – Place ⥋ Phalempin – Gare                                                             |
| 240   | Ouverture / Fermeture — / — | Longueur — | Durée 15-20 min | Nb. d’arrêts 11 | Matériel — | Jours de fonctionnement L, Ma, Me, J, V                                                                                             | Jour / Soir / Nuit / Fêtes O / N / N / N                                                                                            | Voy. / an — | Exploitant ID Voyages |
| 240   | Desserte : - Communes : Tourmignies – Attiches – La Neuville – Camphin-en-Carembault – Phalempin - Principaux lieux desservis : Gare de Phalempin | | | | | | | | |
| 240   | Autre : - Amplitude horaire et fréquence : - du lundi au vendredi : de 6 h 35 à 19 h 30 avec 6 allers-retours dans la journée. | | | | | | | | |
| 240   | Dernière actualisation : — | | | | | | | | |
| 241   | (Circulaire) Ostricourt – Gare ⥋ via Oignies, Libercourt, Wahagnies, Thumeries, Mons-en-Pévèle, Moncheaux, Leforest, Évin-Malmaison | (Circulaire) Ostricourt – Gare ⥋ via Oignies, Libercourt, Wahagnies, Thumeries, Mons-en-Pévèle, Moncheaux, Leforest, Évin-Malmaison | (Circulaire) Ostricourt – Gare ⥋ via Oignies, Libercourt, Wahagnies, Thumeries, Mons-en-Pévèle, Moncheaux, Leforest, Évin-Malmaison | (Circulaire) Ostricourt – Gare ⥋ via Oignies, Libercourt, Wahagnies, Thumeries, Mons-en-Pévèle, Moncheaux, Leforest, Évin-Malmaison | (Circulaire) Ostricourt – Gare ⥋ via Oignies, Libercourt, Wahagnies, Thumeries, Mons-en-Pévèle, Moncheaux, Leforest, Évin-Malmaison | (Circulaire) Ostricourt – Gare ⥋ via Oignies, Libercourt, Wahagnies, Thumeries, Mons-en-Pévèle, Moncheaux, Leforest, Évin-Malmaison | (Circulaire) Ostricourt – Gare ⥋ via Oignies, Libercourt, Wahagnies, Thumeries, Mons-en-Pévèle, Moncheaux, Leforest, Évin-Malmaison | (Circulaire) Ostricourt – Gare ⥋ via Oignies, Libercourt, Wahagnies, Thumeries, Mons-en-Pévèle, Moncheaux, Leforest, Évin-Malmaison | (Circulaire) Ostricourt – Gare ⥋ via Oignies, Libercourt, Wahagnies, Thumeries, Mons-en-Pévèle, Moncheaux, Leforest, Évin-Malmaison |
| 241   | Ouverture / Fermeture — / — | Longueur — | Durée 40 min | Nb. d’arrêts 17 | Matériel — | Jours de fonctionnement L, Ma, Me, J, V                                                                                             | Jour / Soir / Nuit / Fêtes O / N / N / N                                                                                            | Voy. / an — | Exploitant ID Voyages |
| 241   | Desserte : - Communes : Ostricourt – Oignies – Libercourt – Wahagnies – Thumeries – Mons-en-Pévèle – Moncheaux – Leforest – Évin-Malmaison - Principaux lieux desservis : Gare d'Ostricourt, Gare de Libercourt | | | | | | | | |
| 241   | Autre : - Amplitude horaire et fréquence : - du lundi au vendredi : de 6 h 35 à 19 h 50 avec 6 allers-retours dans la journée. - Particularités : - La ligne 241 était une ligne circulaire à double sens de circulation. | | | | | | | | |
| 241   | Dernière actualisation : — | | | | | | | | |

### Arc-en-Ciel 3
| Ligne | Caractéristiques | Caractéristiques                                                                                             | Caractéristiques                                                                                             | Caractéristiques                                                                                             | Caractéristiques                                                                                             | Caractéristiques                                                                                             | Caractéristiques                                                                                             | Caractéristiques                                                                                             | Caractéristiques                                                                                             |
| 304   | Cambrai – Espace Gares ⥋ Honnecourt-sur-Escaut – La Rivière / Crèvecœur-sur-l'Escaut – Malassise | Cambrai – Espace Gares ⥋ Honnecourt-sur-Escaut – La Rivière / Crèvecœur-sur-l'Escaut – Malassise             | Cambrai – Espace Gares ⥋ Honnecourt-sur-Escaut – La Rivière / Crèvecœur-sur-l'Escaut – Malassise             | Cambrai – Espace Gares ⥋ Honnecourt-sur-Escaut – La Rivière / Crèvecœur-sur-l'Escaut – Malassise             | Cambrai – Espace Gares ⥋ Honnecourt-sur-Escaut – La Rivière / Crèvecœur-sur-l'Escaut – Malassise             | Cambrai – Espace Gares ⥋ Honnecourt-sur-Escaut – La Rivière / Crèvecœur-sur-l'Escaut – Malassise             | Cambrai – Espace Gares ⥋ Honnecourt-sur-Escaut – La Rivière / Crèvecœur-sur-l'Escaut – Malassise             | Cambrai – Espace Gares ⥋ Honnecourt-sur-Escaut – La Rivière / Crèvecœur-sur-l'Escaut – Malassise             | Cambrai – Espace Gares ⥋ Honnecourt-sur-Escaut – La Rivière / Crèvecœur-sur-l'Escaut – Malassise             |
| ----- | --- | --- | --- | --- | --- | --- | --- | --- | --- |
| 304   | Ouverture / Fermeture — / 1er septembre 2019 | Longueur —                                                                                                   | Durée 35-50 min                                                                                              | Nb. d’arrêts 31                                                                                              | Matériel —                                                                                                   | Jours de fonctionnement L, Ma, Me, J, V, S                                                                   | Jour / Soir / Nuit / Fêtes O / N / N / N                                                                     | Voy. / an —                                                                                                  | Exploitant —                                                                                                 |
| 304   | Desserte : - Communes : Cambrai – Proville – Rumilly-en-Cambrésis – Masnières – Crèvecœur-sur-l'Escaut – Lesdain – Les Rues-des-Vignes – Bantouzelle – Banteux – Honnecourt-sur-Escaut - Principaux lieux desservis : Gare de Cambrai | | | | | | | | |
| 304   | Autre : - Amplitude horaire et fréquence : - du lundi au samedi : de 6 h 45 à 19 h 35 avec 9 allers-retours dans la journée. - Particularités : - Certaines courses ne circulent pas durant les vacances scolaires. - Historique : La desserte de la ligne a été reprise par les lignes 13a et 13b du réseau urbain TUC, à la suite de l'extension de la Communauté d'agglomération de Cambrai. | | | | | | | | |
| 304   | Dernière actualisation : — | | | | | | | | |
| 305   | Cambrai – Espace Gares ⥋ Marcoing – Place De Gaulle / Villers-Guislain – Place / Roisel – Place de la Mairie | Cambrai – Espace Gares ⥋ Marcoing – Place De Gaulle / Villers-Guislain – Place / Roisel – Place de la Mairie | Cambrai – Espace Gares ⥋ Marcoing – Place De Gaulle / Villers-Guislain – Place / Roisel – Place de la Mairie | Cambrai – Espace Gares ⥋ Marcoing – Place De Gaulle / Villers-Guislain – Place / Roisel – Place de la Mairie | Cambrai – Espace Gares ⥋ Marcoing – Place De Gaulle / Villers-Guislain – Place / Roisel – Place de la Mairie | Cambrai – Espace Gares ⥋ Marcoing – Place De Gaulle / Villers-Guislain – Place / Roisel – Place de la Mairie | Cambrai – Espace Gares ⥋ Marcoing – Place De Gaulle / Villers-Guislain – Place / Roisel – Place de la Mairie | Cambrai – Espace Gares ⥋ Marcoing – Place De Gaulle / Villers-Guislain – Place / Roisel – Place de la Mairie | Cambrai – Espace Gares ⥋ Marcoing – Place De Gaulle / Villers-Guislain – Place / Roisel – Place de la Mairie |
| 305   | Ouverture / Fermeture — / 1er septembre 2019 | Longueur —                                                                                                   | Durée 40-75 min                                                                                              | Nb. d’arrêts 24                                                                                              | Matériel —                                                                                                   | Jours de fonctionnement L, Ma, Me, J, V, S                                                                   | Jour / Soir / Nuit / Fêtes O / N / N / N                                                                     | Voy. / an —                                                                                                  | Exploitant —                                                                                                 |
| 305   | Desserte : - Communes : Cambrai – Proville – Noyelles-sur-Escaut – Marcoing – Flesquières – Ribécourt-la-Tour – Villers-Plouich – Gouzeaucourt – Gonnelieu – Villers-Guislain – Heudicourt – Épehy – Villers-Faucon – Roisel - Principaux lieux desservis : Gare de Cambrai | | | | | | | | |
| 305   | Autre : - Amplitude horaire et fréquence : - du lundi au samedi : de 6 h 10 à 19 h 35 avec 9 allers-retours dans la journée. - Historique : La desserte de la ligne entre Cambrai et Villers-Guislain a été reprise par la ligne 14 du réseau urbain TUC, à la suite de l'extension de la Communauté d'agglomération de Cambrai. La desserte Cambrai-Roisel a été reprise par la ligne 735 du réseau Trans'80. | | | | | | | | |
| 305   | Dernière actualisation : — | | | | | | | | |
| 308   | Cambrai – Espace Gares ⥋ Bouchain – Place | Cambrai – Espace Gares ⥋ Bouchain – Place                                                                    | Cambrai – Espace Gares ⥋ Bouchain – Place                                                                    | Cambrai – Espace Gares ⥋ Bouchain – Place                                                                    | Cambrai – Espace Gares ⥋ Bouchain – Place                                                                    | Cambrai – Espace Gares ⥋ Bouchain – Place                                                                    | Cambrai – Espace Gares ⥋ Bouchain – Place                                                                    | Cambrai – Espace Gares ⥋ Bouchain – Place                                                                    | Cambrai – Espace Gares ⥋ Bouchain – Place                                                                    |
| 308   | Ouverture / Fermeture — / 1er septembre 2019 | Longueur —                                                                                                   | Durée 30-35 min                                                                                              | Nb. d’arrêts 17                                                                                              | Matériel —                                                                                                   | Jours de fonctionnement L, Ma, Me, J, V, S                                                                   | Jour / Soir / Nuit / Fêtes O / N / N / N                                                                     | Voy. / an —                                                                                                  | Exploitant —                                                                                                 |
| 308   | Desserte : - Communes : Cambrai – Escaudœuvres – Thun-Saint-Martin – Iwuy – Hordain – Bouchain - Principaux lieux desservis : Gare de Cambrai, Gare de Bouchain | | | | | | | | |
| 308   | Autre : - Amplitude horaire et fréquence : - du lundi au samedi : de 6 h 50 à 19 h 0 avec 6 allers-retours dans la journée. - Particularités : - Certaines courses ne circulent pas durant les vacances scolaires. - Historique : La desserte de la ligne entre Cambrai et Iwuy a été reprise par la ligne 9 du réseau urbain TUC, à la suite de l'extension de la Communauté d'agglomération de Cambrai. | | | | | | | | |
| 308   | Dernière actualisation : — | | | | | | | | |
| 320   | Douai – Corot ⥋ Bellonne – Abribus / Vitry-en-Artois – R.N. – Vétérinaire / Les 14 Maisons | Douai – Corot ⥋ Bellonne – Abribus / Vitry-en-Artois – R.N. – Vétérinaire / Les 14 Maisons                   | Douai – Corot ⥋ Bellonne – Abribus / Vitry-en-Artois – R.N. – Vétérinaire / Les 14 Maisons                   | Douai – Corot ⥋ Bellonne – Abribus / Vitry-en-Artois – R.N. – Vétérinaire / Les 14 Maisons                   | Douai – Corot ⥋ Bellonne – Abribus / Vitry-en-Artois – R.N. – Vétérinaire / Les 14 Maisons                   | Douai – Corot ⥋ Bellonne – Abribus / Vitry-en-Artois – R.N. – Vétérinaire / Les 14 Maisons                   | Douai – Corot ⥋ Bellonne – Abribus / Vitry-en-Artois – R.N. – Vétérinaire / Les 14 Maisons                   | Douai – Corot ⥋ Bellonne – Abribus / Vitry-en-Artois – R.N. – Vétérinaire / Les 14 Maisons                   | Douai – Corot ⥋ Bellonne – Abribus / Vitry-en-Artois – R.N. – Vétérinaire / Les 14 Maisons                   |
| 320   | Ouverture / Fermeture — / 1er septembre 2021 | Longueur —                                                                                                   | Durée 45-60 min                                                                                              | Nb. d’arrêts 31                                                                                              | Matériel —                                                                                                   | Jours de fonctionnement L, Ma, Me, J, V, S                                                                   | Jour / Soir / Nuit / Fêtes O / N / N / N                                                                     | Voy. / an —                                                                                                  | Exploitant —                                                                                                 |
| 320   | Desserte : - Communes : Douai – Lambres-lez-Douai – Courchelettes – Corbehem – Brebières – Vitry-en-Artois – Noyelles-sous-Bellonne – Bellonne - Principaux lieux desservis : Gare de Douai, Gare de Brebières-Sud | | | | | | | | |
| 320   | Autre : - Amplitude horaire et fréquence : - du lundi au samedi : de 6 h 10 à 19 h 45 avec 10 allers-retours dans la journée. - Particularités : - Certaines courses ne circulent pas durant les vacances scolaires. - Historique : La ligne a été transférée au réseau interurbain du Pas-de-Calais (Oscar) sous le numéro 412. | | | | | | | | |
| 320   | Dernière actualisation : — | | | | | | | | |
| 321   | Sin-le-Noble – Lycée Rimbaud ⥋ Brebières – Cité Bonsecours | Sin-le-Noble – Lycée Rimbaud ⥋ Brebières – Cité Bonsecours                                                   | Sin-le-Noble – Lycée Rimbaud ⥋ Brebières – Cité Bonsecours                                                   | Sin-le-Noble – Lycée Rimbaud ⥋ Brebières – Cité Bonsecours                                                   | Sin-le-Noble – Lycée Rimbaud ⥋ Brebières – Cité Bonsecours                                                   | Sin-le-Noble – Lycée Rimbaud ⥋ Brebières – Cité Bonsecours                                                   | Sin-le-Noble – Lycée Rimbaud ⥋ Brebières – Cité Bonsecours                                                   | Sin-le-Noble – Lycée Rimbaud ⥋ Brebières – Cité Bonsecours                                                   | Sin-le-Noble – Lycée Rimbaud ⥋ Brebières – Cité Bonsecours                                                   |
| 321   | Ouverture / Fermeture — / 1er septembre 2019 | Longueur —                                                                                                   | Durée 25 min                                                                                                 | Nb. d’arrêts 13                                                                                              | Matériel —                                                                                                   | Jours de fonctionnement L, Ma, Me, J, V, S                                                                   | Jour / Soir / Nuit / Fêtes O / N / N / N                                                                     | Voy. / an —                                                                                                  | Exploitant —                                                                                                 |
| 321   | Desserte : - Communes : Sin-le-Noble – Dechy – Lambres-lez-Douai – Courchelettes – Corbehem – Brebières - Principaux lieux desservis : | | | | | | | | |
| 321   | Autre : - Amplitude horaire et fréquence : - du lundi au samedi : de 13 h 0 à 17 h 50 avec un aller-retour. - Particularités : - La ligne ne circule pas durant les vacances scolaires. | | | | | | | | |
| 321   | Dernière actualisation : — | | | | | | | | |
| 322   | Douai – Corot ⥋ Lécluse – Bourrelier | Douai – Corot ⥋ Lécluse – Bourrelier                                                                         | Douai – Corot ⥋ Lécluse – Bourrelier                                                                         | Douai – Corot ⥋ Lécluse – Bourrelier                                                                         | Douai – Corot ⥋ Lécluse – Bourrelier                                                                         | Douai – Corot ⥋ Lécluse – Bourrelier                                                                         | Douai – Corot ⥋ Lécluse – Bourrelier                                                                         | Douai – Corot ⥋ Lécluse – Bourrelier                                                                         | Douai – Corot ⥋ Lécluse – Bourrelier                                                                         |
| 322   | Ouverture / Fermeture — / 1er septembre 2019 | Longueur —                                                                                                   | Durée 50 min                                                                                                 | Nb. d’arrêts 23                                                                                              | Matériel —                                                                                                   | Jours de fonctionnement L, Ma, Me, J, V, S                                                                   | Jour / Soir / Nuit / Fêtes O / N / N / N                                                                     | Voy. / an —                                                                                                  | Exploitant —                                                                                                 |
| 322   | Desserte : - Communes : Douai – Sin-le-Noble – Dechy – Férin – Gouy-sous-Bellonne – Estrées – Hamel – Tortequesne – Lécluse - Principaux lieux desservis : Gare de Douai | | | | | | | | |
| 322   | Autre : - Amplitude horaire et fréquence : - du lundi au samedi : de 6 h 35 à 19 h 15 avec 4 allers-retours dans la journée. - Particularités : - Certaines courses ne circulent pas durant les vacances scolaires. - Historique : La desserte de la ligne a été reprise par la ligne 21 du réseau urbain Évéole, à la suite de l'extension de ce dernier. | | | | | | | | |
| 322   | Dernière actualisation : — | | | | | | | | |
| 323   | Douai – Corot ⥋ Marcq-en-Ostrevent – Rue Pasteur / Hem-Lenglet – Angle Rue Sensée Route Fressies | Douai – Corot ⥋ Marcq-en-Ostrevent – Rue Pasteur / Hem-Lenglet – Angle Rue Sensée Route Fressies             | Douai – Corot ⥋ Marcq-en-Ostrevent – Rue Pasteur / Hem-Lenglet – Angle Rue Sensée Route Fressies             | Douai – Corot ⥋ Marcq-en-Ostrevent – Rue Pasteur / Hem-Lenglet – Angle Rue Sensée Route Fressies             | Douai – Corot ⥋ Marcq-en-Ostrevent – Rue Pasteur / Hem-Lenglet – Angle Rue Sensée Route Fressies             | Douai – Corot ⥋ Marcq-en-Ostrevent – Rue Pasteur / Hem-Lenglet – Angle Rue Sensée Route Fressies             | Douai – Corot ⥋ Marcq-en-Ostrevent – Rue Pasteur / Hem-Lenglet – Angle Rue Sensée Route Fressies             | Douai – Corot ⥋ Marcq-en-Ostrevent – Rue Pasteur / Hem-Lenglet – Angle Rue Sensée Route Fressies             | Douai – Corot ⥋ Marcq-en-Ostrevent – Rue Pasteur / Hem-Lenglet – Angle Rue Sensée Route Fressies             |
| 323   | Ouverture / Fermeture — / 1er septembre 2019 | Longueur —                                                                                                   | Durée 40 min                                                                                                 | Nb. d’arrêts 30                                                                                              | Matériel —                                                                                                   | Jours de fonctionnement L, Ma, Me, J, V, S                                                                   | Jour / Soir / Nuit / Fêtes O / N / N / N                                                                     | Voy. / an —                                                                                                  | Exploitant —                                                                                                 |
| 323   | Desserte : - Communes : Douai – Sin-le-Noble – Dechy – Cantin – Bugnicourt – Villers-au-Tertre – Fressain – Féchain – Marcq-en-Ostrevent – Brunémont – Aubencheul-au-Bac – Aubigny-au-Bac – Fressies – Hem-Lenglet - Principaux lieux desservis : Gare de Douai, Gare de Cantin, Gare de Brunémont, Gare d'Aubigny-au-Bac | | | | | | | | |
| 323   | Autre : - Amplitude horaire et fréquence : - du lundi au samedi : de 6 h 45 à 19 h 5 avec 8 allers-retours dans la journée. - Particularités : - Certaines courses ne circulent pas durant les vacances scolaires. - Historique : La desserte de la ligne a été reprise par les lignes 20 et 21 du réseau urbain Évéole, à la suite de l'extension de ce dernier. | | | | | | | | |
| 323   | Dernière actualisation : — | | | | | | | | |
| 324   | Cambrai – Espace Gares ⥋ Marcq-en-Ostrevent – Place / Aubigny-au-Bac – Centre | Cambrai – Espace Gares ⥋ Marcq-en-Ostrevent – Place / Aubigny-au-Bac – Centre                                | Cambrai – Espace Gares ⥋ Marcq-en-Ostrevent – Place / Aubigny-au-Bac – Centre                                | Cambrai – Espace Gares ⥋ Marcq-en-Ostrevent – Place / Aubigny-au-Bac – Centre                                | Cambrai – Espace Gares ⥋ Marcq-en-Ostrevent – Place / Aubigny-au-Bac – Centre                                | Cambrai – Espace Gares ⥋ Marcq-en-Ostrevent – Place / Aubigny-au-Bac – Centre                                | Cambrai – Espace Gares ⥋ Marcq-en-Ostrevent – Place / Aubigny-au-Bac – Centre                                | Cambrai – Espace Gares ⥋ Marcq-en-Ostrevent – Place / Aubigny-au-Bac – Centre                                | Cambrai – Espace Gares ⥋ Marcq-en-Ostrevent – Place / Aubigny-au-Bac – Centre                                |
| 324   | Ouverture / Fermeture — / 1er septembre 2019 | Longueur —                                                                                                   | Durée 45 min                                                                                                 | Nb. d’arrêts 31                                                                                              | Matériel —                                                                                                   | Jours de fonctionnement L, Ma, Me, J, V, S                                                                   | Jour / Soir / Nuit / Fêtes O / N / N / N                                                                     | Voy. / an —                                                                                                  | Exploitant —                                                                                                 |
| 324   | Desserte : - Communes : Cambrai – Raillencourt-Sainte-Olle – Tilloy-lez-Cambrai – Haynecourt – Sancourt – Blécourt – Cuvillers – Bantigny – Abancourt – Hem-Lenglet – Marcq-en-Ostrevent – Féchain – Fressies – Aubencheul-au-Bac – Aubigny-au-Bac - Principaux lieux desservis : Gare de Cambrai | | | | | | | | |
| 324   | Autre : - Amplitude horaire et fréquence : - du lundi au samedi : de 6 h 50 à 18 h 55 avec 8 allers-retours dans la journée. - Particularités : - Certaines courses ne circulent pas durant les vacances scolaires. - Historique : La desserte de la ligne entre Cambrai, Aubencheul-au-Bac et Hem-Lenglet a été reprise par les lignes 16 et 17 du réseau urbain TUC, à la suite de l'extension de la Communauté d'agglomération de Cambrai. La liaison entre Aubigny-au-Bac et Cambrai a été remplacée par la ligne 341 devenue par la suite ligne 828. | | | | | | | | |
| 324   | Dernière actualisation : — | | | | | | | | |
| 325   | Douai – Corot ⥋ Rumaucourt – Rue Clemenceau / Récourt – Place | Douai – Corot ⥋ Rumaucourt – Rue Clemenceau / Récourt – Place                                                | Douai – Corot ⥋ Rumaucourt – Rue Clemenceau / Récourt – Place                                                | Douai – Corot ⥋ Rumaucourt – Rue Clemenceau / Récourt – Place                                                | Douai – Corot ⥋ Rumaucourt – Rue Clemenceau / Récourt – Place                                                | Douai – Corot ⥋ Rumaucourt – Rue Clemenceau / Récourt – Place                                                | Douai – Corot ⥋ Rumaucourt – Rue Clemenceau / Récourt – Place                                                | Douai – Corot ⥋ Rumaucourt – Rue Clemenceau / Récourt – Place                                                | Douai – Corot ⥋ Rumaucourt – Rue Clemenceau / Récourt – Place                                                |
| 325   | Ouverture / Fermeture — / 31 août 2021 | Longueur —                                                                                                   | Durée 50-60 min                                                                                              | Nb. d’arrêts 20                                                                                              | Matériel —                                                                                                   | Jours de fonctionnement L, Ma, Me, J, V, S                                                                   | Jour / Soir / Nuit / Fêtes O / N / N / N                                                                     | Voy. / an —                                                                                                  | Exploitant —                                                                                                 |
| 325   | Desserte : - Communes : Douai – Sin-le-Noble – Gouy-sous-Bellonne – Tortequesne – Oisy-le-Verger – Palluel – Écourt-Saint-Quentin – Rumaucourt – Saudemont – Récourt - Principaux lieux desservis : Gare de Douai | | | | | | | | |
| 325   | Autre : - Amplitude horaire et fréquence : - du lundi au samedi : de 6 h 35 à 19 h 25 avec 5 allers-retours dans la journée. - Particularités : - Certaines courses ne circulent pas durant les vacances scolaires. - Historique : La ligne a été transférée au réseau interurbain du Pas-de-Calais (Oscar) sous le numéro 411. | | | | | | | | |
| 325   | Dernière actualisation : — | | | | | | | | |
| 326   | Cambrai – Espace Gares ⥋ Wavrechain-sous-Faulx – Place / Bouchain – Place | Cambrai – Espace Gares ⥋ Wavrechain-sous-Faulx – Place / Bouchain – Place                                    | Cambrai – Espace Gares ⥋ Wavrechain-sous-Faulx – Place / Bouchain – Place                                    | Cambrai – Espace Gares ⥋ Wavrechain-sous-Faulx – Place / Bouchain – Place                                    | Cambrai – Espace Gares ⥋ Wavrechain-sous-Faulx – Place / Bouchain – Place                                    | Cambrai – Espace Gares ⥋ Wavrechain-sous-Faulx – Place / Bouchain – Place                                    | Cambrai – Espace Gares ⥋ Wavrechain-sous-Faulx – Place / Bouchain – Place                                    | Cambrai – Espace Gares ⥋ Wavrechain-sous-Faulx – Place / Bouchain – Place                                    | Cambrai – Espace Gares ⥋ Wavrechain-sous-Faulx – Place / Bouchain – Place                                    |
| 326   | Ouverture / Fermeture — / 1er septembre 2019 | Longueur —                                                                                                   | Durée 45 min                                                                                                 | Nb. d’arrêts 24                                                                                              | Matériel —                                                                                                   | Jours de fonctionnement L, Ma, Me, J, V, S                                                                   | Jour / Soir / Nuit / Fêtes O / N / N / N                                                                     | Voy. / an —                                                                                                  | Exploitant —                                                                                                 |
| 326   | Desserte : - Communes : Cambrai – Neuville-Saint-Rémy – Ramillies – Eswars – Thun-l'Évêque – Estrun – Paillencourt – Wasnes-au-Bac – Marquette-en-Ostrevant – Wavrechain-sous-Faulx – Bouchain - Principaux lieux desservis : Gare de Cambrai | | | | | | | | |
| 326   | Autre : - Amplitude horaire et fréquence : - du lundi au samedi : de 6 h 50 à 18 h 55 avec 5 allers-retours dans la journée. - Particularités : - Certaines courses ne circulent pas durant les vacances scolaires. - Historique : La desserte de la ligne entre Cambrai et Paillencourt a été reprise par la ligne 18 du réseau urbain TUC, à la suite de l'extension de la Communauté d'agglomération de Cambrai. La liaison entre Bouchain et Cambrai a été remplacée par la ligne 340 devenue par la suite ligne 827.                                 | | | | | | | | |
| 326   | Dernière actualisation : — | | | | | | | | |
| 327   | Cambrai – Espace Gares ⥋ Doignies – Demicourt | Cambrai – Espace Gares ⥋ Doignies – Demicourt                                                                | Cambrai – Espace Gares ⥋ Doignies – Demicourt                                                                | Cambrai – Espace Gares ⥋ Doignies – Demicourt                                                                | Cambrai – Espace Gares ⥋ Doignies – Demicourt                                                                | Cambrai – Espace Gares ⥋ Doignies – Demicourt                                                                | Cambrai – Espace Gares ⥋ Doignies – Demicourt                                                                | Cambrai – Espace Gares ⥋ Doignies – Demicourt                                                                | Cambrai – Espace Gares ⥋ Doignies – Demicourt                                                                |
| 327   | Ouverture / Fermeture — / 1er septembre 2019 | Longueur —                                                                                                   | Durée 30-45 min                                                                                              | Nb. d’arrêts 23                                                                                              | Matériel —                                                                                                   | Jours de fonctionnement L, Ma, Me, J, V, S                                                                   | Jour / Soir / Nuit / Fêtes O / N / N / N                                                                     | Voy. / an —                                                                                                  | Exploitant —                                                                                                 |
| 327   | Desserte : - Communes : Cambrai – Fontaine-Notre-Dame – Cantaing-sur-Escaut – Anneux – Graincourt-lès-Havrincourt – Mœuvres – Boursies – Doignies - Principaux lieux desservis : Gare de Cambrai | | | | | | | | |
| 327   | Autre : - Amplitude horaire et fréquence : - du lundi au samedi : de 6 h 40 à 19 h 10 avec 4 allers-retours dans la journée. - Particularités : - La ligne 237 ne circulait pas durant les vacances scolaires. - Historique : La desserte de la ligne a été reprise par la ligne 15 du réseau urbain TUC, à la suite de l'extension de la Communauté d'agglomération de Cambrai. | | | | | | | | |
| 327   | Dernière actualisation : — | | | | | | | | |

## Informations voyageurs

### Dans les véhicules
À bord des véhicules, le Système d’Information des Voyageurs donne des informations sonores et visuelles à l’intérieur et à l’extérieur du véhicule (annonce de l’arrêt, girouette avec la destination, le numéro de la ligne et de la course).

### Sur internet
Les sites internets des différents périmètres permettent de s'informer sur les horaires, les itinéraires et les déviations des lignes, ainsi que sur la tarification. Il est également possible de renouveler un abonnement ou d'acheter un ticket chargé sur une carte Pass Pass.

### En agence
Les fiches horaires ainsi que les plans du réseaux sont disponibles dans les différentes agences du réseau Arc-en-Ciel. De plus, il est possible d'acheter ou renouveler un abonnement dans les agences.

## Accessibilité

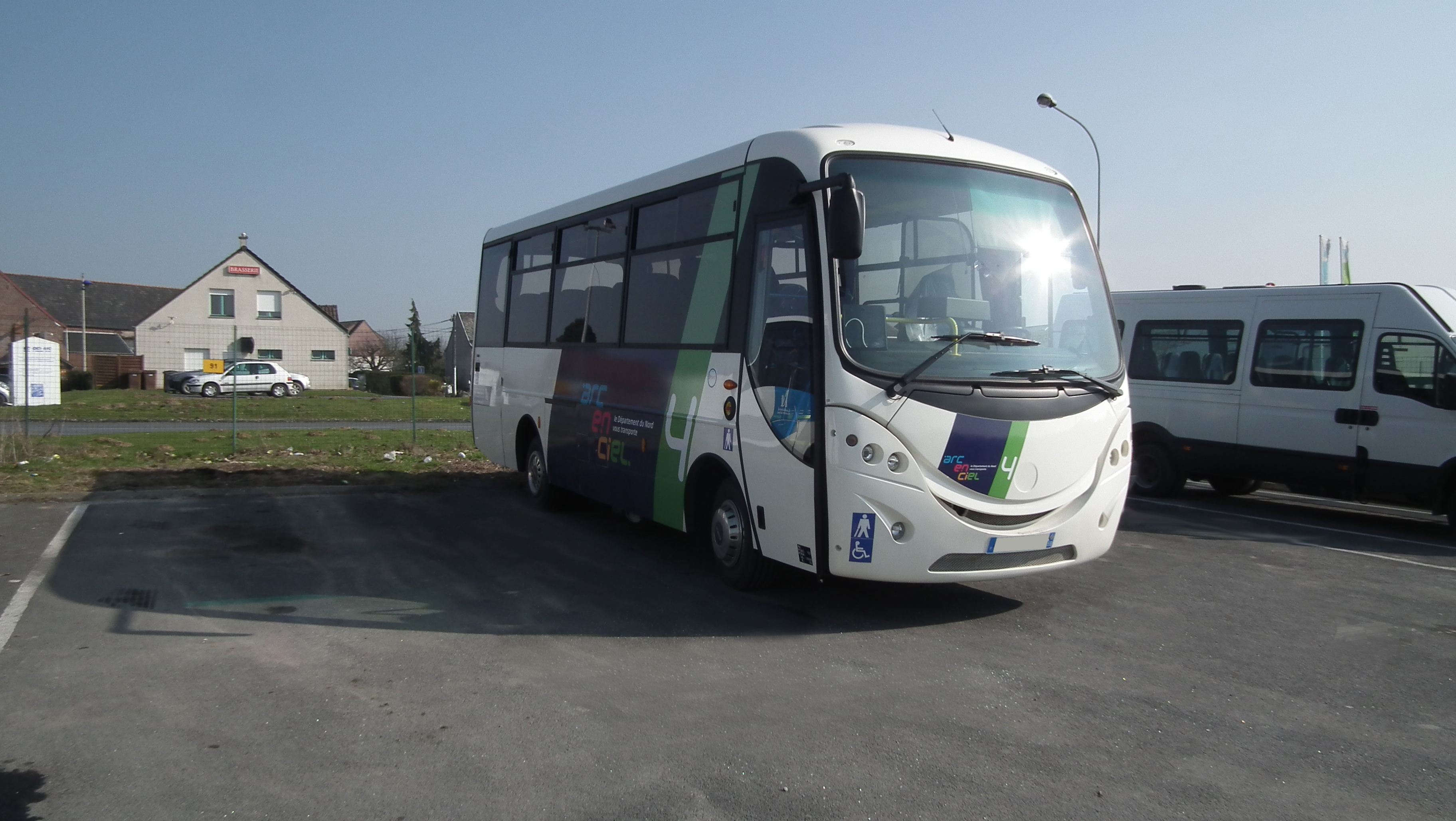
Car équipé pour les personnes à mobilité réduite

Afin de faciliter le déplacement des personnes à mobilité réduite, des autocars à plancher bas sont progressivement mis en circulation sur le réseau. La région Hauts-de-France rend également accessible les arrêts pour faciliter l’accès aux véhicules.

## Tarification et financement
Tous les titres de transports sont chargés sur une carte Pass Pass à l'exception de ceux vendus à bord des véhicules .

### Tickets
| Ticket           | Tarifs | Validité | Points de vente                                |
| ---------------- | ------ | --- | ---------------------------------------------- |
| Titre unitaire   | 1 €    | Valable durant 2 heures correspondances sur le réseau Arc-en-Ciel comprises, retour interdit.                                                                  | Auprès du conducteur, en agence ou en ligne.   |
| Titre 10 voyages | 10 €   | Valable durant 2 heures correspondances sur le réseau Arc-en-Ciel comprises, retour interdit. Possibilité de voyager à plusieurs, une validation par personne. | En agence, auprès des dépositaires ou en ligne |

### Abonnements
| Abonnement                                | Prix  | Description | Points de vente                                  |
| ----------------------------------------- | ----- | --- | ------------------------------------------------ |
| Abonnement mensuel                        | 30 €  | Abonnement valable 31 jours consécutifs après la première validation. | En agence, en ligne ou auprès d'un dépositaires. |
| Abonnement annuel                         | 300 € | Abonnement valable 12 mois consécutifs après la première validation. | En agence ou en ligne.                           |
| Abonnement mensuel à tarification réduite | 10 €  | Abonnement valable 31 jours consécutifs après la première validation. Réservé aux jeunes de moins de 26 ans, aux personnes de plus de 65 ans ou aux personnes à mobilité réduite sur justificatif. | En agence, en ligne ou auprès d'un dépositaires. |
| Abonnement annuel à tarification réduite  | 100 € | Abonnement valable 12 mois consécutifs après la première validation. Réservé aux jeunes de moins de 26 ans, aux personnes de plus de 65 ans ou aux personnes à mobilité réduite sur justificatif.  | En agence ou en ligne.                           |

### Titres intégrésMétropole européenne de Lille
Les titres intégrés Métropole européenne de Lille permettent à un voyageur d'effectuer un trajet entre une commune de la Zone d'Intégration tarifaire Périurbaine (ZIP) et une commune de la Métropole européenne de Lille (MEL) et permettent une correspondance avec le réseau urbain Ilévia. Ce titre est obligatoirement chargé sur une carte Pass Pass.
| Titre                          | Prix   | Description | Points de vente                                                     |
| ------------------------------ | ------ | --- | ------------------------------------------------------------------- |
| Titre intégré MEL unitaire     | 2,30 € | Valable durant 2 heures correspondances sur le réseau Arc-en-Ciel comprises, retour interdit et permet d'effectuer des correspondances sur le réseau Ilévia durant une heure. | Auprès du conducteur ou en agence.                                  |
| Titre intégré MEL hebdomadaire | 21 €   | Voyages illimités sur le réseau Arc-en-Ciel et Ilévia pendant une semaine. | En agence Arc-en-Ciel, auprès d'un dépositaire ou en agence Ilévia. |

### Gratuité
Les enfants âgés de moins de 4 ans voyagent gratuitement sur le réseau.
Les étudiants boursiers peuvent voyager gratuitement pendant un an en chargeant au préalable le profil sur une carte Pass Pass dans une agence Arc-en-Ciel.
Les jeunes de moins de 26 ans peuvent voyager gratuitement durant les week-ends, vacances scolaires et jours fériés en ayant au préalable chargé le profil sur une carte Pass Pass dans une agence Arc-en-Ciel.
Les membres des forces de l'ordre et de sécurité peuvent voyager gratuitement sur le réseau en ayant au préalable chargé le profil sur une carte Pass Pass dans une agence Arc-en-Ciel.

### Intégration tarifaire des réseaux urbains
Certains réseaux permettent l'emprunt d'une ligne Arc-en-Ciel avec un titre émanant de ce réseau :
- DK'Bus : voyage gratuit sur les lignes 901 et 901S entre Dunkerque et Les Moëres, sur les lignes 904 et 904E entre Dunkerque et Bourbourg [7],[8] ;
- Ilévia : voyage possible sur les lignes Arc-en-Ciel avec un titre Ilévia au sein du périmètre de la Métropole européenne de Lille ;
- Évéole : voyage gratuit sur les lignes Arc-en-Ciel au sein du périmètre du réseau Évéole ;
- Transvilles : voyage possible sur les lignes Arc-en-Ciel avec un titre Transvilles au sein du périmètre du réseau Transvilles.
- Stibus : voyage possible sur les lignes Arc-en-Ciel avec un titre Stibus au sein du périmètre du réseau Stibus.

## Identité visuelle

Logo du réseau Arc-en-Ciel jusqu'au 25 août 2010.
Logo du réseau Arc-en-Ciel du 26 août 2010 au 31 août 2017.
Logo du réseau Arc-en-Ciel depuis le 1er septembre 2017.